# 2015年のテレビ (日本)
2015年のテレビでは、2015年のテレビ分野（主に日本）の動向についてまとめる。

## テレビ番組関係の出来事

### 1月
- 4日
  - NHK大河ドラマ第54作『花燃ゆ』（主演：井上真央）放送開始（ - 12月13日）[1]。
  - フジテレビ『サザエさん』で花沢花子の声を担当している山本圭子が入院したため、代役として一龍斎貞友が務めた。
- 14日 - NHK大阪放送局は、2015年（平成27年）度下半期の連続テレビ小説（第93作）として『あさが来た』（原作：『小説 土佐堀川 女性実業家・広岡浅子の生涯』古川智映子作、脚本：大森美香）を製作・放送することを発表。放送期間は2015年9月28日 - 2016年4月2日[2][3]。主演は波瑠が務める。
- 16日 - 日本テレビ系『スッキリ!!』の司会陣の一員であるテリー伊藤（演出家・タレント）が同番組の生放送中に3月末で同番組を降板することを自ら発表[4]。さらに2月6日にはコメンテーターを務めるコラムニストの勝谷誠彦も自身のメルマガで3月末での番組降板を明らかにした[5]。
- 20日 - 過激派組織ISILによる日本人拘束事件関連のニュースのためNHK総合は大相撲初場所10日目を16時台からNHK Eテレに迂回して放送した。また、この事件に配慮して23日放送のテレビ朝日系『ミュージックステーション』に出演した、3人組ロックバンド凛として時雨が歌詞の一部を変えて歌った。アイドルグループKAT-TUNは曲目を変更した。そしてフジテレビは24日に放送予定だったアニメ『暗殺教室』第3話を放送を1週延期した。25日放送の日本テレビ系『笑点』の演芸コーナーで、当初三宅裕司と小倉久寛（共に俳優、タレント）がコントを披露する予定だったが、2月1日放送分に出演予定だったお笑いコンビビックスモールンのネタに差し替えられた（2月1日は原口あきまさとホリのものまねを放送した）。三宅と小倉のコントの放送は2月15日に延期。31日にTOKYO MXほかで放送予定だったアニメ『探偵歌劇 ミルキィホームズTD』第5話を飛ばす事となった（第5話は2月21日に放送。これによりこの日に放送予定だった第8話以降は1週繰り下げとなり、最終回（第12話）は3月28日に放送された）。
- 25日 - 朝日放送・テレビ朝日系列のテレビアニメ『ハピネスチャージプリキュア!』が最終回を迎える。最終回のED後に『ハピネスチャージ』のキュアラブリーが視聴者にお別れの挨拶をし、翌月の1日から始まる次作『Go!プリンセスプリキュア』のキュアフローラにバトンタッチする映像が流れた。これ以後『プリキュアシリーズ』の最終回後の「バトンタッチメッセージ」は、2025年現在まで続いている。

### 2月
- 1日 - 早朝に過激派組織ISILによる日本人拘束・殺害事件、菅官房長官会見のニュースを、通常の早朝ニュース枠以外に報道特番を別途設けたり、昼前の報道・情報番組を前倒し・拡大するなど、各局急遽編成した（一部番組は休止または他日振替、もしくは翌週以降に順延の対応を取った）。
- 4日
  - テレビ朝日は、1月28日に行われた『3B juniorの星くず商事』（BS朝日）の収録中に、3B juniorの女性メンバーが倒れ、救急搬送されていたことを明らかにし謝罪した[6]。なお番組は2月8日未明・早朝（7日深夜）以降休止していたが、放送を再開することなく終了した[7]。その後10月26日付で当時の番組プロデューサーらが懲戒処分を受けたが、公表はされていなかった。なお当該メンバーは芸能活動を再開している[8]。
  - TBS系で1月28日に放送した『水曜日のダウンタウン』で東京都内の100円ショップが販売した福袋を取り上げた際、実際には完売していたにも関わらず、「1個も売れなかった」と事実に反する放送をしていたことが明らかとなり、TBSはこの日の番組の最後と番組公式サイトで謝罪した[9][10] が、兵庫県内の中古書籍販売店が販売した福袋を取り上げた際にも誤解を与える表現をしていたことが判明し、2月18日の番組の最後及び番組公式サイトで再び謝罪した[11]。
- 7日 - 日本テレビ系『真相報道 バンキシャ!』などのコメンテーターを務めていた、弁護士で元東京地方検察庁特捜部長の河上和雄がこの日の夕方、敗血症のため死去[12]。
- 14日 - TBS系で1月28日に放送した『水トク! 激闘大家族スペシャル』で、妊婦がバイクに乗りそれを母親にたしなめられた映像が再現だったにも関わらず、それを示さずに放送したとして、TBSはこの日までに番組公式サイトで謝罪した[13]。
- 22日 - 日本テレビ『サッカーアース』が、この日未明（21日深夜）の放送より進行アシスタントアナウンサーが畑下由佳に交代[14]。
- 27日 - 読売テレビアナウンサー川田裕美が同局制作・日本テレビ系『情報ライブ ミヤネ屋』のアシスタントを卒業、3月末で読売テレビを退社し、セント・フォース所属のフリーアナに転向[15]。

### 3月
- テレビ東京系で放送されていた子供向け番組『のりスタE-ネ!』が終了。これをもって2000年4月から始まった『のりものスタジオ』から続いた一連の『のりスタ』シリーズが15年の歴史に幕。
- 2日 - 読売テレビ制作・日本テレビ系『情報ライブ ミヤネ屋』の新メインキャスターに林マオ（読売テレビアナウンサー）が就任し、あわせて番組及び、スタジオセットが大幅にチェンジ[16]。
- 6日
  - 日本テレビ『PON!』生放送中、アイドルグループ舞祭組のメンバーが楽曲を披露していた際、歌っているメンバーの背後に設置されていた仕切りの柵が崩れ、観覧中の複数のファンが転倒、うち3人が負傷する事故が発生[17]。
  - TBS系『サンデーモーニング』にコメンテーターの一員として出演していた国際政治学者の浅井信雄がこの日、前立腺がんのため死去[18]。
- 7日 - テレビ東京系『出没!アド街ック天国』放送1000回記念回をもって、初回から20年間司会を続けた愛川欽也が休養、事実上の降板。翌週以降同月放送分までは、レギュラーパネラーの峰竜太が司会代行を務めた[19]。
- 11日 - テレビ東京系の旅番組『にっぽん!いい旅』が放送終了、前身番組『いい旅・夢気分』（1986年 - 2013年）から続いた『いい旅シリーズ』が29年にわたる歴史に幕[20]。
- 17日 - フジテレビ系の『火曜9時枠の連続ドラマ』枠が『ゴーストライター』の最終回を以って廃枠[21][22]。1996年4月から19年間の歴史に幕。
- 19日 - NHK『情報まるごと』が国会審議日程の関係からこの日の放送を以って終了。これにより11年半続いた総合テレビジョン14時台の生情報枠が廃枠に。
- 23日 - TBS系の連続ドラマ枠『月曜ミステリーシアター』枠が『警部補・杉山真太郎〜吉祥寺署事件ファイル』の最終回を以って廃枠となり、1956年4月から続いてきた[注 1]、『水戸黄門』や『大岡越前』などの人気長寿シリーズで親しまれた同局における月曜20時台の連続ドラマ枠としても廃枠となり、放送開始から59年間の歴史に幕を降ろした[23]。
- 25日 - TBS系『水トク!』（一部地域除く）は、この日放送予定であった『世界衝撃映像100連発』について、フランス・アルプ＝ド＝オート＝プロヴァンス県で発生したジャーマンウイングス9525便墜落事故を受け、放送予定の番組内容の中に英国での航空機事故を取り上げる場面があったために事故犠牲者に配慮して急遽番組を変更し、『徳光和夫の感動再会"逢いたい"スペシャル』を再放送した[注 2][24]。
- 27日
  - フジテレビ系が報道番組を刷新するのに伴い、この日を以って系列各局で夕方を中心に各番組が相次いで終了。
    - このうち『FNNスーパーニュース』は17年にわたる歴史に幕[25][26]。
    - 関西テレビは『ハピくるっ!』（キー局除く、ごく一部地域のフジテレビ系列でも放送）が3年半の[27]、『FNNスーパーニュースアンカー』（関西ローカル）が9年間の歴史に、それぞれ幕を下ろした。
- 28日
  - 毎日放送制作・TBS系『知っとこ!』がこの日をもって放送終了、12年にわたる歴史に幕。
  - フジテレビ系『LIVE2015ニュースJAPAN』はこの日の未明で21年にわたる歴史に幕[25][26]
- 29日
  - フジテレビ系『FNNスーパーニュースWEEKEND』が約14年にわたる歴史に幕、また『FNN NEWS Pick Up・あすの天気』が僅か1年で放送終了[26]。
  - 朝日放送制作・テレビ朝日系『パネルクイズ アタック25』の司会を務める浦川泰幸と、出題者の角野友紀（いずれもABCアナウンサー）が番組を卒業。
- 30日
  - NHK - 連続テレビ小説第92作『まれ』（主演：土屋太鳳）放送開始（ - 9月26日）。
  - 日本テレビ系
    - 『ZIP!』の5代目お天気キャスターにモデルの榊原美紅が就任。前任の岩本乃蒼（日本テレビアナウンサー）はこの日から『スッキリ!!』に異動し、同番組の4代目女性司会者に就任する。
    - 『スッキリ!!』がこの日からリニューアル。キャスター陣にテリー伊藤の後任として上重聡（日本テレビアナウンサー）が就任[28]。番組内コーナーアニメ『ふなっしーのふなふなふな日和』を放送開始[29]。
    - 『PON!』の月曜レギュラーコメンテーターとして華原朋美（歌手）がこの日から登板。華原の情報番組レギュラー出演は初めてとなる。また同番組では新お天気キャスターとして原田ゆか（月曜担当）、山下永夏（火・木曜担当）、窪真理（水・金曜担当）が就任。

  - テレビ朝日系
    - 月 - 金曜4:00 - 4:55に早朝の時代劇再放送枠『おはよう!時代劇』（関東ローカル）を新設。
    - 月 - 金曜夕方の『スーパーJチャンネル』のメインキャスターに竹内由恵（テレビ朝日アナウンサー）が就任。また、これにあわせ、この日より、テレビ朝日における放送開始時刻を月 - 木曜は16:50に、金曜は15:50にそれぞれ繰り上げとなり、枠拡大する[30][31]。

  - TBS系
    - 月 - 金曜日4:00 - 5:30に早朝の情報番組『はやドキ!』を開始[32]。
    - 朝の情報番組『あさチャン!』がこの日からリニューアル、日替わりメインキャスターとして織田信成（元フィギュアスケート選手）、博多華丸（博多華丸・大吉）、澤部佑（ハライチ）らが新レギュラー出演。なお同番組のキャスター陣の一員であった齋藤孝（明治大学教授）は3月27日放送分を以って降板した[33]。
    - 月 - 金曜日8:00 - 9:55に新情報番組『白熱ライブ ビビット』が放送開始。メインキャスターは前番組の『いっぷく!』から引き続き国分太一（TOKIO）と真矢ミキ（女優）が務める他、曜日レギュラーコメンテーターにヒロミ、千原ジュニア（千原兄弟）、大久保佳代子（オアシズ）が出演する[注 3][34]。
    - 月 - 金曜13:55から、CBCテレビにて2013年4月1日から2015年3月27日まで中京ローカルで放送していた情報番組『ゴゴスマ -GO GO!Smile!-』がこの日からTBSテレビ（関東地区）でも番組途中までの番販ネットを開始し（ただし、この時点ではTBSでの放送は14:53までであった）、CBC・TBSの2局ネット番組に移行した[35][36][注 4]。

  - フジテレビ系
    - 早朝の情報番組『めざましテレビ アクア』のキャスター陣に牧野結美（フリーアナウンサー、元静岡朝日テレビアナウンサー）・立本信吾（フジテレビアナウンサー）が新加入[37][38]。
    - 平日午後から夕方・深夜および全曜日夜の編成を刷新し、新帯番組を開始。月 - 金曜日13:55 - 15:50に新情報番組『直撃LIVE グッディ!』を開始。メインキャスターは安藤優子（ニュースキャスター）と高橋克実（俳優）が担当[39][40][41]。月 - 金曜15:50 - 19:00に新夕方ニュース『みんなのニュース』を開始。メインキャスターは伊藤利尋（フジテレビアナウンサー）、他に『FNNスーパーニュース』に終了時点で出演していた生野陽子・椿原慶子（両名ともフジテレビアナウンサー）も続投[25][40]。全曜日20:54 - 21:00にスポットニュース『こんやのニュース・あしたの天気』、月 - 木曜日23:30 - 23:55・金曜日23:58 - 翌0:18に『LIVE2015あしたのニュース』をそれぞれ開始[26][42]。
    - 系列各社もこれに併せて編成を見直し。このうち関西テレビは『みんなのニュース』の差し替えとして『ゆうがたLIVE ワンダー』を開始（全国・関西ニュース内包）[43]。メインキャスターは藤本景子（関西テレビアナウンサー）が務める[44]。またテレビ西日本は『ももち浜ストア』を夕方にも展開する形で対応。
    - 上記に関連し、情報バラエティ番組『バイキング』の終了時刻が5分繰り上げられ、番組内容もリニューアル、月曜メインMCの坂上忍（俳優）が月 - 金曜の全曜日に出演、月曜日のメインMCとしてブラックマヨネーズ（小杉竜一・吉田敬）と全曜日の進行アナウンサーとして榎並大二郎（フジテレビアナウンサー）、月曜レギュラーに山田菜々（元NMB48/SKE48）、水曜レギュラーにデヴィ・スカルノ（タレント）、木曜レギュラーに蛭子能収（漫画家・タレント）、金曜レギュラーに茂木健一郎（脳科学者）がそれぞれ新加入。また、『ライオンのごきげんよう』・『昼の帯ドラマ』枠（後者のみ東海テレビ制作）の放送時間が5分繰り上がる[45]。

  - その他（独立局・5大系列局のローカル編成等）
    - 朝日放送 - 朝の情報番組『おはよう朝日です』（関西ローカル）のメインキャスターが浦川泰幸（ABCアナウンサー）から岩本計介（同）に交代。なお浦川は夕方の報道番組『キャスト』の2代目メインキャスターに就任。
    - RKB毎日放送 - 平日の情報番組『今日感テレビ』（月 - 金曜13:55 - 19:00）のローカル情報パートがこの日から15:53までの2時間弱に短縮、15:53 - 16:53には『Nスタ・第0部』をTBSからネット受けする（従前通り、第1部の全編と第2部のJNN枠のネット受けも継続）。
    - 福岡放送 - キー局の編成見直し、久保俊郎の年度末での定年退職などに伴い一部番組見直しと社員アナウンサーの大規模担当替えを実施。『めんたいワイド』はスポーツアナウンサーの松井礼明が従前の金曜だけでなく全曜日MC担当となり、パートナーもローカルタレントの今村敦子に交代。番組開始以来の顔だった古賀之士は久保の後任となり、新ニュース番組『NEWSめんたいPlus』アンカーを務める。松井が担当していた『夢スポ』は前日放送分から福岡竜馬が進行役に入る。
- 31日 - 毎日放送の気象キャスターとして長年活躍した今出東二（気象評論家、元日本気象協会所属）がこの日を以って、午後の情報番組『ちちんぷいぷい』と夕方の報道番組『VOICE』（いずれも関西ローカル）のお天気キャスターを勇退[46]。なお、『ぷいぷい』のお天気キャスターは今出の後任として西池沙織（フリーアナウンサー）が4月1日から就任。

### 4月
- 1日
  - 日本テレビ系
    - 日テレNEWS24制作『Oha!4 NEWS LIVE』の水・木曜の新キャスターに本多小百合（セント・フォース所属、元中京テレビアナウンサー）が就任。

  - テレビ東京系
    - 平日朝の新情報番組『チャージ730!』が本放送開始（パイロット版は3月6日に放送）。メインキャスターは大橋未歩と林克征（ともにテレビ東京アナウンサー）が務める[47]。
- 3日
  - 日本テレビ系
    - 日テレNEWS24制作『Oha!4 NEWS LIVE』の金曜日の新キャスターに畑下由佳（日本テレビアナウンサー）が就任。
    - 『NEWS ZERO』がこの日から金曜版の放送時間を23:30 - 翌0:30に枠移動。

  - テレビ朝日系『スーパーJチャンネル』は、第1部のメインキャスターに平石直之アナウンサーがこの日から4年ぶりに復帰。
  - TBS系のトーク番組『A-Studio』では、この日から7代目アシスタントとして早見あかり（女優、元ももいろクローバー）が就任。
- 4日
  - 日本テレビ系『ズームイン!!サタデー』の6代目メインキャスターとして辻岡義堂（日本テレビアナウンサー）がこの日から就任。
  - TBS系
    - 『スーパーサッカー』が『スーパーサッカーJ+』と改称し、この日から地上波放送も3月までの火曜未明（月曜深夜）から土曜未明（金曜深夜）1:25 - 1:55に枠移動。前日の3日からBS-TBSで23:00-23:30に地上波先行放送開始となり、BSではあるが2010年3月以来の全国ネット復活。3月一杯でTBSを退職した枡田絵理奈に代わり、いずれもTBSアナウンサーの国山ハセンと宇垣美里が番組に加わる。
    - 毎日放送制作による、土曜朝の新情報番組『サタデープラス』（土曜 8:00 - 9:25）が放送開始。メインキャスターは丸山隆平（関ジャニ∞）と小堺一機、小島瑠璃子（タレント）が担当する[48]。

  - テレビ東京系
    - 『出没!アド街ック天国』の第2代司会者としてこの日より音楽グループ「V6・20th Century」メンバーの井ノ原快彦が登板する[49]。
    - 『美の巨人たち』はこの回からナレーターとして蒼井優（女優）が就任。

  - フジテレビ系
    - 『めざましどようび』がこの日からお天気キャスターに岡副麻希が就任。
    - 『FNNみんなのニュースWeekend』（土・日曜 17:30 - 18:00）が放送開始。メインキャスターは佐々木恭子（フジテレビアナウンサー）が担当。

  - 関西テレビは、1994年1月にやしきたかじん（歌手・タレント）の司会で放送が開始され、2014年1月のやしき死去後も番組が継続されていた『たかじん胸いっぱい』（関西ローカル）の番組タイトル名をこの日の放送分から『胸いっぱいサミット!』に改題[50]。
- 5日
  - 日本テレビ系
    - 日曜朝の新通販番組『ポシュレ モーニング』が放送開始。

  - NHK
    - 『将棋フォーカス』が、この日の放送より番組をリニューアル。前週までのつるの剛士＆岩崎ひろみから伊藤かりん（乃木坂46）に司会者が交代し、解説者には男性将棋棋士の山崎隆之八段と中村太地六段が隔週交代で登板する[51]。

  - テレビ朝日系
    - 日曜日朝10時枠のトークバラエティー新番組『美女たちの日曜日』が放送開始。司会は ヒロミ（タレント）と向井慧（漫才トリオ・パンサー）が担当する[52]。これに伴い、3月まで日曜日朝10時枠で放送されていた『報道ステーションSUNDAY』がこの日より夕方枠に移動となり、放送時間が16:30 - 18:00の90分間に変更となる[52]。
    - 朝日放送制作『パネルクイズ アタック25』の3代目司会者に谷原章介（俳優）がこの日から就任。また、同番組の出題担当のアナウンサーも結婚・出産・育児休暇のため降板した加藤明子（ABCアナウンサー）が2年ぶりに復帰する[53]。

  - 読売テレビ『たかじんのそこまで言って委員会』（キー局を除く、大半の日本テレビ系）がこの日の放送分から『そこまで言って委員会NP』に番組名を改題、司会は辛坊治郎（ジャーナリスト）と渡辺真理（フリーアナウンサー）が務める[54]。
- 6日
  - テレビ朝日系月曜ゴールデンタイムの番組を大幅刷新。19時台は同日より『お坊さんバラエティ ぶっちゃけ寺』（爆笑問題司会）、20時台には同月20日より『しくじり先生 俺みたいになるな!!』がそれぞれ未明帯からゴールデン進出、これに伴い『クイズプレゼンバラエティー Qさま!!』は同月13日より月曜21時台に繰り下げられ（枠移動後初回は『ぶっちゃけ寺』との合体3時間SPの第2部として、20:52から拡大放送）、21時台の『ここがポイント!!池上彰解説塾』が『池上彰のニュースそうだったのか!!』に改題し、同月11日より土曜20時台に枠移動する[55]。
  - テレビ東京系の子供向け情報バラエティ番組『おはスタ』（月 - 金曜 6:45 - 7:30）がこの日からリニューアル。第1部の『おはスタ645』（月 - 金曜 6:45 - 6:59）ではPepperがロボット史上初の司会に挑戦し、第2部の生放送による『スーパーライブ』（月 - 金曜 6:59 - 7:30）では、月曜日にパンサーと斉藤壮馬、火曜日にロバート、水曜日に流れ星、木曜日に古川未鈴（でんぱ組.inc）と花江夏樹、金曜日に高野洸（Dream5）と岩井勇気（ハライチ）が新加入し新たに設ける女性MCに小島瑠璃子、春香クリスティーン、唯月ふうかが新加入。なお『 - スーパーライブ』パートで2003年4月からレギュラー出演していた鉄拳は3月26日で卒業。
- 9日 - NHK総合で2014年5月14日に放送した『クローズアップ現代』「追跡“出家詐欺”?狙われる宗教法人?」においてやらせがあったと、2015年3月に週刊文春が「記者に頼まれて架空の人物を演じた」と証言する男性のインタビュー入り記事で指摘した問題について、調査の中間報告を発表。大阪市内のビル一室を「ブローカーの活動拠点」とコメントしたことについて、「裏付けが不十分だった」と誤りを認めたものの、記者の指示によるやらせについては関係者の話が食い違っており、今後も検証を続けるとした[56]。加えて、同日放送分の同番組内で、キャスターの国谷裕子が謝罪[57]。
- 10日 - フジテレビ系で土曜午前の『世界HOTジャーナル』が金曜19:00 - 19:57に枠移動し、新司会者に東野幸治が就任。移動初回は19:00 - 20:54の2時間スペシャル。
- 11日
  - 日本テレビ系『嵐にしやがれ』（土曜22:00 - 22:54）が、この日の放送分から、これまでのスタジオトーク形式の企画から嵐のメンバーが日本各地を訪れて様々な企画に挑戦するロケバラエティーにリニューアル。
  - テレビ朝日系で月曜21時台の『ここがポイント!!池上彰解説塾』がこの日から『池上彰のニュースそうだったのか!!』と改題のうえ、土曜20時台に枠移動。改題・枠移動初回は19:54からの3時間スペシャル。
  - フジテレビ系で火曜未明（月曜深夜）の『おーい!ひろいき村』が土曜19時台に枠移動し、放送時間が19:00 - 19:57に拡大する[58]。移動初回は19:00 - 20:54の特番。
- 13日 - フジテレビ系『ネプリーグ』の天の声を12年間担当してきた伊藤利尋の後任として佐野瑞樹がこの日から就任（2022年4月4日放送分まで）。
- 14日 - フジテレビ系火曜21時台が関西テレビ制作枠に移行、同局制作によるグルメバラエティ番組『発見!なるほどレストラン 日本のおいしいごはんを作ろう!』が放送開始。司会は後藤輝基（フットボールアワー）と木村佳乃（女優）が務める。
- 15日
  - テレビ東京系水曜20時台に新バラエティ番組『ソレダメ!〜あなたの常識は非常識!?〜』が放送開始。司会は高橋真麻（フリーアナウンサー）と若林正恭（オードリー）が務め、若林の相方である春日俊彰がレギュラーの一員として出演する。
  - フジテレビ系水曜19:57 - 20:54にて生放送による音楽番組『水曜歌謡祭』が放送開始。司会は森高千里（歌手）と渡部建（アンジャッシュ）が務める。フジテレビの生放送音楽番組は、1994年3月に終了した『MJ -MUSIC JOURNAL-』以来21年ぶり[59]。これに伴い、水曜20時枠で放送されていた『世界行ってみたらホントはこんなトコだった!?』（シーズン3）は火曜19:57 - 20:54に放送枠を移動する。
- 18日
  - TBS系『新チューボーですよ!』がこの日で放送1000回になるのを機に、出演者を一新。新アシスタントに森星（モデル）と吉村崇（平成ノブシコブシ）が就任、総合司会の堺正章と3人体制となる。
  - フジテレビ系
    - 同日未明（17日深夜）0:40 - 0:55、『THE MANZAI 2014』で優勝した博多華丸・大吉に優勝の副賞として与えられた「フジテレビの新番組レギュラー権」として、同コンビがMCを務め、「2020年に収録され、2015年に放送しているという設定」で送るトークバラエティー番組『華丸大吉の2020』放送開始。
    - 土曜23:10 - 23:40に『オレたちひょうきん族』以来26年ぶりとなる明石家さんま司会によるバラエティ番組『さんまのお笑い向上委員会』が放送開始[60]。
    - 土曜23:40 - 翌0:05に連続ドラマ枠『土ドラ』を半年ぶりに再開[61][62]。
- 19日 - 日本テレビ系で日曜22:30 - 23:25に『日曜ドラマ』を新設[63]。第1作は『ワイルド・ヒーローズ』（主演：TAKAHIRO）[64]。これに伴い『有吉反省会』は4月4日から土曜23:30 - 23:55に、『ダウンタウンのガキの使いやあらへんで!!』は4月5日から日曜23:25 - 23:55にそれぞれ移動する[65]。なお、『ガキの使い - 』は23年半ぶりの時間帯変更となる。
- 20日
  - テレビ朝日系『しくじり先生 俺みたいになるな!!』が金曜未明（木曜深夜）枠から月曜20時台に枠移動でゴールデン進出（枠移動後初回は19:00 - 21:48に3時間SPを放送）[66]。
  - TBS系月曜20時台にて59年ぶり(実際にはつなぎ番組に近いため、ほぼ開局以来初になる。)のバラエティ番組が放送開始となり、タカアンドトシ司会の『世にも不思議なランキング なんで?なんで?なんで?』になる（初回は19:00からの2時間スペシャル）[23]。

### 5月
- 1日 - テレビ朝日系のミニ紀行番組『世界の街道をゆく』は、この日の放送より当番組初代ナレーターを務めた歌舞伎俳優の十世坂東三津五郎の長男である2代目坂東巳之助が3代目ナレーターとして登板[67]。
- 16日 - フジテレビ系『関ジャニ∞クロニクル』が設置されるため『土曜スペシャル』が放送時間を縮小。
- 27日 - テレビ朝日系のトーク番組『徹子の部屋』がこの日で1976年の番組開始から放送10,000回を達成、当日はゲストに近藤真彦と東山紀之を迎え、放送枠を1時間に拡大して放送。これに伴い同日の『ワイド!スクランブル・第2部』は13時 - 13時45分（30分繰り下げ・短縮）に放送した。
- 29日 - この日の午前10時頃に鹿児島県の口永良部島での火山噴火が発生したことにより（詳細は『2015年の口永良部島噴火』参照）、NHKは噴火発生後、総合テレビに於いて朝の連続テレビ小説『まれ』（再放送）以外の定時番組を報道特別番組に差し替えて、口永良部島噴火に伴う動静などの報道に当たった。
- 30日 - 20時24分ごろ 小笠原諸島西方沖地震がおきたためNHK総合では『超絶 凄ワザ!』を20時28分をもって打ち切り、地震速報のニュースを断続的に放送した（翌朝まで一部番組に変更が生じた）。『超絶 凄ワザ!』の同日放送回は6月13日に再度放送。

### 6月
- 6日
  - テレビ大阪で5月30日に放送した『たかじんNOマネー BLACK』で、大阪都構想を取り上げたニュース映像を使用した際、一部誤解を与えかねない不適切な表現があったとして番組公式サイトで謝罪した[68]。なお同番組は6月27日の2時間スペシャルで終了し、やしきたかじんの名を冠した番組はすべて消滅した[69]。
  - フジテレビ系 - 福岡 ヤフオク!ドームで行われた『AKB48 41stシングル 選抜総選挙』開票イベントを生中継で放送。指原莉乃が2年ぶりに1位となった。
- 21日 - 北海道文化放送『KEIBAプレミア』が放送開始。
- 24日 - テレビ東京系で『テレ東音楽祭（2）』が放送され、同局アナウンサーの紺野あさ美がかつて在籍していたアイドルグループ「モーニング娘。」のOGメンバーとして出演し、一夜限りの復活を果たした。
- 26日 - NHK連続テレビ小説の2016年前期（4月 - 9月）の作品がこの日、婦人雑誌『暮しの手帖』の創業者をモデルとした『とと姉ちゃん』に決定したと発表。脚本は西田征史が担当し、主役（ヒロイン）の「小橋常子」役は高畑充希が演じる。（高畑は、2013 - 14年「ごちそうさん」以来、2度目の出演で初主演。AK制作の朝ドラでは、2015年の「まれ」（土屋太鳳主演）以来、2年連続で出演経験者が主演を務める。）
- 27日 - TBS系『音楽の日』が今年も放送された。司会は5年連続で中居正広と安住紳一郎。
- 28日 - テレビ朝日系『美女たちの日曜日』が1クール限りで打ち切り終了。視聴率が開始から1 - 2%台（ビデオリサーチ調べ、関東地区・世帯）と苦戦していた[70]。
- 30日
  - この日午前に神奈川県小田原市内を通過中に発生した東海道新幹線の車内火災事件で、NHK総合は火災発生の第一報から番組内容を大幅に変更、『ひるブラ』などが放送休止となった。
  - 日本テレビ系『火曜サプライズ』で馬場典子が卒業した。

### 7月
- 2日 - 朝日放送制作・テレビ朝日系『新婚さんいらっしゃい!』の司会を務める六代 桂文枝が「同一司会者によるトーク番組の最長放送期間（44年127日）」としてギネス世界記録に認定された[71]。
- 7月4日 - 日本テレビ系『THE MUSIC DAY 音楽は太陽だ』が放送された。司会は3年連続で櫻井翔。
- 15日 - 日本テレビ系『ヒルナンデス!』がこの日の通常放送とは別に、初のゴールデンタイムでの特番『ヨルナンデス!』（19:00 - 20:54）として放送された[72]。2012年4月15日未明（14日深夜）に放送された同名特番とは異なり、今回はネットワークセールス枠での放送であり、通常は番組をネットしていないテレビ大分（フジテレビ系列とのクロスネット局）でも放送された。
- 25日・26日 - フジテレビ系で『FNS27時間テレビ』が放送。29回目となる今年は『めちゃ×2ピンチってるッ!本気になれなきゃテレビじゃないじゃ〜ん!!』と題し、お笑いコンビのナインティナイン・中居正広を総合司会に迎えて放送された。番組内で『オカザイル』と『吉本印天然素材』が一夜限りで復活した。

### 8月
- 3日 - 日テレNEWS24制作『Oha!4 NEWS LIVE』のエンタメキャスターを務める内田敦子が一時休養のため、代役として玉木碧が担当。
- 22日・23日 - 日本テレビ系で『24時間テレビ38 「愛は地球を救う」』が放送された。テーマは「つなぐ〜時を超えて笑顔を〜」で、メインパーソナリティはジャニーズ事務所所属のグループ・V6（15年ぶり2回目）とHey! Say! JUMP（1回目）、チャリティーパーソナリティは女優でピアニストの松下奈緒、チャリティマラソンランナーはロックバンドBREAKERZのボーカルでタレントのDAIGOがそれぞれ務め、総合司会は羽鳥慎一（フリーアナウンサー）と水卜麻美（日本テレビアナウンサー）が務めた。
- 22日 - 30日 - TBS系で『2015年世界陸上北京大会』の模様を生中継で放送。メインキャスターは織田裕二（俳優）と中井美穂（フリーアナウンサー）が1997年アテネ大会から10大会連続で務めた。
- 25日 - 2017年のNHK大河ドラマが、井伊直弼の先祖にあたる井伊直虎の生涯を描いた『おんな城主 直虎』になることがこの日発表。森下佳子のオリジナル脚本で、直虎役は柴咲コウが演じる。

### 9月
- 2日
  - 日本テレビ系『ZIP!』水曜・金曜フィールドキャスターに尾崎里紗と平松修造（いずれも日本テレビアナウンサー）を起用。
  - フジテレビ系『水曜歌謡祭』が改題・枠移動前最終回となった[73]。
- 5日・6日 - U-18野球日本代表（侍ジャパン）が2015 WBSC U-18ワールドカップで決勝進出確定に伴い、5日には対キューバ代表戦（スーパーラウンド最終戦）、6日には対アメリカ代表戦（決勝）をテレビ朝日系の地上波（前者は関東他一部地域のみ）で緊急生中継した。
- 6日 - 日本テレビ系『シューイチ』でこの回から笹崎里菜がレギュラーに。
- 9日 - NHK総合では一部の番組を除き台風18号および茨城・栃木豪雨関連のニュースに差し替えた。
- 10日 - NHK総合では、連続テレビ小説『まれ』を除く非報道・情報系の番組および一部報道・情報番組を休止し、この日の大雨による関東・東北豪雨関連のニュースを終日放送した。そのため11日は国会中継をEテレに移して放送した。日本テレビではこの日と11日には一部除く通常の報道・情報番組の内容を変更し、これにかかるニュースを中心に放送した。テレビ朝日でもこの日の午後に、TBSではこの日と翌11日の午後に、それぞれ一部通常番組を途中打ち切り・一時中断・休止等のうえ、報道特別番組を放送した。
- 13日 - テレビ朝日系のアニメ『ワールドトリガー』で、この日放送予定だった第46話「エースの意地」が、10日に発生した関東・東北豪雨を連想させる堤防決壊のシーンがあるのに配慮して、2015年7月19日に放送された第38話「B級ランク戦開幕」の再放送に差し替えられた。第46話は一部修正が施され、翌週20日に放送。
- 14日
  - フジテレビ系月9ドラマ『恋仲』が、この日放送された最終回のラスト10分間を生放送で放送したのと同時に、ライブ配信サービス「ツイキャス」でその部分のみ同時配信された。生放送ではスペシャルゲストとして指原莉乃（HKT48）が通行人役で出演した。
  - 日本テレビ系『ヒルナンデス!』放送中の13時49分30秒から13時52分45秒までの間、番組をネットする読売テレビで番組内容とまったく関係のない映像が流れる放送事故が発生し、読売テレビは同日、同局のホームページで謝罪した。事故の原因は放送データ上の人為的ミスとしている[74][75]。日本テレビをはじめ、この番組の他のネット局ではこの放送事故は発生していない。
- 16日 - NHK総合ではこの日の夕方から随時、安全保障法案に関するニュースを編成。野党の反発等により審議開始が遅れたことなどから、通常放送を特別委員会を開始次第放送する旨のテロップを表示しながら行なった。
- 17日
  - NHK総合は、この日の『あさイチ』の放送を8時54分で打ち切り、国会中継の参議院平和安全法制特別委員会の模様を緊急生中継で放送した。また、午後は当委員会による中継により16:00 - 17:10の間Eテレに『大相撲秋場所』を振り替えて放送した。
  - TBS系『木曜ドラマ劇場』（木曜21:00 - 21:54）が7月期の作品『37.5℃の涙』を最後に廃枠となり、枠名変更前（『木曜ドラマ9』時代）からの通算で4年の歴史に幕。[76][77]。
- 18日
  - 日本テレビ系『笑神様は突然に…』が2年半の歴史に幕。なお、同局の2015年10月改編では、連続ドラマ・ミニ枠を除く19時から翌日1時までの全番組のうち、全曜日を通じて唯一の改編番組である[78] とされていたが、後述するように、新たな改編番組が急遽発生している。
  - フジテレビ系の長寿アニメ『サザエさん』の磯野フネの声を1969年の番組開始から46年の長きにわたり務めてきた麻生美代子が高齢などを理由に27日の放送をもって降板する事を発表。これにより、放送開始からの磯野家のキャスティングはフグ田サザエ役の加藤みどりとフグ田タラオ役の貴家堂子の2人だけとなる[79]。なお麻生がナレーターを務めるテレビ大阪制作・テレビ東京系『和風総本家』は続投する[80]。
- 19日 - NHK BS1『国際報道2015』のキャスター在任中に胃がんのため休養し、一旦復帰したものの再度治療のため休養していた元毎日放送記者でフリーアナウンサーの黒木奈々がこの日未明、32歳で死去[81]。
- 20日
  - 日本テレビ系のNFL情報番組『NFL倶楽部』2015 - 16シーズンのMC担当に尾崎里紗を起用。
  - フジテレビ系のトーク番組『ヨルタモリ』が僅か1年で終了。
- 23日 - テレビ朝日系『ミュージックステーション』が初の超大型特番『MUSIC STATION ウルトラFES』（12時 - 16時45分・17時 - 19時・19時 - 21時48分[注 5]）が放送された[82]。
- 25日
  - テレビ朝日系
    - 『モーニングバード』が4年半の歴史に幕。これにあわせ、アシスタントの赤江珠緒（フリーアナウンサー）が同局同時間帯の番組を降板[83]。
    - 『若大将のゆうゆう散歩』（関東地区では月 - 金曜日9:55 - 10:30）が終了[84]。
- 26日
  - 日本テレビ系『マツコとマツコ』のレギュラー放送が終了。なお、同局の2015年10月改編では、連続ドラマ・ミニ枠を除く19時から翌日1時までの全番組のうち、全曜日を通じて18日終了済みの『笑神様は突然に…』が唯一の改編番組である[78] とされていたが、各種番組表にて急遽最終回マークが付され、レギュラー放送の終了となる。翌々日28日には2時間スペシャルが放送された。
  - TBS系『王様のブランチ』の4代目女性MCを務めた本仮屋ユイカ（女優）がこの日を以って卒業。
  - フジテレビ系『チャンネルΣ』は、この日から放送時間を変更。
- 28日
  - NHK
    - 連続テレビ小説第93作『あさが来た』（BK制作。主演：波瑠）放送開始（ - 2016年4月2日）。

  - 日本テレビ系
    - 『ZIP!』一部のコーナー・出演者がリニューアルを実施。

  - テレビ朝日系
    - 『モーニングバード』の後継番組として、『羽鳥慎一モーニングショー』を開始。『モーニングショー』としては22年半ぶりの再開となる。アシスタントは宇賀なつみ（テレビ朝日アナウンサー）が担当[83]。
    - 『若大将のゆうゆう散歩』の後継の散歩番組『じゅん散歩』（関東地区では月 - 金曜日9:55 - 10:30）に高田純次（タレント、俳優）が担当[85]。
    - 『ワイド!スクランブル』は、この日から久保田直子アナウンサーが担当。
    - 『スーパーJチャンネル』は、この日から菅原知弘アナウンサーが担当。

  - TBS系
    - 『はやドキ!』は、この日からキャスターとナレーター変更。上村彩子、宇内梨沙、福岡良子、西島まどかの4名が起用された。
    - 『ゴゴスマ -GO GO!Smile!-』（CBC制作）がこの日より放送時間を延長し（CBCでは15:58までに、TBSは15:51までにそれぞれ変更）、唯一の番販ネット局TBS（関東地区）においても2時間枠での放送に移行するも、飛び降りネットは継続される。これに合わせ、放送内容も全国向けのものにリニューアルし、TBSも制作協力する[86][87][88][89]。なお、新規の番販ネット局はない。
    - 『Nスタ』は、この回からキャスター変更。上村彩子と宇内梨沙が起用。

  - フジテレビ系
    - 『めざましテレビアクア』と『めざましテレビ』は、この日からキャスター変更。宮司愛海、小澤陽子の両アナウンサーが起用。岡副麻希がお天気キャスターからスポーツキャスターに変更。
    - 『情報プレゼンター とくダネ!』は、この日からプレゼンター変更。新美有加、内野泰輔の両アナウンサーが起用。

  - その他（独立局・5大系列局のローカル編成等）
    - 福井放送 -『おじゃまっテレ ワイド&ニュース』新MCに中山裕子アナウンサーとコーナー担当の吉見早彩アナウンサーがそれぞれ起用。
    - 福岡放送 - 朝の情報番組『バリはやっ!』（月 - 金曜5:20-5:50）のキャスターに石川愛、豊原慎二、財津ひろみ、松井くららの4名が起用。
    - 新潟テレビ21 - 昼前の情報番組『にいがたLive!ナマ+トク』（月 - 金曜9:55-10:30）のMCに岡拓哉アナウンサーとサブMCに月曜担当の高橋美穂（フリーアナウンサー）と火・水曜担当の大桃美代子（タレント・女優）と木曜担当の伊藤聡子（フリーキャスター）と金曜担当の大杉りさ（ラジオパーソナリティ）が起用。
    - 南海放送－番組タイトルを『NEWS Ch.4』(16:50-19:00)から『Ch.4×every.』(15:50-19:00)に改題のうえ、四国・岡山のテレビ局では初めて月-木曜に限り、15:50-16:53に『news every.』(日テレ)の放送開始。
- 29日（28日深夜）
  - テレビ朝日系
    - 『お願い!ランキング』は、この回から従前の第2部に加え、第1部も関東ローカルに変更され、毎回生放送へ移行を開始。

  - TBS系
    - 『ビジネスクリック』（関東ローカル）は、この回から出演者変更。結城香織とケリーアンと高田秋と愛甲千笑美と安倍萌生が起用。
- 30日 - テレビ東京系『三越テレショップ』が32年の歴史に幕。

### 10月
- 1日 - 日本テレビ系『NEWS ZERO』の月 - 木曜担当キャスター山岸舞彩（フリーアナウンサー）が結婚のため同番組を降板。
- 2日
  - 日本テレビ系『ヒルナンデス!』は、金曜隔週レギュラーに陣内智則（芸人）がこの日から就任。
  - テレビ東京系『ピラメキーノ640』が終了。これによりピラメキーノシリーズが6年半の歴史に幕。
  - BS日テレ『深層NEWS』は、この日から尾崎里紗アナウンサーが起用。
- 3日
  - TBS系
    - 『サワコの朝』（毎日放送・TBS共同制作）が解説放送を開始。
    - 『王様のブランチ』の5代目女性MCに新川優愛（モデル・女優）がこの日から就任[90]。
    - 『報道特集』は、スポーツコーナーに新人アナ上村彩子がこの日から起用。
- 4日
  - テレビ朝日系
    - 長寿音楽番組『題名のない音楽会』の司会者が、2008年4月から7年半にわたって務めた指揮者の佐渡裕に代わって、バイオリニストの五嶋龍が就任。
    - 朝日放送制作教養バラエティ番組『ペットの王国 ワンだランド』のMCに、Kis-My-Ft2の横尾渉が就任。
    - 朝日放送制作『パネルクイズ アタック25』で、福岡県の夫婦が番組史上13組目のパーフェクトを達成した。

  - TBS系
    - 『Nスタ日曜版』スポーツコーナーに新人アナ上村彩子がこの日から起用。
    - 『世界遺産』メインテーマ曲・エンディングテーマ曲をこの日の放送からB`zの松本孝弘が担当。

  - フジテレビ系
    - 『サザエさん』で、放送開始時から同年9月27日まで磯野舟役を担当してきた麻生美代子の後任に、寺内よりえが就任。
    - 単発新枠『日曜ファミリア』（19:00 - 21:54）が開始され、第1弾として『世界ベスト・オブ・映像ショー 頂上リサーチ』を放送[91]。
- 5日
  - 日本テレビ系
    - 朝の情報番組『スッキリ!!』は、この日より徳島えりか（日本テレビアナウンサー）と菊池幸夫（弁護士）が登板。
    - 昼前の情報番組『PON!』（中京テレビでも月〜木曜のみネット受け）は、曜日ごとのMC徳島えりか・上田まりえ（両者とも日本テレビアナウンサー）の後任者として、青木源太（日本テレビアナウンサー）がこの日より週を通じて登板。
    - 最終版のニュース番組『NEWS ZERO』は、10月1日放送分で降板した山岸舞彩の後任者として、久野静香（日本テレビアナウンサー）が10月2日放送分まで担当していた金曜から月曜 - 木曜担当に横滑りの形でこの日より登板[92]。

  - テレビ東京系
    - 『ピラメキーノ640』の後番組『合格モーニング!』が放送開始。
    - 『ワールドビジネスサテライト』は、この日からマーケットキャスター交代。豊島晋作から宇井五郎へ変更。
- 7日
  - 日本テレビ系
    - 早朝の報道番組『Oha!4 NEWS LIVE』（日テレNEWS24（CS）制作、日本テレビはじめ地上波系列局でもネット受け）にこの日より水曜の男性ニュースキャスターとして安藤翔（日本テレビアナウンサー）が登板。
    - バラエティ番組『1億人の大質問!?笑ってコラえて!』2011年2月から3代目サブMCしてきた関根麻里（タレント）が産休のため番組を卒業。

  - テレビ東京系
    - 早朝の『ものスタ』（関東ローカル）がこの日より水・金曜日の放送時間を30分前倒し・拡大。
    - 21時 - 22時48分枠に『水曜エンタ』を開始。同時間帯に放送していた2時間ドラマ枠『水曜ミステリー9』を『水曜エンタ』の一企画扱いに降格させ、他にバラエティ、ドキュメンタリーなどのジャンルも加えた単発枠に転換する。
- 8日
  - 日本テレビ系『Oha!4 NEWS LIVE』（日テレNEWS24（CS）制作）を一時休養していたエンタメキャスター内田敦子がこの日復帰し、復帰前の月 - 金曜日通しの担当から、木・金曜日のみ担当に変更。内田の代役として8月3日より登板していた玉木碧は月 - 金曜日通しの担当から、月 - 水曜日の担当となった。
  - TBS系『ニンゲン観察バラエティ モニタリング』（2015年9月までは木曜19:56 - 20:54）がこの日から55分拡大の21:49まで放送時間を拡大[76][77]（ただし、枠拡大後初回は開始時刻を19:00として、3時間スペシャルを放送）。これに伴い、『JNNフラッシュニュース』はこの日から水曜日と同様、21:54からに繰り下げ（および関東他一部地域では縮小）となった。
- 9日
  - 日本テレビ系『NEWS ZERO』は、月 - 木曜担当キャスターに横滑りする久野静香の後任の金曜日キャスターとして杉野真実（日本テレビアナウンサー）がこの日より登板[92]。
  - テレビ朝日系アニメ『クレヨンしんちゃん』で、納谷六朗（声優）の死去以降1年間空席となっていた“組長先生” こと高倉文太園長役に森田順平（俳優・声優）がこの日から就任。
- 10日 - 日本テレビ系『ズームイン!!サタデー』の新ニュースキャスターに、徳島えりか（日本テレビアナウンサー）がこの日から登板。
- 11日（10日深夜） - テレビ朝日の早朝通販番組『ロッピング・セレクション』がこの日を以って1年間の放送終了。
- 13日（12日深夜） - テレビ朝日の早朝通販番組『特選ものコンシェルジュ』がこの日から開始。
- 14日
  - 日本テレビ系のバラエティ番組『1億人の大質問!?笑ってコラえて!』4代目サブMCに佐藤栞里がこの日から就任。
  - テレビ朝日系の刑事ドラマシリーズ『相棒season14』が開始。水谷豊演じる「杉下右京」の4代目相棒として反町隆史（役名：冠城亘＝かぶらぎ・わたる）が、このシリーズから出演する。
- 16日 - フジテレビ系『Love music』が金曜23:30 - 23:58枠に『水曜歌謡祭』から改題・枠移動した[73]。
- 17日（16日深夜） - フジテレビの格闘技情報番組『FUJIYAMA FIGHT CLUB』が開始。
- 18日
  - 日本テレビ系『誰だって波瀾爆笑』の司会陣の一員で、2008年10月の番組開始から担当してきた関根麻里（タレント）が産休のため一時降板、関根の代行司会は小林麻耶（フリーアナウンサー）が翌週25日から担当。
  - TBS系『日曜劇場』の最新作『下町ロケット』開始。（主演：阿部寛）前月終了した、『まれ』のヒロイン・土屋太鳳が継続出演。土屋は、事後番組『ワザビト BRIDGE OF DREAMS』のナレーターも兼任。（2017年現在も継続中）
- 21日 - TBS系水曜日23時53分 - 翌0時23分枠（『テッペン!』枠）に連続ドラマ枠『水ドラ!!』を新設する。第1作は『おかしの家』[93]。
- 31日 - 2006年10月に結成されたフジテレビ発のアイドルグループ『アイドリング!!!』の卒業に伴いフジテレビとCSで放送されていた同グループの冠番組の『アイドリング!!!』が放送終了。9年の歴史に幕。

### 11月
- 3日
  - TBS系
    - 女優・泉ピン子が『“ピン子、通販やるってよ”〜本日開店!ピン子デパート〜』（9:55 - 11:00、一部地域除く）で通販番組の司会に初挑戦[94]。
    - 1997年から2008年まで放送されていたバラエティ番組『学校へ行こう!』→『学校へ行こう!MAX』が、レギュラー出演していた「V6」のデビュー20周年記念の『学校へ行こう!2015』（19:00 - 21:48）のタイトルによる復活特番として放送。司会を務めるみのもんた、アシスタントの渡辺満里奈ら当時のレギュラー陣も出演した[95]。
- 8日 - 7人制ラグビー男子 リオ五輪アジア予選決勝 日本対香港戦をTBS系にて緊急生中継された。
- 16日 - この日放送のテレビ東京系『未来世紀ジパング90分拡大スペシャル』は、当初の予定を変更し11月13日に発生したパリ同時多発テロ事件関連の緊急生放送を急遽放送。
- 17日 - フジテレビ系列で1991年1月から放送されていた平日昼帯枠トークバラエティ番組『ライオンのごきげんよう』が翌年3月末を以って放送終了となることが、フジテレビから発表された[96]。司会の小堺一機は前身番組『ライオンのいただきます』、『ライオンのいただきますII』を含む計31年6ヶ月に渡り平日昼帯枠を担当していた。また2016年4月から小堺出演番組を別枠（放送日時・タイトル等は未定）で放送開始することも併せて発表された[97]。
- 19日 - 読売テレビ制作・日本テレビ系『ベストヒット歌謡祭2015』が大阪市北区のフェスティバルホールから生中継で放送。司会は7年連続で宮根誠司とウエンツ瑛士が務めた他、2012年まで司会を務めていた西山茉希が3年ぶりに復帰した。
- 20日 - TBS系 『NEWS23』のメインキャスター陣の一人、膳場貴子（フリーアナウンサー）が産休のため番組を一時降板することをこの日の番組の最後で表明[98]。30日から久保田智子アナが出演。
- 25日 - フジテレビ系『サザエさん』の中島弘役やテレビ朝日系『ドラえもん』の出木杉英才役など、数多くのテレビアニメで活躍した声優の白川澄子がこの日の夜、クモ膜下出血のため死去。訃報は11月27日に公表され、同日放送分の『ドラえもん』では番組内で追悼テロップを流し、『サザエさん』は11月29日放送分の2本目「ワカメ放送局」が最後の出演となった[99]。
- 27日 - この日行われたフジテレビ社長亀山千広の定例会見において、『昼の帯ドラマ』（東海テレビ制作）を2016年3月で終了することを発表したが、制作局である東海テレビはこの時点で公式に発表しておらず、亀山も「本来は（番組制作局の）東海テレビが発表することである」「失言でした」と謝罪する事態となった[100][101]。その後2016年1月20日に東海テレビから正式に同枠の2016年3月限りの廃枠が発表された[102]。
- 29日 - TBS系『噂の!東京マガジン』の総合司会である森本毅郎が、腰の手術とリハビリのために一時降板。代役として井崎脩五郎が務める[103]。

### 12月
- 1日 - NHK山形の夕方のニュース番組『ニュースやまがた6時』で、気象情報放送中に出演していた女性気象予報士が突然泣き出すハプニングが発生。原因は当初流れる予定だった鶴岡市の映像が手違いにより新庄市の映像となり、予報士は一旦訂正したものの、その後混乱してしまったため[104]。翌2日から3日連続で番組を欠席したが、週明けの7日から復帰し番組内で今回の件について視聴者に謝罪した[105]。
- 2日・16日 - フジテレビ系『FNS歌謡祭』が2日間・計7時間12分の放送となり、新MCに森高千里・渡部建が就任[73][106]。
- 3日
  - テレビ東京系で『第48回日本作詩大賞』を生放送（19:58 - 21:48）[107]。司会は徳光和夫と松丸友紀（テレビ東京アナウンサー）が務めた[108]。
  - この日放送されたNHK総合『クローズアップ現代』にゲストコメンテーターとして出演した評論家・ジャーナリストの立花隆が、ノーベル物理学賞を受賞した梶田隆章についてのトークの際、放送禁止用語を発し、番組の最後に同番組キャスターの国谷裕子が「一部、不適切な表現があり、失礼しました」と謝罪。なお12月4日未明（3日深夜）の再放送では、問題の部分は無音で放送された[要出典]。
- 6日 - 朝日放送・テレビ朝日系で2010年まで開催された『M-1グランプリ』が5年ぶりに復活、『M-1グランプリ2015』として同決勝大会の模様をテレビ朝日本社スタジオから生放送（18:30 - 21:00）。司会は今田耕司と上戸彩が務めた。
- 13日 - フジテレビ系『サザエさん』の中島弘の声を放送開始時から、同年11月29日まで担当してきた白川澄子の後任に落合るみ（12月6日はうえだ星子が担当。）が就任。[109]。→11月25日の出来事参照
- 14日
  - TBS系で『第48回 日本有線大賞』を生放送（19:00 - 20:54）[110]。司会は吉田羊（女優）、進行は山本匠晃と石井大裕（共にTBSアナウンサー）がそれぞれ務め、また会場は2009年から前年まで行われていたTBS放送センターAスタジオから、グランドプリンスホテル新高輪国際館パミールの大宴会場「北辰」に移されて行われた。TBS放送センターから会場を離れたのは、2008年の中野サンプラザ以来7年ぶり。
  - テレビ朝日で12月24日未明（23日深夜）に放送を予定していた『AKBホラーナイト アドレナリンの夜』の第24話（島崎遥香主演）が、「怖すぎる」との指摘を受け地上波での放送を取りやめたことが明らかに。同作は動画配信サービス限定で放送される[111]。
- 15日 - 韓国・SBSテレビで12月6日に放送した『ランニングマン』で登場したゲームが、フジテレビ系『VS嵐』で行われたゲームの1つ『コロコロバイキング』を模倣したものであったことが分かり、『ランニングマン』のプロデューサーは模倣を認め謝罪。一方フジテレビは「事実関係を調査中」とした[112]。
- 24日 - テレビ朝日系『報道ステーション』で2004年4月の番組開始以来メインキャスターを務めていた古舘伊知郎が2016年3月31日をもって降板すると発表。[113]。その後調整を進め、テレビ朝日アナウンサーの富川悠太が後任として就任することが2016年1月8日に発表された[114]。また、TBS系『NEWS23』で2013年4月からニュース解説を担当し、アンカーマンを務める毎日新聞特別編集委員の岸井成格も同じく2016年3月末をもって降板することが発表された[115]。
- 25日 - テレビ朝日系で『ミュージックステーションスーパーライブ 2015』を生放送（19:00 - 23:10）。
- 26日
  - TBS系『JNNニュースの森』など数多くの情報番組でキャスターやコメンテーターを務めた、TBSテレビ報道局編集センター解説・専門記者室長の杉尾秀哉が今年いっぱいでTBSを退社することを発表[116]。
  - お笑いコンビ・キングオブコメディの高橋健一が東京都内の高校に侵入し女子高生の制服を盗んだとして窃盗と建造物侵入の疑いで警視庁に逮捕される[117]。これを受け日本テレビは、同日放送の『エンタの神様スペシャル』におけるキングオブコメディの出演部分をカットし放映した[118]。また事件を受けて所属事務所であるプロダクション人力舎は、相方の今野浩喜も含めキングオブコメディの年末年始番組への出演辞退を決定。「関係者のみなさまには多大なるご迷惑をお掛けし、誠に申し訳ございません」とコメント[119]。さらに12月29日付で高橋を解雇した[120]。これにより、キングオブコメディは事実上解散した。
- 27日 - フジテレビ系『みんなのKEIBA』でメインキャスターの優木まおみ、サブキャスターの福原直英（フジテレビアナウンサー）[注 6]、レギュラー解説者の大島麻衣の3人が同番組を卒業した。
- 28日
  - 日本テレビ系『Oha!4 NEWS LIVE』（日テレNEWS24制作）のメーンキャスター中田有紀がロックバンド「ASIAN KUNG-FU GENERATION」の山田貴洋（ベース・ボーカル担当）との結婚ならびに妊娠に伴い、この日の通常回の年末拡大版「中田キャスター卒業SP ももクロと学ぶニッポンの大予習!」（4:00 - 6:30）をもって番組を卒業[121][122]。これにより、前身番組の『ニュース朝いち430』（日テレNEWS24制作）時代からの通算で13年9か月にわたる、日テレNEWS24制作・日本テレビ系列の早朝番組へのレギュラー出演を終える事となった。
  - フジテレビ系でお笑い芸人が総出演する年末の大型特別番組『FNSお笑い祭』（20:00 - 23:18）が放送された。総合司会はダウンタウンが務めた[123]。
- 30日 - TBS系で『第57回 輝く!日本レコード大賞』が放送（17:30 - 22:00）。総合司会は昨年度に引き続き仲間由紀恵（女優）と安住紳一郎（TBSアナウンサー）が務める[124]。
  - 最優秀新人賞は、新人賞4組の中からアイドルグループ・こぶしファクトリーが受賞[125]。また大賞は、「Unfair World」の三代目 J Soul Brothers from EXILE TRIBEが受賞。なお、三代目JSBは昨年の「R.Y.U.S.E.I.」に続き、レコード大賞2連覇[126]。
- 31日
  - NHK
    - 『第66回NHK紅白歌合戦』を放送（19:15 - 23:45、途中中断あり）。紅組司会は綾瀬はるか（2年ぶり）、白組司会はV6/20th Centuryの井ノ原快彦（番組史上初）、総合司会は黒柳徹子（女優、32年ぶり）と有働由美子（NHKアナウンサー、4年連続）がそれぞれ務めた。なお、平均視聴率（ビデオリサーチ調べ、関東地区・世帯）は第1部（19:15 - 20:55）が34.8%、第2部（21:00 - 23:45）は39.2%を記録、第2部は2014年（第65回）の42.2%を3.0ポイント下回り[127]、2部制になった1989年以降、および2部制以前で視聴率の記録の残る1962年以降でも歴代最低の視聴率を記録した[128]。

  - 日本テレビ系
    - 『ダウンタウンのガキの使いやあらへんで!!』の年越し特番『笑ってはいけないシリーズ』の第10弾『絶対に笑ってはいけない名探偵24時』を放送（18:30 - 翌0:30）。平均視聴率（ビデオリサーチ調べ、関東地区・世帯）は第1部（18:30 - 21:00）が17.6%、第2部（21:00 - 翌0:30）が15.3%を記録、6年連続で民放トップを獲得した[129]。

  - テレビ朝日系
    - 年またぎ番組として、前年に引き続き『くりぃむVS林修!年越しクイズサバイバー2015』を放送（18:00 - 翌1:00）[130][131]。

  - TBS系
    - 格闘技中継を中心としたスポーツ特番『史上最大の限界バトル KYOKUGEN2015』を放送（17:20 - 23:35）[132]。
    - 年またぎ番組として、『CDTVスペシャル年越しプレミアライブ 2015-2016』を生放送（23:45 - 翌5:00）。

  - テレビ東京系
    - 『第48回年忘れにっぽんの歌』が放送されたが、この回より会場をオリンパスホール八王子（八王子市）に移し、それまでの生放送から事前収録による録画放送に移行。また、放送時間も15:00 - 17:55に繰り上げ・短縮され、全編がノンプライムタイムでの放送に移行した[133]。
    - 17:55 - 21:30には『仰天パニックシアター〜まさかの瞬間ビビる108連発大みそかSP』を放送。
    - 21:30 - 23:30には『プロボクシング THE BEST OF BEST 大晦日2大世界戦SP』を放送。
    - 23:30 - 翌0:45には大晦日恒例の年越し番組『東急ジルベスターコンサート 2015 - 2016』の模様をオーチャードホールから生中継した。

  - フジテレビ系
    - 大晦日の格闘技中継としてはPRIDE以来10年ぶりとなる『RIZIN FIGHTING WORLD GRAND-PRIX 2015 さいたま3DAYS』（さいたまスーパーアリーナ）を放送（19:00 - 23:45）。
    - 2014 - 2015年は休止した『ジャニーズカウントダウンライブ』の模様を東京ドームから2年ぶりに生中継（23:45 - 翌0:45）され、総合司会は嵐が担当。

  - 独立局
    - テレビ埼玉で、ガールズユニット・ももいろクローバーZのカウントダウンライブ『第一回ももいろカウントダウン〜ゆく桃くる桃〜』の模様を生中継した（23:00 - 翌1:00）。なお、この模様はUstreamで世界各国へ同時配信。

## その他テレビに関する話題

### 年間
- ビデオリサーチによる2015年の年間[注 7] 視聴率（関東地区・世帯）が発表され、日本テレビが全日・ゴールデン・プライムでいずれも首位を獲得。2年連続で3冠王に輝く[134]。全日での首位は5年連続。一方、視聴率低迷に悩むフジテレビは全日帯では民放3位（NHK総合込みで4位）だったものの、ゴールデン・プライムではTBSに抜かれ民放4位（ゴールデンはNHK総合込みで5位・プライムはNHK総合込みで4位）に転落した[135][136]。また、2015年の年間視聴率ベスト30（関東地区・世帯）も発表されたが、フジテレビは2015年12月27日に放送された『全日本フィギュアスケート選手権・女子フリー』の1番組にとどまり、苦戦ぶりを象徴する結果となった[137]。

### 1月

サガテレビ・新ロゴ

- 1日 - フジテレビ系列のサガテレビがCI導入、ロゴマークを「sts」から「SAGA TV」に変更[138]。
- 13日 - フジテレビは一部の番組を放送終了後から最大7日間インターネットで無料配信するサービス「+7」を試験的に開始[139]、フジテレビオンデマンドやGYAO!（マルチデバイス対応）などで展開。
- 14日 - ブロードキャスト・サテライト・ディズニーはDlifeで放送した番組などを、1週間以内であれば視聴できるアプリ「Dlife」の提供を開始[140]。
- 30日 - フジテレビはハイブリッドキャスト「フジテレビHybridcast」の提供を開始[141]、関東ローカルを提供エリアとし、段階的にコンテンツを拡充する方針。

### 2月
- 2日 - 毎日放送がGYAO!にて『情熱大陸』の無料の見逃し配信を開始[142]、春先をめどに、一部の自社番組の配信を行うことを予定。
- 28日 
  - フジテレビアナウンサー益田由美が同日付で定年退職、同局の女性アナウンサーとして初めてアナウンサー職のまま定年を迎えた[143]。
  - 静岡朝日テレビアナウンサーの牧野結美が同局を退社。フリーに転向。

### 3月
- 1日 - スカパーJSATが、4K専門チャンネル「スカパー!4K 映画」・「スカパー!4K 総合」を開局。
- 29日 - 一部メーカーの液晶テレビで、電源が突然切れるなどの障害が全国規模で発生[144]。
- 30日
  - ビデオリサーチの関東地区の視聴率調査について、この日の分から（2015年の「年度」から）、本来の放送対象地域ではない静岡県（熱海市・伊東市）が調査エリアから除外され、本来の放送対象地域である1都6県のみに縮小された。なお、調査対象世帯数は600のまま[145]。
  - 関西テレビが呼称を「カンテレ」に統一、同時にロゴマークも「8 カンテレ」に変更・統一した[146]。
  - テレビ宮崎がこの日の「有吉ゼミ」の2時間スペシャルを最後に19・20時枠の日本テレビ系同時ネットを終え、翌週からはフジテレビ系の編成に鞍替え。「NTV紅白歌のベストテン」から続いた月曜20時枠の日本テレビ系同時ネットに幕を下ろした。
- 31日
  - 2011年の地上アナログ放送終了（デジタル完全移行）時より、総務省からの「デジアナ変換の暫定的導入の要請」に基づき日本全国のケーブルテレビ局などで実施されていたデジアナ変換放送（地上デジタル放送をアナログに変換して送信）が終了。
  - TBSとテレビ朝日、毎日放送と朝日放送の東京 - 大阪間の腸捻転解消に伴うネットチェンジから40周年。
  - 朝日放送アナウンサーで、2014年12月23日に福岡ソフトバンクホークスの中田賢一と結婚した角野友紀が同局を退社[147]。

関西テレビ(カンテレ)・新ロゴ

### 4月
- 1日
  - NHKが一部スポーツイベント（試験的提供A）やNHK総合の番組（試験的提供B）を、放送と同時にインターネットでも配信するサービスや、Hybridcastにおけるスポーツ中継の「早戻しサービス」などを開始[148]。また災害時の対応として、NHKオンラインなどで放送と同時に配信する。
  - mmbiが配信チャンネルを大規模再編[149]。
    - NOTTVは無料配信チャンネルの「3」と「4」を廃止、9か月ぶりに全チャンネルを有料に戻す。これに併せ、「2」をフジテレビ報道局による24時間ニュース番組「ホウドウキョク24」に切り替え。なおこの「ホウドウキョク24」はマルチデバイス（フジテレビオンデマンド、ネイティブアプリ）対応。
    - 新たに「フジテレビワンツー」、「スカサカ!24時間サッカー専門チャンネル」「アニマックス」「AXN」「時代劇専門チャンネル」の配信を開始。
    - このチャンネル再編に伴い契約体系も見直し。従来の契約は「NOTTVシングル」に名称が改められ、新たに追加されるチャンネルとNOTTVを635円+消費税払うと視聴できる「NOTTVパック」契約が導入された。
- 2日 - 1969年放送のNHK総合テレビの夕方枠ジュニア向けクイズ番組『チャンスだピンチだ』や同年放送開始の東京放送（TBS）系平日昼帯のクイズ番組『ベルトクイズQ&Q』の司会を務め、1970年から1974年までNETテレビ系『土曜洋画劇場』の解説を務めるなどマルチタレントの草分けとして一世を風靡するも、個人的事情などにより1980年代に芸能界を引退していた元タレント・司会者の増田貴光がこの日死去（73歳没）[150]。
- 3日 - 先々週まで「ネプリーグ」「世界一受けたい授業」の遅れネットを行なっていたテレビ宮崎の金曜19・20時台のうち、20時枠がこの日の「ネプ&イモトの世界番付」[注 8] から日本テレビ系同時ネットに復帰。
- 6日 - 俳優・タレントの愛川欽也が運営するネットテレビ局「kinkin.tv」が諸事情によりこの日をもって放送を終了したことが明らかに。4月分以降の視聴料金については返金に応じるとしている[151]。また一部で愛川の体調不良説（重病説）が流れていることについて、当初、妻のうつみ宮土理が全面否定していた[151][152] が、4月15日朝に肺がんで死去したことを所属事務所が4月17日午前に公式発表した[153]。
- 13日 - テレビ東京は、一部のバラエティー番組を「GYAO!」と「ニコニコチャンネル」[154] にて無料配信（原則1週間）する[155]。マルチデバイス対応（アプリはiOSのみ）で、6月放送分までの予定。

### 5月
- 8日 - 俳優・柳生博の長男で、NHK『趣味の園芸』のキャスターを2000年から8年間務めた園芸家の柳生真吾が5月2日に咽頭がんのため死去していたことを真吾の実弟がブログで公表した[156]。

### 6月
- 15日 - 朝日放送（ABC）の新しいマスコットキャラクター「エビシー」が同局の創立65周年プロジェクトの一環として登場[157]。
- 18日 - TBSアナウンサーで、2014年12月25日に広島東洋カープの堂林翔太と結婚した枡田絵理奈が同局を退社[158]。

### 7月
- 21日 - テレビ朝日系『アフタヌーンショー』の司会やテレビドラマなどで活躍した俳優で司会者の川崎敬三がこの日、川崎市内の病院で死去していたことが11月24日に明らかになった[159]。同番組で当時リポーターを務めていた俳優の山本耕一との掛け合いは漫才のネタにもされ、流行語にもなった[160]。
- 23日 - ラグビー日本代表や慶応大ラグビー部監督を務め、監督退任後はフジテレビ『FNNスーパータイム』や『FNN DATE LINE』のキャスターを務めた上田昭夫がこの日の朝、病気のため東京都内の自宅で死去[161]。

### 9月
- 22日 - 1993年から1999年にかけてフジテレビ系で放送された『料理の鉄人』の審査員を務め、「おいしゅうございます」の上品なコメントが評判を得ていた食生活ジャーナリストで元雑誌編集者の岸朝子がこの日未明、急性心不全のため死去[162]。
- 24日 - 中京テレビ制作『お笑いマンガ道場』（1976年 - 1994年）の3代目女性レギュラーパネリストや読売テレビ制作・日本テレビ系ドラマ『失楽園』（1997年）などで活躍したタレント・女優の川島なお美がこの日の夜、胆嚢がんのため死去[163]。これを受け、テレビ朝日系『徹子の部屋』の9月25日放送分では2014年11月17日に川島が出演したものに内容を変更し、故人を偲んだ[164]。

### 10月
- 1日 - NHK総合『サンデースポーツ』や日本テレビ系『NEWS ZERO』のキャスターを担当したフリーアナウンサーの山岸舞彩（セント・フォース所属）が結婚のため芸能界を引退した。
- 14日 - プロ野球を始めとしてスポーツ中継の実況を担当した元NHKアナウンサーの高山典久がこの日死去。なお、高山の死去は2016年2月になって後輩アナウンサーの冨坂和男により明らかにされた[165]。
- 15日 - 女優の高部あい（本名：中山あい）が自宅でコカインを所持していたとして、この日警視庁組織犯罪対策5課に麻薬取締法違反（所持）の容疑で逮捕されていたことが同月27日に明らかになった。この事態に伴い所属していた芸能事務所オスカープロモーションは逮捕日に所属契約を解除した。高部は容疑を認め「友人にもらった」と供述している[166][167]。なお高部は11月13日に処分保留のまま釈放された。
- 26日 - 在京民放大手5社（日本テレビ・テレビ朝日・TBS・テレビ東京・フジテレビ）は、見逃した番組をインターネットで視聴できるサービス「TVer」を試験的に開始。5社共同サイトから各社個別の配信サービスに誘導し、CMを含めて配信する[168][169]。
- 28日 - この日行われた放送倫理・番組向上機構（以下BPOと表記）の『放送と青少年に関する委員会』の第174回委員会で、関東地区で2015年9月13日（9月12日深夜）に放送されたテレビ東京系『ざっくりハイタッチ』での「赤ちゃん育児教育企画」において、お笑い芸人が裸になりおむつを着用して脱がせたりはかせたりしていた行為について「若者に人気の芸人が出演する番組で下品なことを公共の電波で流すことはひどい」との意見が寄せられたことから、審議入りすることを決めた[170]。

### 11月
- 12日 - テレビ朝日系『モーニングショー』の4代目司会や同局系『素敵にドキュメント』（朝日放送制作）の初代案内役などで活躍したジャーナリスト・キャスターで元朝日新聞編集委員の江森陽弘がこの日、肺炎のため死去[171]。
- 15日 - テレビドラマや映画のみならず、旅番組やグルメ番組のリポーターとしても活躍していた俳優の阿藤快が東京都内の自宅で亡くなっていたところを親族らに発見される[172]。死因は大動脈破裂胸腔内出血[173]。阿藤は前日の14日に69歳の誕生日を迎えたばかりだった[172]。なお、阿藤がゲスト出演したNHK総合『総合診療医ドクターG』の12月3日放送分（9月20日収録済み）は予定通り放送され、番組内で追悼テロップが流された[174]。
- 17日 - BPOの放送人権委員会は、TBS系の情報バラエティ番組『アッコにおまかせ!』の2014年3月9日放送分で佐村河内守の作曲者偽装問題を取り上げた際、「（佐村河内の）名誉を毀損する人権侵害があった」として、委員会の決定内容を放送して再発防止に努めるよう同局に勧告。同局は「勧告を真摯に受け止めます」などとコメントした[175]。
- 27日 - NTTドコモが子会社・mmbiが行っていた「NOTTV」とCSテレビ放送6ch分の再送信並びにジャパン・モバイルキャスティングが行っていたその基盤たる「モバキャスサービス」を、巨額の赤字により事業継続の見通しが立たなくなったとして2016年6月いっぱいで終了することを発表した[176]。
- 28日 - フジテレビ系『テラスハウス』に出演していたアーティストの今井洋介が、11月23日に心筋梗塞のため31歳で死去していたことを今井の所属事務所が公式サイトなどで明らかにした[177]。なおフジテレビでは追悼番組として『テラスハウス特別編 今井洋介と暮らした267日』を12月13日未明（12日深夜）に放送した[178]。
- 30日 - フジテレビ系で5度にわたってアニメ化された『ゲゲゲの鬼太郎』、NET系で特撮テレビ映画として制作された『悪魔くん』『河童の三平 妖怪大作戦』の原作者であり、NHK連続テレビ小説『ゲゲゲの女房』（2010年前期）のモデルでもある漫画家の水木しげるが、この日の朝多臓器不全のため東京都内の病院で死去[179]。NHK総合は水木の追悼特別企画として『ゲゲゲの女房総集編』の再放送を12月5日と12月12・13日のいずれも16 - 17時台に放送。またフジテレビ系『金曜プレミアム』では12月4日放送分の予定を変更して実写映画『ゲゲゲの鬼太郎 千年呪い歌』（2008年製作）を放送した。

### 12月
- 1日 - テレビ東京系列のテレビ北海道（TVh）が、最後まで中継局が置局されていなかった根室管内の中標津中継局で、また12月22日には根室・釧路管内にある6か所の中継局、さらに空知管内の夕張清水沢中継局でそれぞれ本放送を開始し[180]、道東地方の一部で未開局中継局が残ったものの、1989年10月1日の開局から26年にしてようやく北海道内全域のカバー化が完了した。
- 6日 - 2001年に放送されたNHK連続テレビ小説『ちゅらさん』に出演し、「おばぁ」として日本全国にその名を知られることになった女優の平良とみがこの日早朝、敗血症による呼吸不全のため那覇市内の病院で死去[181]。
- 9日 - 直木賞作家で、バラエティ番組の構成や自らウイスキーやたばこのCMに出演するなどテレビ分野でも幅広く活躍した野坂昭如が、この日の夜東京都内の自宅で意識のない状態で発見され、病院に搬送されたものの心不全のため死去[182]。
- 18日 - スポーツアナウンサーとして野球中継や大相撲中継を担当し、1964年東京オリンピックではサッカー競技などを担当した元NHKアナウンサーの関瞭二郎がこの日死去（86歳没）[183]。
- 19日 - 0時30分過ぎ、NHK北見放送局局舎の2階事務室から出火する火災が発生。約4時間後に鎮火。この火災によるけが人はいなかった。火災の原因は事務室の配線と見られている。事務室のある2階にはテレビスタジオも設置されていた[184][185]。なお同局を管轄するNHK札幌放送局は「視聴には問題はなく、ローカル放送も通常通り行う」とコメントした[186]。
- 24日 
  - 1999年に放送されたNHK大河ドラマ『元禄繚乱』やNHK Eテレの『にほんごであそぼ』に出演し人気を博した浪曲師の国本武春がこの日早朝、急性呼吸不全のため東京都内の病院で死去[187][188]。
  - 朝日放送制作『夫婦でドンピシャ!』などの司会で知られた漫才師の海原小浜がこの日、大阪市内の病院で死去していたことが12月28日に明らかになった[189]。
- 25日 - 東京放送（TBS）の制作プロデューサー・ディレクターとして数々の音楽番組に関わり、ソングライターとしても『赤坂の夜は更けて』、『女の意地』（西田佐知子）、『夏の日の想い出』（日野てる子）などのヒット曲を発表したことで知られた鈴木道明がこの日、95歳で死去[注 9][190]。

## 周年

### 番組
| 月 | 周年 | 番組名（放送局） |
| -- | ---- | --- |
| 1  | 45   | NNNドキュメント（日本テレビ / NNN） |
| 1  | 25   | ちびまる子ちゃん（フジテレビ） |
| 1  | 15   | 1×8いこうよ!（札幌テレビ） |
| 1  | 10   | 着信御礼!ケータイ大喜利（NHK総合） サンデースクランブル（テレビ朝日） 芸能人格付けチェック（朝日放送） |
| 2  | 55   | 郷土劇場（沖縄テレビ） |
| 3  | 20   | スタジオパークからこんにちは（NHK総合） |
| 3  | 15   | 夢チカ18（北海道テレビ） |
| 3  | 10   | はまなかあいづToday（NHK福島放送局 / NHK総合） 燃えよ!EAGLES（東日本放送） tysスーパー編集局（テレビ山口） 世界ふれあい街歩き（NHK BSプレミアム） |
| 4  | 45   | RABニュースレーダー（青森放送） |
| 4  | 40   | スーパー戦隊シリーズ（テレビ朝日） パネルクイズ アタック25（朝日放送） |
| 4  | 30   | ウイークエンド中部（NHK名古屋放送局 / NHK総合） バラエティー生活笑百科（NHK大阪放送局 / NHK総合） さんまのまんま（関西テレビ） |
| 4  | 25   | えいごであそぼ（NHK Eテレ） てれび絵本（NHK Eテレ） おはなしのくに（NHK Eテレ） しぜんとあそぼ（NHK Eテレ） 世にも奇妙な物語（フジテレビ） 痛快!明石家電視台（毎日放送） 報道センターNBC（長崎放送） スパーク オン ウェイヴ（テレビ大分） MBCニューズナウ（南日本放送）                               |
| 4  | 20   | ためしてガッテン（NHK総合） 出没!アド街ック天国（テレビ東京） OH!バンデス（ミヤギテレビ） 上沼恵美子のおしゃべりクッキング（朝日放送） かぼすタイム（大分放送） |
| 4  | 15   | 金よう夜きらっと新潟（NHK新潟放送局 / NHK総合） いきなり!黄金伝説。（テレビ朝日） 金曜ナイトドラマ（テレビ朝日） 東京サイト （テレビ朝日） ウイニング競馬（テレビ東京） 美の巨人たち（テレビ東京） 遊☆戯☆王シリーズ（テレビ東京） ひろしま満点ママ!!（テレビ新広島） ザ少年倶楽部（NHK BSプレミアム） |
| 4  | 10   | おしゃれイズム（日本テレビ） ドラえもん（テレビ朝日） 全力坂（テレビ朝日） バース・デイ（TBS） ノイタミナ（フジテレビ） 5時に夢中!（TOKYO MX） UP!（メ〜テレ） ビーバップ!ハイヒール（朝日放送） 週末ちぐまや家族（テレビ山口）                                                                       |
| 5  | 25   | ナマ・イキVOICE（鹿児島テレビ） |
| 6  | 15   | とびっきり!しずおか（静岡朝日テレビ） |
| 7  | 25   | 世界まる見え!テレビ特捜部（日本テレビ） |
| 7  | 20   | 快傑えみちゃんねる（関西テレビ） |
| 7  | 10   | 土曜NEWSファイル CUBE（テレビ西日本） |
| 8  | 20   | 鶴瓶の家族に乾杯（NHK総合） |
| 10 | 45   | 遠くへ行きたい（読売テレビ） |
| 10 | 35   | 報道特集（TBS） |
| 10 | 30   | アッコにおまかせ!（TBS） |
| 10 | 20   | ランク王国（TBS） ザ・ノンフィクション（フジテレビ） 夕方ワイド新潟一番（テレビ新潟） おはようコールABC（朝日放送） めんたいワイド（福岡放送） |
| 10 | 15   | 人生の楽園（テレビ朝日） ポチたまシリーズ（テレビ東京→BSジャパン） VOICE（毎日放送） スーパーJチャンネル九州・沖縄（九州朝日放送） |
| 10 | 10   | 所さんの学校では教えてくれないそこんトコロ!（テレビ東京） J-MELO（NHKワールドTV・NHK BSプレミアム） |
| 11 | 40   | やまがた東西南北（山形放送） |
| 11 | 20   | ザ!鉄腕!DASH!!（日本テレビ） |

### 開局・放送開始
| 月 | 周年 | 放送局 |
| -- | ---- | --- |
| 1  | 20   | グリーンチャンネル                                                                                              |
| 2  | 25   | 映画・チャンネルNECO                                                                                            |
| 3  | 55   | 山形放送 |
| 4  | 60   | TBSテレビ |
| 4  | 55   | 秋田放送 |
| 4  | 45   | 山形テレビ、福島中央テレビ、テレビ山梨、山陰中央テレビジョン放送 テレビ山口、テレビ高知、テレビ大分、テレビ宮崎 |
| 4  | 25   | テレビ金沢、長崎文化放送                                                                                        |
| 4  | 20   | 愛媛朝日テレビ                                                                                                  |
| 6  | 55   | 福井放送、琉球放送                                                                                              |
| 7  | 55   | NHK宮崎総合テレビジョン                                                                                         |
| 10 | 55   | 宮崎放送 |
| 10 | 45   | 宮城テレビ放送                                                                                                  |
| 10 | 40   | 東日本放送、テレビ新広島                                                                                        |
| 10 | 35   | テレビ信州 |
| 10 | 30   | テレビせとうち                                                                                                  |
| 10 | 25   | チューリップテレビ                                                                                              |
| 10 | 20   | 琉球朝日放送 |
| 11 | 55   | NHK教育（旭川、福島）                                                                                           |
| 11 | 20   | 東京メトロポリタンテレビジョン                                                                                  |
| 12 | 55   | NHK仙台教育テレビジョン                                                                                         |
| 12 | 45   | 広島ホームテレビ                                                                                                |
| 12 | 15   | BS日テレ、BS朝日、BS-TBS、BSジャパン、BSフジ、ウェザーニュース（WX24）                                          |

## 記念回

### 帯番組
- 10000回 - 徹子の部屋（5月27日、テレビ朝日）[192]
- 9900回 - 世界の車窓から（12月2日、テレビ朝日）
- 8000回 - L4 YOU!（2月26日、テレビ東京）[注 25]
- 7000回 - ワールドビジネスサテライト（7月29日、テレビ東京）
- 6000回
  - 2月5日 - どさんこワイド179（札幌テレビ）
  - 5月22日 - ライオンのごきげんよう（フジテレビ）
  - 9月18日 - KRYさわやかモーニング（山口放送）
- 5000回
  - 3月30日 - OH!バンデス（ミヤギテレビ）
  - 7月8日 - おはようコールABC（朝日放送）
  - 9月28日 - 夕方ワイド新潟一番（テレビ新潟）
- 4500回 - おはスタ（4月6日、テレビ東京）
- 4000回
  - 4月7日 - 熱血テレビ（山口放送）
  - 4月17日 - ゆうがたGet!（テレビ信州）
- 3600回 - クローズアップ現代（1月15日、NHK総合）
- 3000回
  - 1月29日 - イチオシ!（北海道テレビ）
  - 3月2日 - 今日感テレビ（RKB毎日放送）
  - 4月8日 - 突撃!ナマイキTV（東日本放送）
  - 4月23日 - ウォッチン!みやぎ（東北放送）
- 2500回 - 5時に夢中!（7月14日、TOKYO MX）
- 1500回
  - 2月12日 - かんさい情報ネットten.（読売テレビ）
  - 5月19日 - ゆうドキッ!（奈良テレビ）
  - 7月13日 - ココイロ（朝日放送）
  - 10月26日 - 世界の街道をゆく（テレビ朝日）
- 1000回
  - 2月23日 - ヒルナンデス!（日本テレビ）
  - 2月25日 - ZIP!（日本テレビ）
  - 3月3日 - ドデスカ!（メ〜テレ）
  - 8月12日 - ありがとッ!（テレビ神奈川）
  - 9月1日 - キャスト（朝日放送）

### レギュラー番組
- 2400回
  - 2月22日 - 題名のない音楽会（東京12チャンネル→テレビ朝日）
  - 4月12日 - 比叡の光（KBS京都）
- 2300回 - NNNドキュメント（11月23日（22日深夜）、日本テレビ / NNN）
- 2000回 - パネルクイズ アタック25（7月19日、朝日放送）[193][194]
- 1900回 - ハロー大分（8月1日、テレビ大分）
- 1600回
  - 2月23日 - チバテレビカラオケ大賞21（千葉テレビ放送）[195]
  - 6月25日 - ビッグフィッシング（サンテレビ）
- 1500回 - カーグラフィックTV（9月23日、テレビ朝日→BS朝日）
- 1400回 - さんまのまんま（9月19日、関西テレビ）
- 1300回 - 所さんの目がテン!（11月8日、日本テレビ）
- 1100回
  - 10月27日 - 開運!なんでも鑑定団（テレビ東京）
  - 11月16日 - ビートたけしのTVタックル（テレビ朝日）
  - 12月6日（5日深夜） - COUNT DOWN TV（TBS）
- 1000回
  - 3月7日 - 出没!アド街ック天国（テレビ東京）[196]
  - 4月18日 - 新チューボーですよ!（TBS）[注 26]
  - 4月19日 - ちびまる子ちゃん（フジテレビ）[注 27]
  - 8月22日
    - ズームイン!!サタデー（日本テレビ）
    - サブちゃんと歌仲間（テレビ東京→BSジャパン）

  - 11月28日 - 王様のブランチ（TBS）
  - 12月12日 - あさパラ!（読売テレビ）
- 900回
  - 1月20日 - NHK歌謡コンサート（NHK総合）
  - 2月7日 - 旅コミ北海道 じゃらん de GO!（テレビ北海道）
  - 11月12日 - ポケットモンスターシリーズ（テレビ東京）[注 28]
- 800回
  - 9月19日（18日深夜） - 『ぷっ』すま（テレビ朝日）
  - 9月21日（20日深夜） - GET SPORTS（テレビ朝日）
  - 11月21日 - 名探偵コナン（読売テレビ）
- 700回
  - 1月3日 - せやねん!（毎日放送）
  - 1月24日 - くさデカ（テレビ静岡）
  - 4月18日 - スマイルスタジアムNST（新潟総合テレビ）
  - 7月5日 - ONE PIECE（フジテレビ）
  - 12月31日 - 吉田類の酒場放浪記（BS-TBS）[注 29][197]
- 600回
  - 3月7日 - じゃじゃじゃTV（IBC岩手放送）
  - 3月18日（17日深夜） - おにぎりあたためますか（北海道テレビ）
  - 4月19日 - 真相報道 バンキシャ!（日本テレビ）
  - 7月2日 - 物語の始まりへ（石川テレビ）
  - 7月25日 - SmaSTATION!!（テレビ朝日）
  - 9月12日
    - サタナビっ!（秋田朝日放送）
    - ウドちゃんの旅してゴメン（メ〜テレ）

  - 10月3日 - モモコのOH!ソレ!み〜よ!（関西テレビ）
  - 10月7日 - 週刊バイクTV（千葉テレビ）
  - 10月17日
    - 食彩の王国（テレビ朝日）
    - もしもツアーズ（フジテレビ）

  - 11月15日 - そこまで言って委員会NP（読売テレビ）[注 30]
  - 11月29日 - 音のソノリティ（日本テレビ）
  - 12月6日 - 浅草お茶の間寄席（千葉テレビ）
- 500回
  - 3月28日 - 週末ちぐまや家族（テレビ山口）
  - 5月24日 - サンデースクランブル（テレビ朝日）
  - 7月4日 - 土曜NEWSファイル CUBE（テレビ西日本）
  - 11月15日 - ボウリング革命 P★League（BS日テレ）
  - 11月21日 - 土曜はダメよ!（読売テレビ）
  - 12月5日 - バース・デイ（TBS）
- 400回
  - 2月19日 - NARUTO -ナルト- 疾風伝（テレビ東京）[注 31]
  - 2月22日 - ダーウィンが来た! 〜生きもの新伝説〜（NHK総合）
  - 3月1日 - スタイルプラス（東海テレビ）
  - 4月23日（22日深夜） - 関ジャニ∞のジャニ勉（関西テレビ）
  - 4月26日（25日深夜） - ゴッドタン（テレビ東京）
  - 6月27日 - FFFFF（北海道テレビ）
  - 10月16日（15日深夜） - さまぁ〜ず×さまぁ〜ず（テレビ朝日）
  - 12月6日 - クルマでいこう!（テレビ神奈川）
  - 12月19日 - ゴリ夢中（中京テレビ）
  - 12月20日 - ニャンちゅうワールド放送局（NHK Eテレ）
  - 12月26日 - まるどりっ!（新潟テレビ21）
- 300回
  - 2月7日 - ゴルフの真髄（テレビ東京）
  - 2月20日 - A-Studio（TBS）
  - 3月7日 - ワーズハウスへようこそ（日本テレビ）
  - 4月18日 - 満天☆青空レストラン（日本テレビ）
  - 6月6日 - おとな旅あるき旅（テレビ大阪）
  - 6月18日 - ボビー's スタジアム（テレビ埼玉）
  - 6月20日
    - あらあらかしこ（仙台放送）
    - 駅前TVサタブラ（熊本朝日放送）

  - 7月12日
    - ファイブチャンネル（11日深夜、熊本朝日放送）
    - スクール革命!（日本テレビ）

  - 8月8日 - きらり九州めぐり逢い（TVQ九州放送）
  - 11月8日 - 世界の果てまでイッテQ!（日本テレビ）
  - 11月16日 - キンシオ（テレビ神奈川）
  - 12月2日 - 銀魂（テレビ東京）
  - 12月17日 - 秘密のケンミンSHOW（読売テレビ）
  - 12月24日 - フィッシング倶楽部（テレビ埼玉）

## 視聴率
数字・視聴率はビデオリサーチ調べ（関東地区・世帯）。15分未満の番組を除く。その他地域別の視聴率はその他テレビに関する話題に。
カッコ内の数字は関西地区のもの。判明しているもののみ掲載。

### ニュース・報道番組
| 順位 | 視聴率 | 放送日              | 番組名                               | 放送局     |
| ---- | ------ | ------------------- | ------------------------------------ | ---------- |
| 1    | 26.3%  | 5月30日 20:28-21:30 | ニュース（小笠原諸島西方沖地震関連） | NHK総合    |
| 2    | 22.9%  | 9月12日 6:00-6:30   | NHKニュースおはよう日本・6時台前半   | NHK総合    |
| 3    | 22.5%  | 8月21日 21:54-23:10 | 報道ステーション                     | テレビ朝日 |
| 4    | 21.6%  | 8月21日 21:00-22:00 | ニュースウオッチ9                    | NHK総合    |
| 4    | 21.6%  | 9月10日 19:00-19:30 | NHKニュース7・第1部                  | NHK総合    |
| 6    | 21.0%  | 9月10日 7:45-8:00   | NHKニュースおはよう日本・首都圏      | NHK総合    |

### スポーツ
| 順位 | 視聴率          | 放送日               | 番組名                                                                        | 放送局     |
| ---- | --------------- | -------------------- | ----------------------------------------------------------------------------- | ---------- |
| 1    | 28.3% （16.7%） | 1月3日 7:50-14:18    | ★SAPPORO新春スポーツスペシャル第91回東京箱根間往復大学駅伝競走復路            | 日本テレビ |
| 2    | 28.2%           | 1月2日 7:50-14:05    | ★SAPPORO新春スポーツスペシャル第91回東京箱根間往復大学駅伝競走往路            | 日本テレビ |
| 3    | 25.2% （25.1%） | 11月19日 19:01-22:56 | 世界野球プレミア12・準決勝・日本×韓国                                         | TBS        |
| 4    | 23.5%（19.5％） | 11月28日 19:30-21:23 | 2015NHK杯フィギュア                                                           | NHK総合    |
| 5    | 23.2%（19.1％） | 11月7日 19:20-21:30  | フィギュアスケートグランプリシリーズ世界一決定戦2015第3戦中国大会・女子フリー | テレビ朝日 |
| 6    | 22.1% （18.7%） | 1月24日 17:00-18:00  | 大相撲初場所・14日目/他                                                       | NHK総合    |
| 7    | 22.0%（16.0％） | 6月16日 19:30-21:37  | サッカー・2018FIFAワールドカップロシア・アジア2次予選・日本×シンガポール      | テレビ朝日 |
| 8    | 21.5% （18.9%） | 12月11日 20:21-21:54 | フィギュアスケートグランプリファイナル世界一決定戦2015・男子ショート          | テレビ朝日 |
| 9    | 20.7%           | 12月13日 19:25-22:10 | フィギュアスケートグランプリファイナル世界一決定戦2015・男女フリー            | テレビ朝日 |
| 10   | 20.6% （17.6%） | 1月23日 18:25-21:20  | サッカー・AFCアジアカップ2015準々決勝・日本×UAE                               | テレビ朝日 |
| 11   | 20.2%           | 8月20日 14:26-15:35  | 第97回全国高等学校野球選手権大会決勝                                          | NHK総合    |
| 12   | 20.0% （20.4%） | 11月15日 19:07-22:35 | 世界野球プレミア12・日本×ベネズエラ                                           | TBS        |

### ドラマ・映画
| 順位 | 視聴率 | 放送日               | 番組名                                         | 放送局     |
| ---- | ------ | -------------------- | ---------------------------------------------- | ---------- |
| 1    | 27.2%  | 12月4日 8:00-8:15    | 連続テレビ小説・あさが来た #10-5(59)           | NHK総合    |
| 2    | 25.0%  | 3月20日 8:00-8:15    | 連続テレビ小説・マッサン #24-5(143)            | NHK総合    |
| 3    | 22.7%  | 4月7日 8:00-8:15     | 連続テレビ小説・まれ #2-2(8)                   | NHK総合    |
| 4    | 22.3%  | 12月20日 21:00-22:19 | 日曜劇場・下町ロケット・最終回 #10             | TBS        |
| 5    | 21.2%  | 2月18日 8:00-8:15    | 連続テレビ小説・マッサン（再放送） #20-2(116)  | NHK総合    |
| 6    | 20.3%  | 3月18日 20:00-22:09  | 相棒season13 2時間SP・最終回 #19               | テレビ朝日 |
| 7    | 20.2%  | 8月22日 21:13-23:13  | 24時間テレビドラマスペシャル母さん、俺は大丈夫 | 日本テレビ |

### バラエティ・歌番組
| 順位 | 視聴率 | 放送日              | 番組名                                  | 放送局     |
| ---- | ------ | ------------------- | --------------------------------------- | ---------- |
| 1    | 26.7%  | 8月23日 19:00-20:54 | 24時間テレビ 「愛は地球を救う」38PART10 | 日本テレビ |
| 2    | 24.5%  | 8月23日 17:23-19:00 | 24時間テレビ 「愛は地球を救う」38PART9  | 日本テレビ |
| 3    | 24.2%  | 3月1日 17:30-18:00  | 笑点                                    | 日本テレビ |
| 4    | 23.3%  | 11月8日 19:00-19:58 | ザ!鉄腕!DASH!!                          | 日本テレビ |
| 5    | 22.4%  | 2月1日 19:58-20:54  | 世界の果てまでイッテQ!                  | 日本テレビ |
| 6    | 20.8%  | 3月1日 21:00-21:54  | 行列のできる法律相談所                  | 日本テレビ |

## 報道・情報番組

### 終了番組

#### 1 - 2月
- 1月15日 - 心のふるさと探訪（TOKYO MX1）
- 2月1日（1月31日深夜） - Asia This Week（NHK BS1）

#### 3月
- 6日 - ゆうどき（NHK総合・大阪放送局）[注 45]
- 8日
  - 地球アゴラ（NHK BS1）
  - Biz+サンデー（NHK BS1）
- 12日 - カリスmama〜ママたちの美力選手権〜（NHK BS プレミアム）
- 18日 - ヨーロッパの車窓だけ2（TwellV）
- 19日
  - とれたてワイドいばらき（NHK総合・水戸放送局）
  - 情報まるごと（NHK総合）
  - MOREはっぴーTV（BS-TBS）
- 21日 - Live Nippon（BS朝日）
- 22日 - NHK海外ネットワーク（NHK総合）
- 26日 - 青山アンテナ246（TOKYO MX1）
- 27日
  - はやチャン!（TBS）
  - いっぷく!（TBS）[207]
  - 別冊主治医が見つかる診療所 健康スイッチ（テレビ東京）
  - FNNスーパーニュース（フジテレビ）
  - ニュースワイド茨城（NHK総合・水戸放送局）
  - ニューステラス関西（NHK総合・大阪放送局）
  - 熱烈発信!福岡NOW（NHK総合・福岡放送局）
  - 情報マルシェ!（北海道テレビ）
  - U型ライブ（北海道文化放送）
  - スーパーニュースU（北海道文化放送）
  - おしゃべりハウス（青森テレビ）
  - 4U（中京テレビ）
  - 夕刊7チャンネル（テレビ大阪）
  - ハピくるっ!（関西テレビ）
  - スーパーニュースアンカー（関西テレビ）
  - スクープアップやまぐち（山口放送）
  - NEWS5ちゃん（福岡放送）
  - かちかちワイド（サガテレビ）
  - RKKワイド 夕方いちばん（熊本放送）
  - 日経朝とく（BSジャパン）
- 28日 
  - ニュースJAPAN（27日深夜、フジテレビ）
  - みんなの疑問 ニュースなぜ太郎（テレビ朝日）
  - weekend Hips（TOKYO MX1）
  - ニュースあきた（秋田テレビ）
  - 知っとこ!（毎日放送）[208]
  - Eタウン（中国放送）
  - どきどきマルシェ（山口朝日放送）
  - ニュースの焦点・次の世代へ（BS-TBS）
  - Wのチカラ ウーマノミクス（BSジャパン）
- 29日 
  - ポータル ANNニュース&スポーツ（28日深夜、テレビ朝日）
  - FNNスーパーニュースWEEKEND（フジテレビ）
  - FNN NEWS Pick Up（フジテレビ）
    - KTV NEWS Pick Up（関西テレビ）

  - たびばん（札幌テレビ）
  - NSTゴールデンニュース（新潟総合テレビ）
  - 週刊BS-TBS報道部（BS-TBS）
  - アジアン・タイムズ（BSジャパン）
- 30日 - ポストのある日本の風景（BS日テレ）

#### 4月 - 8月
- 4月3日 - ATVニュースワイド（青森テレビ）
- 8月7日 - 世界HOTジャーナル（フジテレビ）

#### 9月
- 10日 - 家電's Walker（BS11）
- 12日 - SUNSUN元気屋本舗（高知さんさんテレビ）
- 18日 - Up!Todayにいがた（新潟テレビ21）
- 19日 
  - じゃらん!2モーニング（テレビ高知）
  - サタ★マガ（高知さんさんテレビ）
- 25日
  - モーニングバード（テレビ朝日）
  - テレビ派ランチ（広島テレビ）
  - 7時チンまで（テレビ高知）
- 26日 
  - 週末まるごと!よくばりミルキィ（九州朝日放送）
  - Lifeサプリ〜かしこくなるTV〜（BS日テレ）
  - 鳥越俊太郎 医療の現場!（BS朝日）
- 27日 
  - FNN OTVニュース（沖縄テレビ）
  - 峠 TOUGE（BS日テレ）
  - まるわかり!日曜 ニュース深掘り（BS-TBS）
- 28日
  - TOKYO DESIGNERS WEEK.tv（BS日テレ）
  - 韓ラブ（BS11）
- 30日 - 国司憲一郎のリンだRiNだ（山陽放送）

### 開始番組

#### 1月
- 1月11日（10日深夜） - 新・鉄道ひとり旅（鉄道チャンネル）改題リニューアル

#### 3月
- 28日 - CNNサタデーナイト（BS朝日）
- 29日 - サンデーウォッチ（RKB毎日放送）
- 30日
  - ニュース シブ5時（NHK総合）
  - 茨城ニュース いば6（NHK総合・水戸放送局）
  - ニュースほっと関西（NHK総合・大阪放送局）改題リニューアル
  - ロクいち福岡（NHK総合・福岡放送局）
  - はやドキ!（TBS）
  - 白熱ライブ ビビット（TBS）
  - 解決スイッチ（テレビ東京）改題リニューアル
  - 直撃LIVE グッディ!（フジテレビ）
  - みんなのニュース（フジテレビ）
    - みんなのテレビ（北海道文化放送）※テレビ新広島版とは無関係
    - mitみんなのニュース（岩手めんこいテレビ）
    - 仙台放送みんなのニュース（仙台放送）
    - AKTみんなのニュース（秋田テレビ）
    - さくらんぼテレビ みんなのニュース（さくらんぼテレビ）
    - FTVみんなのニュース（福島テレビ）
    - NSTみんなのニュース（新潟総合テレビ）
    - NBSみんなのニュース（長野放送）
    - みんなのニュース しずおか（テレビ静岡）
    - みんなのニュース ONE（東海テレビ）
    - みんなのニュース BBTチャンネル8（富山テレビ）
    - 石川さん みんなのニュース（石川テレビ）
    - 福井テレビみんなのニュース（福井テレビ）
    - ゆうがたLIVE ワンダー（関西テレビ）
    - TSKみんなのニュース（山陰中央テレビ）
    - OHKみんなのニュースFNN（岡山放送）
    - みんなのテレビ（テレビ新広島）※北海道文化放送版とは無関係
    - みんなのニュース えひめ（テレビ愛媛）
    - SUNSUN みんなのニュース（高知さんさんテレビ）
    - ももち浜ストア 夕方版（テレビ西日本）
    - かちかちPress（サガテレビ）改題リニューアル
    - KTN みんなのニュース（テレビ長崎）
    - TKU みんなのニュース（テレビ熊本）
    - みんなのニュース かごしま（鹿児島テレビ）
    - みんなのニュース おきCORE（沖縄テレビ）

  - こんやのニュース（フジテレビ）
    - AKTこんやのニュース（秋田テレビ）
    - さくらんぼテレビ こんやのニュース（さくらんぼテレビ）
    - FTVこんやのニュース（福島テレビ）
    - NSTこんやのニュース（新潟総合テレビ）
    - 石川さん こんやのニュース（石川テレビ）
    - カンテレこんやのニュース（関西テレビ）
    - TSKこんやのニュース（山陰中央テレビ）
    - TSSこんやのニュース（テレビ新広島）
    - SUNSUNこんやのニュース（高知さんさんテレビ）

  - あしたのニュース（フジテレビ）
  - ニュースリアルKANSAI（テレビ大阪）
  - KRYニュースライブ（山口放送）
  - NEWS めんたいPlus（福岡放送）
  - RKK NEWS JUST.（熊本放送）
  - TOKYOディープ!（NHK BSプレミアム）レギュラー化
  - 日経モーニングプラス（BSジャパン）

#### 4月
- 1日 - チャージ730!（テレビ東京）
- 2日 - いばっチャオ!（NHK総合・水戸放送局）
- 3日
  - つながるワイド ほ〜なん（テレビ愛媛）
  - クレママ（中京テレビ）
  - ママ・マルシェ（北海道テレビ）改題リニューアル
  - 金曜マルシェ（青森テレビ）
  - 報道ライブ21 INsideOUT「現代ビジネス講座」世界を知る力（BS11）金曜レギュラー
- 4日
  - 週刊ニュースリーダー（テレビ朝日）
  - FNNみんなのニュースWEEKEND（フジテレビ）
  - サタデープラス（毎日放送）
  - 経済フロントライン（NHK BS1）
  - 週刊報道Biz Street（BS-TBS）[209]
  - 華大の知りたい!サタデー（BSフジ）
  - 夢はここから深夜放送 ラッキー（3日深夜、青森朝日放送）
  - ググって○○聞いてみた!?〜ニュースの裏側調査会〜（千葉テレビ放送）
  - 筧利夫のサタ☆ハピ!しずおか（静岡朝日テレビ）
  - E TOWN・SPORTS（中国放送）改題リニューアル
- 5日
  - これでわかった! 世界のいま（NHK総合）
  - DokiDoki!ワールドTV（NHK総合）
  - クルーズ 大海原の夢紀行（TOKYO MX1）
  - 週刊報道LIFE（BS-TBS）
- 6日 - わっち!!（青森テレビ）
- 8日 - 世界のディズニーリゾートへGO!（Dlife）
- 10日 - 至福の癒し旅〜美しき世界へ〜（BS11）
- 11日 - 土曜の目覚めはどき生てれび（山口朝日放送）改題リニューアル
- 24日 - 発信!情報スポットG（映画・チャンネルNECO）

#### 5月
- 4日 - ウェルカム!（熊本放送）

#### 7月
- 6日 - よるマチ!（あいテレビ）

#### 9月
- 4日 - おしえて!美bien!!!（TOKYO MX1）
- 12日 - チャージ730!ダイジェスト（テレビ東京）
- 28日
  - バリはやッ!（福岡放送）
  - にいがたLive!ナマ+トク（新潟テレビ21）
  - FNN OTVこんやのニュース（沖縄テレビ）改題リニューアル
- 30日 - おはようKBC（九州朝日放送）

#### 10月
- 2日
  - ○○の仕事（テレビ高知）
  - 週末ランキング チカバケ!（TVQ九州放送）
- 3日
  - Ch.4 Plus（南海放送）
  - おちゃのまLive さんスタ!（高知さんさんテレビ）
  - 土曜もアサデス。（九州朝日放送）
  - 土曜ニュースまるわかり!（BS-TBS）改題枠移動
- 5日 
  - テレっちのたまご（テレビ高知）
  - 十時茶（ジュウジジャー）まで待てない!（琉球朝日放送）
  - 旬感!Qアプリ（琉球朝日放送）
  - TOKYO DESIGN WEEK.tv（BS日テレ）改題リニューアル
- 7日
  - 名将の条件（6日深夜、テレビ大阪）
  - 外国人記者は見た!日本inザ・ワールド（BS-TBS）
- 8日 
  - ANSWERS by fashiontv（BSフジ）
  - おしえて!家電の神様（BS11）
- 10日 -  情報バラエティ 土曜コロシアム（テレビ愛知）改題リニューアル
- 11日 -  情報まるごとキッチン（BS日テレ）
- 19日 -  東京EXTRA（18日深夜、TBS）
- 28日 -  VOICE愛（ラブ）（山陽放送）

### 期間限定番組
- 2月5日 - 3月5日（全5回）、TOYOTA presents フユ×ドラ（北海道テレビ）
- 2月6日 - 9月11日、オンナの解放区（BSジャパン）
- 3月25日 - 31日（全4回）、レッツ!スマートライフ（北海道テレビ）
- 4月25日 - （全9回予定）、データなび 世界の明日を読む（NHK総合）

### 再開番組

#### 9月 - 10月
- 9月28日 - 羽鳥慎一モーニングショー（テレビ朝日）　※『モーニングショー』としての再開。
- 10月15日 - 総合診療医ドクターG（NHK総合）シーズン6

## 教養・番宣・ドキュメンタリー番組

### 終了番組

#### 1月 - 2月
- 1月12日 - 新・甘いお話（TOKYO MX1）
- 1月30日 - かんたん!アイデアレシピ〜食卓を彩るフィラデルフィア〜（BS-TBS）
- 2月13日 - すばらしきアメリカ旅〜知らないアメリカ物語を発見する旅〜（BSフジ）
- 2月14日 - ひと・まち紀行 日本の元気を、明日へ。世界へ。（BS-TBS）

#### 3月
- 1日 - 日本!食紀行（テレビ朝日 / 民間放送教育協会）
- 7日 - エデュカチオ!（NHK Eテレ）
- 8日（全5回） - 大人番組リーグPresents 秘密のアクトちゃん（WOWOWプライム）月1レギュラー
- 11日
  - にっぽん!いい旅（テレビ東京）
  - ザ・プロファイラー 〜夢と野望の人生〜（NHK BSプレミアム）season3
- 13日 - エキサイト・アジア〜奮闘する日本人たち〜（NHK BS1）
- 14日
  - エキサイト・ヨーロッパ〜奮闘する日本人たち〜（NHK BS1）
  - THE世界遺産4K PREMIUM EDITION（BS-TBS）
- 17日 - 今、日本を最も面白くする企業家たち（TwellV）
- 19日 - 動物の赤ちゃん ミニアルバム（NHK BSプレミアム）
- 20日
  - 地球イチバン（NHK総合）
  - 沖縄さんぽ♪めぐりんけん（TwellV）
- 21日
  - 〜世界にひとつ〜ミラクルレシピ!（テレビ朝日）
  - がっちりマンデー!!プレミアム（BS-TBS）
  - グローバル・ビジョン（TwellV）
- 22日 - おはよう日曜診療所（BS日テレ）
- 24日
  - 地方発 ドキュメンタリー（23日深夜、NHK総合）
  - 応援ドキュメント 明日はどっちだ（NHK総合）
- 25日 - のりスタE-ネ!（テレビ東京）
- 26日
  - 人生、ハレどき（テレビ東京）
  - コズミックフロント（NHK BSプレミアム）
  - 世界・神秘の道をゆく（BS日テレ）
  - ニッポン絶景街道（BS朝日）
- 27日
  - すすめ!キッチン戦隊クックルン（NHK Eテレ）
  - シリーズ世界遺産100（NHK総合）
  - 七里ヶ浜☆（BS-TBS）
- 28日
  - モリゾー・キッコロ 森へいこうよ!（NHK Eテレ）
  - 幻解!超常ファイル（NHK総合）
  - 池上彰の経済教室（テレビ東京）
  - 駅弁ぐるめ旅（TOKYO MX1）
  - 私鉄沿線（TOKYO MX2）
  - グローバルナビフロント（BS-TBS）
  - 世界人（BS-TBS）
  - 神社百景〜GRACE of JAPAN〜（BSジャパン）
- 29日
  - THE世界遺産（TBS）
  - アグリンの家（日本テレビ）
  - Colors 〜自分ヲ彩る色〜（BS朝日）
  - みんな子どもだった（BS-TBS）
  - こころのレシピ、あります。（BS-TBS）
- 30日
  - ここがポイント!!池上彰解説塾（テレビ朝日）※改題のため。
  - LIXIL presents わが家のリフォーム物語（BS日テレ）
  - 謎解き!江戸のススメ（BS-TBS）
- 31日 - にほん風景物語（BS朝日）

#### 4月
- 2日 - グルメパラダイス（TOKYO MX1）
- 5日 - 経済人バイオグラフィー〜3枚の写真〜（BS11）

#### 7月
- 4日 - 桂雀々の大判小判がじゃくじゃく〜BS12お宝噺〜（TwellV）

#### 9月
- 24日
  - 玉木宏の秘境ふれあい紀行（BS朝日）
  - 母の味宅配便（BSジャパン）
- 25日
  - 若大将のゆうゆう散歩（テレビ朝日）
  - これみてみ!（朝日放送）
  - ヨーロッパいちばん旅行記（BS朝日）
- 26日 
  - 辰巳琢郎の家物語〜リモデル★きらり（BS朝日）
  - 価値ある家づくり!バリューハウス（BSジャパン）
- 27日 
  - トラベリックスⅢ 〜世界体感旅行〜（BS日テレ）
  - ホテルの窓から（BS日テレ）
- 28日
  - 素晴らしき日本 鉄道の旅（BS-TBS）
  - 道の駅 ぷらり散歩美人（BSジャパン）
- 30日 - 三越テレショップ（テレビ東京）

#### 10月
- 4日 - 高田純次のアジアぷらぷら（TwellV）
- 11日 - ロッピング・セレクション（テレビ朝日）

### 開始番組

#### 1月 - 3月
- 1月1日 - 欧州ワイン紀行〜銘醸ワインの産地を訪ねて〜（KBS京都）
- 1月4日 - 戦闘未来少女19→20（TOKYO MX1）
- 1月8日 - サヘル・ローズのイチオシNIPPON（TwellV）
- 1月13日 - 俺旅。 自分の足で世界を見よう!（テレビ神奈川・NET6）
- 1月17日 - ミライの鏡（テレビ朝日）
- 2月20日 - 革新のイズム〜イノベーターの暴論〜（BSフジ）
- 3月11日 - 時の風景〜世界遺産を巡る〜（TOKYO MX1）

#### 4月
- 1日 -  アナザーストーリーズ 運命の分岐点（NHK BSプレミアム）
- 2日
  - 所さん!大変ですよ（NHK総合）レギュラー化
  - フックブックロー ミニ（NHK Eテレ）
  - ウワサの保護者会（NHK Eテレ）[210]
  - 仮説コレクターZ（NHK BSプレミアム）
  - コズミック フロント☆NEXT（NHK BSプレミアム）改題リニューアル
  - 週刊!大学生活図鑑（BS日テレ）
- 3日 - Quality of Life〜美しく健やかに生きる〜（BS-TBS）
- 4日 
  - 助けて!きわめびと（NHK総合）改題レギュラー化
  - 東京の山の達人 海の達人（TOKYO MX1）
  - 明天去哪儿!?「明日、どこいくの!?」（TOKYO MX2）[注 46]
  - ネイチャードキュメント 奇跡の地球紀行（BS朝日）[注 47]
  - グッドマザーズ（BSジャパン）改題リニューアル
  - 大地にカンパイ!（BSフジ）
- 5日
  - ポシュレ モーニング（日本テレビ）
  - 世界遺産 THE WORLD HERITAGE（TBS）改題リニューアル
  - Do サンデー〜北の開拓者たち〜（北海道文化放送）
  - Fresh Faces -アタラシイヒト-（BS朝日）
  - 新・日本道紀行〜時をつなぐ旅路〜（BS-TBS）
  - 美しき日本百景（BSジャパン）
  - にっぽん真発見（BSジャパン）
  - 夢らぼ（TwellV）
- 6日
  - にっぽん!歴史鑑定（BS-TBS）
  - あなたの知らないイタリアへ（BS-TBS）
  - 未来展望 〜トップリーダーの集い〜（TwellV）
- 7日
  - 三宅裕司のふるさと探訪〜こだわり田舎自慢〜（BS日テレ）
  - 想い出つくる写真旅（BS11）改題リニューアル
  - 熱血企業家!（TwellV）
  - 福田健次の九州だんじ（TwellV）改題リニューアル
- 8日 - 高島礼子・日本の古都〜その絶景に歴史あり（BS-TBS）
- 9日
  - 片岡愛之助の解明!歴史捜査（BS日テレ）[211]
  - BS朝日 ザ・ドキュメンタリー（BS朝日）
  - 林修・世界の名著（BS-TBS）
  - 日経スペシャル 夢織人〜小さなトップ企業〜（BSジャパン）[注 48]
  - ハワイ新発見 〜楽園の島々をたずねて〜（BS11）
- 11日
  - キラきら時間（日本テレビ）
  - 池上彰のニュースそうだったのか!!（テレビ朝日）改題
- 13日 - 奮闘!日本人〜エキサイト・アジア〜（NHK BS1）改題リニューアル
- 14日
  - オトナの社会科見学（BS朝日）レギュラー化
  - 新・にほん風景遺産〜故郷を見つめなおそう（BS朝日）改題リニューアル
- 15日
  - NEXT 未来のために（NHK総合）
  - 黒柳徹子のコドモノクニ〜夢を描いた芸術家たち〜（BS朝日）
- 19日 - 日本のチカラ（テレビ朝日 / 民間放送教育協会）改題レギュラー化
- 21日 - 〜時代劇がもっと楽しくなる〜大江戸ゼミナール（BSジャパン）
- 25日 - ごはんジャパン（テレビ朝日）
- 30日 - 円楽の大江戸なんでも番付（BS朝日）

#### 9月
- 28日 
  - じゅん散歩（テレビ朝日）
  - エビ推シ〜（朝日放送）

#### 10月
- 3日 
  - ぶらり!行ってみっが（鹿児島読売テレビ）
  - 輝き人〜何歳からでも楽しめる人生〜（BSジャパン）
- 4日
  - ディズニー・サンデー（テレビ東京）
- 5日 
  - 博多華丸のもらい酒みなと旅（5日深夜、テレビ東京）
  - 合格モーニング!（テレビ東京）
  - マンデードキュメント（BS-TBS）
- 6日
  - ニッポン百年食堂（BSフジ）
  - 尾上松也の古地図で謎解き!にっぽん探究（BS11）
- 8日 - 歴史ミステリー 日本の城見聞録（BS朝日）レギュラー化
- 9日
  - オン マイ ウェイ（ON MY WAY）（NHK Eテレ）
  - 厳選!2時間さんぽ道（BS日テレ）
- 11日 
  - 船越英一郎 京都の極み（BS日テレ）
  - 高田純次のセカイぷらぷら（TwellV）改題リニューアル
- 12日 - 出発!気ままに趣味旅（BSジャパン）
- 13日 - 特選ものコンシェルジュ（テレビ朝日）
- 18日 - ワザビト BRIDGE OF DREAMS（TBS）
- 26日 - クリエイティブ・ディグ（25日深夜、九州朝日放送）

### 期間限定番組
- 1月4日 - 3月29日（全13回）、タビノバ 〜今、行きたかった日本へ。〜（TBS・新潟放送・信越放送・チューリップテレビ・北陸放送）
- 1月8日 - 2月12日（全6回）、岩井俊二のMOVIEラボ（NHK Eテレ）
- 2月4日 - 25日（全4回）、わが心の絶景探訪 感動の瞬間（BS朝日）
- 2月19日 - 3月26日（全6回）、デザインの梅干（NHK Eテレ）
- 3月9日 - 30日（全4回）、大人旅行（BS日テレ）
- 4月5日（4日深夜） - 6月28日（27日深夜）、AKB48 旅少女（日本テレビ）全12回
- 4月12日 - 9月27日、湘南タイム（BS-TBS）
- 5月5日 - （全6回）、はに丸ジャーナル（NHK総合）不定期レギュラー化
- 7月5日 - 12月27日、さんぽサンデー（テレビ朝日）
- 9月4日・11日・18日・25日（全4回）、浦沢直樹の漫勉 シーズン1（NHK Eテレ）[212]

### 再開番組
- 1月12日（11日深夜） - 3月30日（29日深夜）（全12回）、北海道プライド 世界に見せたい北海道の誇り（北海道文化放送）第3シーズン
- 1月27日 - 3月31日、おうちスタイル ナビ（テレビ北海道）おうちナビシリーズ第9弾
- 2月20日 - 3月13日（全4回）、アジアで花咲け!なでしこたち（NHK BS1）シリーズ第7弾
- 3月3日 - 4月21日（全8回）、SAPPORO COLLECTION TV 2015 PREVIEW（北海道文化放送）
- 3月30日 - 7月24日（春の旅）・9月21日 - 12月18日（秋の旅）、にっぽん縦断 こころ旅（NHK BSプレミアム）
- 4月4日 - 9月26日、ちば見聞録（千葉テレビ）シリーズ第2弾

## スポーツ番組

### 終了番組

#### 3月
- 1日
  - めざせ!2020年のオリンピアン〜東京五輪の原石たち〜（NHK総合）
  - NFL倶楽部（日本テレビ）2014 - 15シーズン
- 20日（19日深夜） - NO MATTER BOARD（北海道テレビ）第21シーズン
- 22日（21日深夜） - ザ・データマン 〜スポーツの真実は数字にあり〜（NHK BS1）
- 29日 - サッカープラネット（NHK BS1）
- 30日（29日深夜） - 青春ふぁいたーず（北海道放送）
- 31日 - 中井学の超ゴルフ学（BS11）

### 開始番組

#### 1月 - 3月
- 1月9日 - フィギュアスケートTV!（BSフジ）月1レギュラー
- 1月25日 - 鈴木亨×桧山進次郎 ゴルフ桧舞台（スカイ・A sports+）
- 3月28日 - 全力応援 スポーツLOVERS（テレビ新広島）
- 3月30日 - Let'sご当地体操プラス（BSジャパン）

#### 4月
- 3日
  - 二代目JM（フジテレビ）
  - スーパーサッカーJ+（BS-TBS）改題リニューアル
- 4日
  - 北海道ガンバレ!（3日深夜、テレビ北海道）
  - Bravo!ファイターズ（北海道放送）番組内コーナーのレギュラー化
  - 美スポ!スポーツできれいに（NHK BS1）
  - 美木良介のロングプレス講座（BS-TBS）
- 5日
  - TOKYO応援宣言（4日深夜、テレビ朝日）
  - テニス情報番組 テニス太郎（WOWOWプライム）
- 7日 - めざせ!2020年のオリンピアン（NHK総合）改題リニューアル
- 8日 - オリックス日和（TwellV）
- 16日（15日深夜） - 村上信五とスポーツの神様たち（フジテレビ）
- 19日 - スポーツ・ラボ（NHK BSプレミアム）
- 20日（19日深夜） - すぽると!GOLD（フジテレビ）

#### 6月
- 21日 - KEIBAプレミア（北海道文化放送）

#### 10月
- 4日 
  - SPORTS STADIUM魂（中京テレビ）改題リニューアル
  - POWERフレーズ（日本テレビ）
- 9日 - 超K-1伝説（8日深夜、テレビ東京）
- 11日
  - ゴルフの翼（BS日テレ）
  - キラリ!ジュニアゴルフ未来塾（BS11）
- 17日 - FUJIYAMA FIGHT CLUB（16日深夜、フジテレビ）

### 期間限定番組
- 1月5日 - 16日（全11回）、エル・ゴラッソ記者が選ぶベストイレブン選手のベストマッチ（BSスカパー!）
- 4月2日（1日深夜） - 10月1日（9月30日深夜）、SKE48の恋するドラコン（TOKYO MX1）
- 4月5日 - 9月27日（全25回）、運命を変える1秒（日本テレビ）
- 10月3日 - 12月26日（全13回）、Jのサムライ（テレビ朝日）

### 再開番組
- 1月7日（6日深夜） - 4月8日（7日深夜）、SNOW SWEET LIFE（北海道文化放送）[注 49] 第9シーズン
- 1月12日 - 、プロ野球ニュース（フジテレビ ONE）2015シーズン
- 1月19日（18日深夜） - 、ワールドカップへガンバレー部2015（フジテレビ）ガンバレー部シリーズ
- 2月22日 - 、鮎（BS釣りビジョン）2015シーズン
- 4月2日（1日深夜） - 、ちっぷいんBogey（北海道放送）season6
- 4月4日 - 、チャリダー★（NHK BS1）週1レギュラー化
- 4月5日 - 9月27日、ヴェートーベンとカープ女子のキミの瞳に鯉してる（とちぎテレビ）[注 50] Season2
- 9月20日 - 、NFL倶楽部（日本テレビ）2015 - 16シーズン[注 51]
- 10月8日（7日深夜） - 、NO MATTER BOARD（北海道テレビ）第22シーズン

## バラエティ番組

### 終了番組

#### 1月
- 4日（3日深夜） - SKE48 エビカルチョ!（日本テレビ）
- 5日（4日深夜） - モンハンバラエティ 一狩りいこうぜ4G!（テレビ東京）
- 26日 - もしものシミュレーションバラエティー お試しかっ!（テレビ朝日）[213]

#### 3月
- 1日
  - オドロキ見たいテレビ びっくりぃむ（テレビ朝日）
  - さまぁ〜ずの世界のすげぇにツイテッタ〜（毎日放送）
- 7日
  - 突撃!アッとホーム（NHK総合）
  - ワンセグ☆ふぁんみ（NHKワンセグ2）
- 8日 - 不思議探求バラエティー ザ・世界ワンダーX（TBS）
- 13日 - ペケ×ポン（フジテレビ）
- 14日 - 超潜入!リアルスコープハイパー（フジテレビ）
- 15日（全5回） - 大人番組リーグPresents シティボーイズノテツガク（WOWOWプライム）月1レギュラー
- 16日 - マネースクープ（フジテレビ）
- 19日 - アグレッシブですけど、何か?（18日深夜、広島ホームテレビ）
- 20日 - してみるテレビ!教訓のススメ（フジテレビ）
- 21日 - 関ジャニの仕分け∞（テレビ朝日）
- 22日
  - でんぱジャック-World Wide Akihabara-（フジテレビ）
  - 加藤浩次の本気対談!コージ魂!!（BS日テレ）
- 24日
  - おーい!ひろいき村（23日深夜、フジテレビ）
  - クリエイター創出ドキュメント ムチャブリ!スタンパー!!（23日深夜、フジテレビ）
  - 酒とつまみと男と女（BSジャパン）
- 25日
  - 林先生の痛快!生きざま大辞典（24日深夜、TBS）
  - オサレもん（24日深夜、フジテレビ）[注 52]
- 26日
  - アイ・アム・冒険少年（25日深夜、TBS）
  - ※AKB調べ（25日深夜、フジテレビ）
  - ネッコロTV ネッコロがってみて根。（25日深夜、TOKYO MX1）
  - メッセンジャー&なるみの大阪ワイドショー（毎日放送）
  - マネまねSHOW TV〜IT'S SHOW TIME〜（千葉テレビ放送）
- 27日
  - WADAIの王国（26日深夜、TBS）
  - チームしゃちほこのマジでガチなんですけどぉ〜!（26日深夜、BSフジ）
  - スクールライブショー（NHK Eテレ）
  - 未来シアター（日本テレビ）[214]
  - バナナマンの決断は金曜日!（フジテレビ）
  - ふぁいと青春の光〜Road to SHOWROOM王〜（TOKYO MX1）
  - コントの劇場 〜The Actors' Comedy〜（BSプレミアム）
  - 大竹まことの金曜オトナイト（BSジャパン）
- 28日
  - 青山ワンセグ開発（27日深夜、NHK Eテレ・ワンセグ2）
  - 噂の現場直行ドキュメン ガンミ!!（27日深夜、TBS）
  - くせになるややこしさ ブラックマヨネーズのハテナの缶詰（27日深夜、読売テレビ）
  - 何ン田かンだ行っても!北海Do（27日深夜、テレビ北海道）[215]
  - 心ゆさぶれ!先輩ROCK YOU（日本テレビ）
  - ウーマン・オン・ザ・プラネット（日本テレビ）
  - たかじん胸いっぱい（関西テレビ）※改題のため。
- 29日
  - もってる!? モテるくん（28日深夜、読売テレビ）
  - 坂上忍の成長マン!!（テレビ朝日）
  - たかじんのそこまで言って委員会（読売テレビ）※改題のため。
- 30日
  - 東京号泣教室 〜ROAD TO 2020〜（TOKYO MX1）
  - 999人美女（TOKYO MX1）
  - 夏木スタイル One of Love（TOKYO MX1）
  - 突撃!隣の昼ごはん（BS日テレ）
- 31日
  - 浪川大輔・吉野裕行のネゴト（30日深夜、TOKYO MX1）
  - テリー伊藤のトラブルハンター（TOKYO MX1）

#### 4月
- 1日（3月31日深夜） - ボイメン☆騎士（中京テレビ）
- 3日（2日深夜） - ユミパン（フジテレビ）
- 13日（12日深夜） - 乃木坂って、どこ?（テレビ愛知）

#### 5月
- 3日 - 初めて○○やってみた（テレビ朝日）

#### 6月
- 12日 - ブラマリのいただきっ!（テレビ東京）
- 24日 - リトルトーキョーライブ 〜みんなで作るいっぱいいっぱい生放送〜（テレビ東京）
- 27日 - たかじんNOマネーBLACK（テレビ大阪）

#### 8月
- 9日 - ザワつく!?ウィークエンドTV ニュースな晩餐会（フジテレビ）
- 30日 - マハトマパンチ（札幌テレビ）

#### 9月
- 13日 - オモクリ監督 〜O-Creator's TV show〜（フジテレビ）
- 15日
  - ミレニアムズ（14日深夜、フジテレビ）
  - そうだ旅（どっか）に行こう。（テレビ東京）
- 18日 - 笑神様は突然に…（日本テレビ）
- 19日 
  - さまぁ〜ずのご自慢列島ジマング（18日深夜、フジテレビ）
  - 前略、月の上から。（18日深夜、フジテレビ）
- 20日 - ヨルタモリ（フジテレビ）
- 22日 - 世界行ってみたらホントはこんなトコだった!?（フジテレビ）
- 24日 - たけしの等々力ベース（BSフジ）
- 25日 - コロッケ千夜一夜（BS日テレ）
- 26日 - ニッポン元気計画! 眠れるスター目覚ましバラエティ“ハックツベリー”（テレビ東京）
- 27日
  - 野望応援バラエティ ノブナガ（26日深夜、CBCテレビ）
  - ポケモンゲット☆TV（テレビ東京）
  - トーキョーライブ22時（テレビ東京）
  - コサキン道中 ぶらっぶらっぶらっ!（BSフジ）
- 30日
  - 志村座（29日深夜、フジテレビ）
  - ピラメキーノ640（テレビ東京）

#### 10月
- 31日 - アイドリング!!!（フジテレビONE）

#### 12月
- 7日 - 世にも不思議なランキング なんで?なんで?なんで?（TBS）
- 25日（24日深夜） - LIKE（テレビ朝日）

### 開始番組

#### 1月
- 8日（7日深夜）
  - ぶっちゃけ嬢〜26時のシンデレラ〜（テレビ東京）
  - 仮面女子のやっぱ全力だね〜!（テレビ東京）
  - クロ女子白書（福岡放送）
- 10日
  - 原宿ベース（9日深夜、千葉テレビ放送）
  - アメシブ〜ギリギリランキング〜（9日深夜、BS朝日）
  - 探Q!Aトリップ（テレビ愛知）
- 14日（13日深夜） - 桃色つるべ〜お次の方どうぞ〜（関西テレビ）
- 18日 - ジモイチドライブ〜地元の一番でおもてなし旅〜（朝日放送）
- 30日（29日深夜） - ザ・ラストヒロイン〜ワルキューレの審判〜（東海テレビ）

#### 2月 - 3月
- 2月1日 - アイドリーーーム!!（Kawaiian TV）
- 3月2日 - ラジオな2人（Dlife）
- 3月31日 - Eテレ・ジャッジ（NHK Eテレ）

#### 4月
- 1日 - 東京乙女レストラン（TOKYO MX1）
- 2日（1日深夜）
  - ハライチの神アプリ＠英雄神紀〜Ver.INSTALL〜（テレビ東京）改題リニューアル
  - 声龍門（TOKYO MX1）[注 53]
- 3日 - 夜の巷を徘徊する（2日深夜、テレビ朝日）
- 4日
  - やりきり!仮面女子（3日深夜、TOKYO MX1）
  - バタバタ・シバタ!（3日深夜、北海道文化放送）
  - 胸いっぱいサミット!（関西テレビ）改題リニューアル
  - 未来へつなぐ 土曜スタジアム（BS-TBS）
  - エブリ!バディ部（BSジャパン）
- 5日
  - 妻にはショナイで!（4日深夜、日本テレビ）レギュラー化
  - 路線バスで寄り道の旅（テレビ朝日）レギュラー化
  - 日本人の3割しか知らないこと くりぃむしちゅーのハナタカ!優越館（テレビ朝日）
  - そこまで言って委員会NP（読売テレビ）改題リニューアル
  - THE HOOPERSのキュンキュンさせNight☆（BSフジ）
- 6日 - お坊さんバラエティ ぶっちゃけ寺（テレビ朝日）ゴールデン進出
- 7日（6日深夜）-  東京オーディション（仮）（TOKYO MX1）
- 8日（7日深夜） - アカデミーナイトQ（TBS）改題リニューアル
- 9日
  - ディスカバLinQ〜マリンメッセへの道〜（8日深夜、RKB毎日放送）
  - エビ中++（BSフジ）
- 11日
  - 菊地亜美の女子力向上委員会（TOKYO MX1）
  - 〜有吉のニッポン元気プロジェクト〜おーい!ひろいき村（フジテレビ）改題リニューアル・ゴールデン進出
- 12日
  - イチから住 〜前略、移住しました〜（テレビ朝日）
  - この差って何ですか?（TBS）レギュラー化
  - 林先生が驚く初耳学!（毎日放送）レギュラー化
  - HOOPERS TV（フジテレビTWO ドラマ・アニメ）
- 13日 - とりよせ亭（BSジャパン）
- 14日 - ペケ×ポン+（フジテレビ）改題枠移動
- 15日
  - そんなバカなマン（14日深夜、フジテレビ）レギュラー化
  - ソレダメ!〜あなたの常識は非常識!?〜（テレビ東京）レギュラー化
- 17日** クレイジージャーニー（16日深夜[注 54]、TBS）レギュラー化
  - ダウンタウンなう（フジテレビ）
  - 全力!脱力タイムズ（フジテレビ）レギュラー化
- 18日
  - KAT-TUNの世界一タメになる旅!（17日深夜、TBS）レギュラー化
  - たこやきレインボーのたこツボッ!!（17日深夜、BSフジ）
  - さんまのお笑い向上委員会（フジテレビ）番組コーナーのレギュラー化
- 20日
  - 乃木坂工事中（19日深夜、テレビ愛知）改題リニューアル
  - しくじり先生 俺みたいになるな!!（テレビ朝日）ゴールデン進出
  - 世にも不思議なランキング なんで?なんで?なんで?（TBS）
- 21日 - 安眠サプリ開発バラエティ「デルゲーツ」（20日深夜、広島ホームテレビ）
- 22日** ボイメン☆MAGIC 〜夜の魔法をキミに〜（21日深夜、中京テレビ）
  - ぶちぶちシソンヌ（21日深夜、広島ホームテレビ）
- 23日 - メッセンジャーの○○は大丈夫なのか?（毎日放送）
- 24日（23日深夜） - 恋とか愛とか（仮）（広島ホームテレビ）

#### 5月
- 16日 - 関ジャニ∞クロニクル（フジテレビ）
- 23日（22日深夜） - ウルトラ怪獣散歩（フジテレビONE スポーツ・バラエティ）月1レギュラー化

#### 6月
- 28日 - 乃木坂46えいご（TBSチャンネル1 最新ドラマ・音楽・映画）

#### 7月
- 1日 - リトルトーキョーライフ（テレビ東京）改題リニューアル
- 4日 - やっちまった企画室（TwellV）
- 9日（8日深夜） - いただきハイジャンプ（フジテレビ）

#### 9月
- 29日（28日深夜） - お願い!ランキング生 生放送自撮りNEWS（テレビ朝日）改題リニューアル
- 30日（29日深夜） - フリースタイルダンジョン（テレビ朝日）

#### 10月
- 4日 
  - チェンジ3（3日深夜、テレビ朝日）
  - こそこそチャップリン（3日深夜、テレビ東京）
  - 本能Z（3日深夜、CBCテレビ）
  - ポケモンの家あつまる?（テレビ東京）
  - 明日言いたくなる話（BS日テレ）
  - すすめ!みらい戦隊!!（札幌テレビ）
- 5日 - 欅って、書けない?（4日深夜、テレビ東京）
- 6日 
  - 愛され女と独身有田〜運命を変える婚活TV〜（5日深夜、日本テレビ）
  - 決め方TV（5日深夜、テレビ朝日）
  - Hot-Dog PRESS TV（BS日テレ）改題リニューアル
- 7日（6日深夜） - キスマイ魔ジック（テレビ朝日）
- 8日（7日深夜）
  - 聞きにくい事を聞く（テレビ朝日）
  - マスカットナイト（テレビ東京）
- 10日（9日深夜） - 平岸我楽多団（北海道テレビ放送）
- 11日（10日深夜） - あいつ今何してる?（テレビ朝日）
- 14日（13日深夜） 
  - 4コマコント 起笑転結（日本テレビ）
  - 志村の時間（フジテレビ）
- 15日（14日深夜） - 指原カイワイズ（フジテレビ）
- 16日
  - EG-style（15日深夜、フジテレビ）
  - 巷のリアルTV カミングアウト!（フジテレビ）
- 17日 
  - さまぁ〜ずの神ギ問（16日深夜、フジテレビ）
  - マツコ会議（日本テレビ）
- 18日 
  - ヤーヌス（17日深夜、テレビ朝日）
  - 〜突撃!はじめましてバラエティ〜イチゲンさん（テレビ東京）改題リニューアル
  - 人生のパイセンTV（フジテレビ）レギュラー化
- 21日 - 世界の何だコレ!?ミステリー（フジテレビ）レギュラー化
- 23日 - もっと広島に恋しよう 金ぶち（広島テレビ）
- 27日
  - ウソのような本当の瞬間!30秒後に絶対見られるTV（テレビ東京）レギュラー化
  - ラストキス〜最後にキスするデート（TBS）レギュラー化
- 30日 
  - アリよりのアリ〜理想の男女をビジュアル化〜（29日深夜、TBS）
  - 沸騰ワード10（日本テレビ）レギュラー化

#### 11月
- 6日 - TOKYO IDOL TV（5日深夜、フジテレビ）
- 10日 - わざわざ言うテレビ（テレビ大阪）

### 期間限定番組
- 1月4日 - 3月29日、流れ星の突撃!ギャグチャレンジ!（BSフジ）
- 1月18日 - 1月31日（全4回）、テリー伊藤の、その番組ホントに面白いの??!（BSスカパー!）
- 1月19日（18日深夜） - 3月28日、ブチまけろ!炎の魂 長渕炎陣（BSフジ）
- 1月20日（19日深夜） - 3月31日（30日深夜）、時間がある人しか出れないTV（TBS）[216]
- 1月25日（24日深夜） - 2月1日（1月31日深夜）[6][7]、3B juniorの星くず商事（BS朝日）全2回
- 3月31日（30日深夜） - 9月29日（28日深夜）、タカアンドトシの道路バラエティ!? バスドラ（テレビ朝日）全25回
- 4月1日（3月31日深夜） - 9月30日（29日深夜）、あの遊びをバージョンアップ! キスマイGAME（テレビ朝日）
- 4月1日 - 6月24日（全13回）、目指せ!アウトレット芸人（千葉テレビ）
- 4月2日（1日深夜） - 10月1日（9月30日深夜）、女の体当たりサーチ番組 なぜ?そこ?（テレビ朝日）
- 4月3日（2日深夜） - 5月8日（7日深夜）、マジ★しゃっふる!?[217]（北海道テレビ）全6回
- 4月3日 - 6月26日、インテリワードBAR 見えざるピンクのユニコーン（BSジャパン）
- 4月4日 - 9月26日、マツコとマツコ（日本テレビ）レギュラー化
- 4月5日（4日深夜） - 10月4日（3日深夜）、見る人が見た!!（テレビ朝日）
- 4月5日 - 6月27日、美女たちの日曜日（テレビ朝日）
- 4月6日 - 8月20日、このドラマがすごい!（映画・チャンネルNECO）
- 4月7日 - 8月11日（全5回）、月刊ホットドッグ・プレスTV（BS日テレ）
- 4月7日（6日深夜） - 9月29日（28日深夜）、(仮)TV（TOKYO MX1）全26回
- 4月11日（10日深夜） - 6月27日（26日深夜）、E-girlsを真面目に考える会議（テレビ東京）
- 4月14日 - 6月16日、発見!なるほどレストラン 日本のおいしいごはんを作ろう!（関西テレビ）
  - 7月14日 - 12月15日、知らないアナタは大丈夫!? 発見!ウワサの食卓（関西テレビ）改題リニューアル
- 4月16日（15日深夜） - 9月17日（16日深夜）、僕らが考える夜（フジテレビ）
- 4月18日（17日深夜） - 9月19日（18日深夜）、華丸大吉の2020（フジテレビ）
- 4月21日（20日深夜） - 7月6日、バナナマンのせっかくグルメ!!（TBS）レギュラー化
- 4月21日 - 9月22日、有田チルドレン（TBS）
- 4月23日（22日深夜） - 9月30日、ナイナイの海外定住実験バラエティー 世界のどっかにホウチ民（TBS）全22回
- 7月6日 - 11月30日、どうなる?（TOKYO MX1）全18回
- 7月21日（20日深夜） - 9月29日（28日深夜）、カクガリ君!〜確率をガリガリ勉強して幸せになろう〜（TBS）
  - 10月4日（3日深夜） - 2016年3月26日（25日深夜）、アオタガイ学園[218]（札幌テレビ）
- 10月6日（5日深夜） - 12月22日（21日深夜）、AKB48の今夜はお泊まりッ（日本テレビ）全12回
- 10月13日（12日深夜） - 10月21日（20日深夜）、吉木りさ"ら"に怒られたい（テレビ東京）
- 10月20日（19日深夜） - 12月22日（21日深夜）、教えて!ココロくん（TBS）

### 再開番組
- 1月7日（6日深夜） - 3月18日（17日深夜）（全11回）、Find the WASABI! 〜NORIKA's Hunters（TBS / Primeworks Studios）SEASON2
- 1月7日 - 3月25日、アキバノドコカ…（TOKYO MX1）
- 1月8日（7日深夜） - 3月27日（26日深夜）、アカデミーナイト（TBS）第2期
- 1月11日（10日深夜） - 3月29日（28日深夜）、ネリさまぁ〜ず（日本テレビ）season2
- 1月13日（12日深夜） - 17日（16日深夜）〈2015新春全5回〉・4月8日（7日深夜） - 11日（10日深夜）〈春全4回〉、ドラマ絶対に見たくな〜るTV（フジテレビ）
- 1月13日（12日深夜） - 3月31日（30日深夜）、HaKaTa百貨店3号館（日本テレビ）※AKB48姉妹グループ枠
- 2月1日 - 3月8日（第2シーズン全6回）・5月10日 - 6月14日（第3シーズン全6回）・8月2日 - 9月6日（第4シーズン全6回）、モノクラ〜ベ（BSスカパー!）
- 3月13日（第8期終了）・4月3日 - 5月29日（第9期）・6月12日 - 7月31日（第10期）・10月2日 - 12月18日（第11期）、七人のコント侍（NHK BSプレミアム）
- 4月1日 - 6月24日、ジローラモのチんクえTV（TOKYO MX2）
- 4月2日 - 9月24日、LIFE!〜人生に捧げるコント〜（NHK総合）シーズン3
- 4月4日 - 2016年3月19日、EXILE TRIBE 男旅（北海道文化放送）SEASON2
- 4月5日（4日深夜） - 、ブギウギ専務（札幌テレビ）第2期
- 4月7日（6日深夜） - 6月23日（4）・7月14日 - 9月29日（5）、NOGIBINGO!（日本テレビ）※AKB48姉妹グループ枠
- 4月11日 - 、ブラタモリ（NHK総合）第4シリーズ[219]
- 4月12日 - 6月28日（7）・10月4日 - 12月27日（8）、東野・岡村の旅猿 プライベートでごめんなさい…（日本テレビ）
- 5月16日 - （全3回予定）、MONDO式 麻雀（MONDO TV）SEASON4
- 7月17日（16日深夜） - 10月2日（1日深夜）、恋んトス（TBS）シーズン2
- 7月17日 - 、コレ考えた人、天才じゃね!? 〜今すぐ役立つ生活の知恵、集めました〜（テレビ東京）
- 10月3日（2日深夜） - 、家、ついて行ってイイですか?（テレビ東京）
- 10月13日（12日深夜） - 、TERRACE HOUSE BOYS&GIRLS IN THE CITY（フジテレビ）

## 音楽番組

### 終了番組
- 3月19日（18日深夜） - 魁!音楽番付Eight（フジテレビ）
- 3月23日 - ONGAX（千葉テレビ放送）
- 3月28日（27日深夜） - ミュージックドラゴン（日本テレビ）
- 3月29日
  - LIVE MONSTER（日本テレビ）
  - カラオケトライアルIII（千葉テレビ放送）
  - BS日本のうた（NHK BSプレミアム）
- 3月31日（30日深夜） - MUSIC EDGE + Osaka Style（毎日放送）
- 4月5日 - いきいき青春歌謡塾（TwellV）
- 7月27日 - チータだ!元気だ!歌友達!!（BSジャパン）
- 9月28日 - UTAGE!（TBS）

### 開始番組

#### 1月
- 8日 - アニソンCLUB!（TOKYO MX1）
- 10日 - ミュージック☆ロード（BS11）
- 30日 - 月刊スペシャる（スペースシャワーTV）月1レギュラー

#### 4月
- 4日（3日深夜） - バズリズム（日本テレビ）
- 5日
  - LIFE IS V（4日深夜、TOKYO MX1）
  - ザ・カラオケトライアル（千葉テレビ放送）改題リニューアル
  - 新・BS日本のうた（NHK BSプレミアム）改題リニューアル
- 6日 - ASIAN MUSIC BOX〜極東音楽箱〜（TOKYO MX1）
- 8日 - レコチョク RANKING（スペースシャワーTV）改題リニューアル
- 12日 - BSいきいき歌謡塾（TwellV）改題リニューアル
- 20日（19日深夜） - 魁!音楽の時間（フジテレビ）[注 55]
- 23日（24日深夜） - MBS SONG TOWN（毎日放送）

#### 5月
- 10日 - 関ジャム 完全燃SHOW（テレビ朝日）

#### 10月
- 3日 - ROCK LEGENDS Saturday（BS日テレ）
- 4日 
  - ROCK LEGENDS Sunday（BS日テレ）
  - ザ・ロックTIMES〜世界を変えた音楽〜（BSジャパン）
- 6日 - BS12歌謡ナイト jazzyなライブショー（TwellV）
- 8日 - 歌っていいだろう（BS朝日）
- 16日 - Love music（フジテレビ）改題枠移動
- 18日 - チカラウタ（日本テレビ）改題リニューアル
- 19日 - Momm!!（TBS）

### 期間限定番組
- 1月9日 - 3月27日、音楽の時間 〜MUSIC HOUR〜（フジテレビ）改題リニューアル
- 4月5日 - 9月27日、オン・ザ・ロック!（BSジャパン）
- 4月12日 - 9月27日、キャラオケ18番（日本テレビ）
- 4月15日 - 9月2日、水曜歌謡祭（フジテレビ）

### 再開番組
- 4月14日 - 、演歌男子。2（歌謡ポップスチャンネル）

## クイズ番組

### 終了番組
- 3月21日 - 伝えてピカッチ（NHK総合）
- 8月16日 - 日本語探Qバラエティ クイズ!それマジ!?ニッポン（フジテレビ）

### 開始番組
- 10月7日 - クイズ!脳ベルSHOW（BSフジ）
- 11月3日 - 優しい人なら解ける クイズやさしいね（フジテレビ）

### 再開番組
- 1月8日 - 2月19日（シーズン2全6回）・4月16日 - 5月21日（シーズン3全6回）・7月16日 - 8月20日（シーズン4全6回）・10月15日 - 11月19日（シーズン5全6回）、ダラケ! 〜お金を払ってでも見たいクイズ〜（BSスカパー!）

## テレビドラマ

### NHKの主なテレビドラマ

#### スペシャルドラマ（NHK）
二十歳と一匹
放送日：1月17日
脚本：岡本貴也
出演：菅田将暉 ほか
LIVE! LOVE! SING! 生きて愛して歌うこと
放送日：3月10日
脚本：一色伸幸
出演：石井杏奈 ほか

### TBS系の主なテレビドラマ

#### スペシャルドラマ（TBS）
わが家 - 制作：毎日放送
放送日：1月4日
原作・脚本：井沢満
出演：向井理、田中裕子、村川絵梨、長塚京三 ほか
レッドクロス〜女たちの赤紙〜
放送日：8月1日・2日（全2回）
脚本：橋本裕志
出演：松嶋菜々子、西島秀俊 ほか

### テレビ東京系の主なテレビドラマ

#### スペシャルドラマ（テレビ東京）
永遠の0 - 制作：テレパック
放送日：2月11日・14日・15日（全3回）
原作：百田尚樹「永遠の0」（太田出版刊）
脚本：櫻井武晴
出演：向井理、多部未華子、桐谷健太、広末涼子、高畑淳子、伊東四朗 ほか
フラガールと犬のチョコ - 制作：BSジャパン、ファインエンターテイメント
放送日：3月11日
原作：祓川学「フラガールと犬のチョコ」（ハート出版刊）
脚本：関えり香
出演：瀧本美織、波瑠、笹本玲奈、上野なつひ、菊池桃子、田口浩正 ほか

### フジテレビ系の主なテレビドラマ

#### スペシャルドラマ（フジテレビ）
大使閣下の料理人
放送日：1月3日
原作：西村ミツル・かわすみひろし「大使閣下の料理人」（講談社漫画文庫刊）
脚本：いずみ吉紘
出演：櫻井翔 ほか
オリエント急行殺人事件
放送日：1月11日・12日（全2回）
原作：アガサ・クリスティ「オリエント急行殺人事件」
脚本：三谷幸喜
出演：野村萬斎 ほか

### 独立局の主なテレビドラマ
新★乾杯戦士アフターV - 制作：新★乾杯戦士アフターV制作委員会
- 放送日：2015年10月3日 - 12月19日
- 脚本：宮本武史、吉崎崇二
- 出演：村井良大、加藤和樹、吉川友、バッファロー吾郎A、飛永翼（ラバーガール）、シソンヌじろう、中谷竜、斉木しげる、シソンヌ長谷川、朝倉あき

## 単発・特別番組枠

### 終了枠
- 3月13日 - 赤と黒のゲキジョー（フジテレビ）
- 3月31日 - カスペ!（フジテレビ）
- 9月24日 - 木曜スペシャル（BS日テレ）

### 開始枠
- 4月3日 - 金曜プレミアム（フジテレビ）
- 4月7日 - 火曜スペシャル（BSジャパン）
- 10月4日 - 日曜ファミリア（フジテレビ）
- 10月7日 
  - 水曜エンタ（テレビ東京）
  - 水曜特番（BS日テレ）

### 期間限定番組
- 4月7日 - 9月29日、火曜オトナのジカン（BS朝日）

## 特別番組

### 単発特番

#### 1月放送
- 1日 
  - 羽鳥慎一の開運!お騒がせ生新年会（テレビ朝日）
  - ソフトバンクと阪神で2015日本シリーズやりまっせ!正月から全部見せちゃあばい（毎日放送・RKB毎日放送）
  - FNS 正月だよ!オールハワイフジ2015 ハワイにいる芸能人大集合! ビッグスターからのお年玉つき生放送SP（フジテレビ）[223]
  - 鶴瓶のうるさすぎる新年会2015（フジテレビ）
  - ナポレオン 英雄の素顔 香川照之が追う!父子3代の真実（BSジャパン）
- 2日
  - 人生単位バラエティ ちりつも（読売テレビ）
  - クレイジージャーニー（TBS）※パイロット版
  - 武井壮のオレの家族!!（テレビ新広島）
  - 浜田雅功が志村けんと「リアクション芸」ダメ出しSP（読売テレビ）
  - くりぃむしちゅーのテレビでは見せない芸能人年末イベント全部見せます!（フジテレビ）[224]
  - 正月なのに不幸オーラ全開!有吉VSミジメちゃん今年幸せになってほしい人大賞（関西テレビ）
  - 初おろシアム〜新作初おろしエンタメSHOW〜（フジテレビ）
  - 日本歌手協会 新春歌謡祭（BSジャパン）
- 3日
  - 2015年先取り博覧会 あらし予報（フジテレビ）
  - 独占!長嶋茂雄の真実（TBS）[225]
  - 松井秀喜カリブを行く（BSジャパン）
- 4日 
  - 東京落語歩き（フジテレビ）
  - いまハピちゃん〜いまイマイチだけどハッピーな人たち〜（フジテレビ）
  - 美女たちの新年会〜しゃべりまくって幸せになっちゃうぞSP〜（テレビ朝日）
  - ジャパンメイドで世界を旅できるか!?（フジテレビ）
  - 健診!メディカルランド（フジテレビ）
- 8日 - 死の淵から奇跡の生涯 壮絶!芸能人闘病記（テレビ朝日）
- 9日 - 日本人の3割しか知らないこと ワリサン（テレビ朝日）※パイロット版
- 14日 - 阪神淡路大震災20年 生死を分けたドキュメントが語る!池上彰の生きるための選択（毎日放送）
- 17日 - 国仲涼子がたどる 琉球の石〜地図伝来の謎〜（琉球放送）
- 18日
  - 緊急SOS なぜ あなたは消えた!?謎の行方不明者 テレビ大捜索SP（フジテレビ）
  - 円楽の大江戸なんでも番付 江戸のグルメともうかる商売（BS朝日）※パイロット版
- 23日 -「ずるい奴らを許すな!」目撃!Gメン徹底追及スペシャル（日本テレビ）
- 24日 - 伊藤英明が大接近!奇跡の海のザトウクジラ〜いのちの星の親子たち〜（CBCテレビ）
- 25日
  - 交換少女 〜アノ娘の街に住んでみた〜（テレビ東京）
  - プロが唸るプロの仕事 くりぃむしちゅーのニッポンのベテラン（テレビ朝日）
- 31日 - TRUE STORY 家族が歩んだ涙の結末（フジテレビ）

#### 2月放送
- 1日
  - 爆笑問題のそれっていつから?ヒストリー（中京テレビ）
  - 裸の付き合いバラエティ あぁしあわ銭湯（東海テレビ）
- 7日 - 林修の映像を見ると思い出す19XX年!（テレビ朝日）
- 8日
  - 一流がスゴイと認めた!超スゴイ人の秘密SP（読売テレビ）
  - しあわせの大地〜富良野・美瑛に移住した15人のストーリー〜（北海道放送）
- 9日 - 池上彰が伝えたいこと実はみんな知らない日本（テレビ朝日）
- 12日 - くりぃむしちゅーの歴史新発見 信長59通の手紙を解読せよ!（日本テレビ）[注 56]
- 14日
  - 有吉!謎解き物語〜地元も知らないニッポン 鉄道編〜（中国放送）
  - 大人の事情テレビ（テレビ東京）
  - 武井咲21歳の好奇心〜アメリカ西海岸エンターテイメントの聖地へ〜（BS日テレ）
- 15日
  - 芸人真剣お笑いバトル（日本テレビ）
  - 大人のイタリア〜最新のグルメ&日本人ジェラート職人が本場で挑戦（テレビ東京）
  - 坂東三津五郎がいく〜日本の城ミステリー紀行スペシャル（BS朝日）
- 21日 - 終活って何だ?中居正広の僕はこうして死にたい（フジテレビ）
- 22日 
  - 戦国サバイバル 家康に学べ!人生大逆転の極意（静岡朝日テレビ）
  - ニッポンの底力を探れ!〜テレビ東京ビジネスフォーラム2015〜（テレビ東京）
  - ロンブー淳の一度は行きたい!武将の隠し湯（信越放送）

#### 3月放送
- 4日 - 関ジャニ∞博物館（毎日放送）
- 6日 - 社交ダンスの魅力をあなたに!（BSジャパン）
- 7日 - 報道スクーププロジェクト オウムは今も生きている… 〜総力追跡!地下鉄サリン事件20年〜（テレビ東京）
- 9日 - 日本テレビ+ルーヴル美術館特別番組 世界!極限アーティストBEST20（日本テレビ）
- 12日 - 麻薬Gメン ドラッグハンター2015（テレビ朝日）
- 14日
  - 開業!北陸新幹線〜つながる 変わる 動き出す〜（NHK中部7県、関東甲信越）
  - KNB北陸新幹線開業スペシャル NEXT50 かがやき 始まる（北日本放送）
  - 新幹線がやってきた!柴田理恵のすべて見せます北陸新幹線（チューリップテレビ）
  - 来たよ来た来た!北陸新幹線（富山テレビ）
  - 北陸新幹線金沢開業スペシャル 3.14未来への切符（北陸朝日放送）
  - 北陸新幹線金沢開業特別番組 未来へのレール〜新幹線時代の幕開け（北陸放送）
  - 北陸新幹線金沢開業特番 石川が輝く日（テレビ金沢）
  - 石川テレビ開局45周年特別番組 ようこそ!北陸新幹線 熱狂の日を生中継!!（石川テレビ）
  - 来て!見て!いいね! 3.14北陸新幹線開業（新潟放送）
  - 新時代へ駆けろ〜夢つなぐ北陸新幹線〜（テレビ新潟）
  - 報道特別番組 どうなる新幹線新時代〜北陸新幹線開業 期待と課題〜（新潟総合テレビ）
  - 新幹線 新時代 長野⇔北陸 いちばん中継!!（信越放送）
  - 2015春 信州から北陸へ〜ついに開業・北陸新幹線〜（テレビ信州）
  - つながる新時代 〜新幹線金沢開業と福井の近未来〜（福井放送）
- 15日 - JKT48×やまだひさしインドネシア＆北海道くらべるトラベル（北海道テレビ）[226]
- 20日 - 風船ハンター（テレビ東京）
- 21日 
  - 北陸新幹線開業記念特番 ロッチ&AKB48 Team8のかがやき修学旅行（テレビ新潟・テレビ信州・北日本放送・テレビ金沢）
  - 坂上ジュニアの日本アブナいいね大賞（フジテレビ）
- 22日 - 林修のニュースを見てもよくわからないから調べてみた（テレビ東京）
- 23日
  - 高校野球100年ものがたり（NHK総合）
  - 中居正広のISORO（フジテレビ）
- 26日 - 超常たまげたスクープ〜世界で目撃してきたゾSP〜（テレビ東京）
- 27日 - Earth Navi Special 世界!スゴすぎハンターの妻（テレビ東京）

#### 4月放送
- 2日 - 家庭炎上バラエティー お嫁ちゃんお姑ちゃん（TBS）
- 3日 - 新発見!TV大事件50年史 運命を変えた衝撃の瞬間（フジテレビ）
- 4日
  - ラストキス〜最後にキスするデート（3日深夜、TBS）※パイロット版
  - 凄カードな夜（フジテレビ）
- 5日 - TBSテレビ60周年特別企画 テレビ史を揺るがせた100の重大ニュース 今夜一挙公開（TBS）
- 9日 - 櫻井翔のジャニーズ軍VS有吉弘行の芸人軍 究極バトル"ゼウス"（TBS）
- 11日 - フルスイング（フジテレビ）
- 13日 - 実録!世界の逆転裁判〜評決のとき〜（TBS）
- 25日 - まさか!?のニッポン献上品（静岡第一テレビ）
- 26日 - 福岡出身タレントがつくる!!豪華テレビ 芸能人を支えているのは福岡県人だ（福岡放送）

#### 5月放送
- 5日 - 愛と情熱の国スペイン紀行〜スペイン人が愛する名馬ディープインパクトを追って〜（テレビ愛知）
- 6日 - 志村けんのゲーム王国（TBS）
- 15日 - かぞくムービーAWARD2015 笑いと感動の瞬間、集めました（日本テレビ）
- 16日 - ウソ!ホント?マジで!?（毎日放送）
- 17日 
  - カムイの海に春が来た 堤真一、北の離島に乾杯（北海道放送）
  - 林先生・岡田の学べる!スポーツアカデミー（東海テレビ）
- 18日（17日未明） - 最終決戦!「大阪都構想」〜住民投票 市民の審判〜（朝日放送）
- 24日 - 爆笑問題の深海WANTED（テレビ静岡）
- 31日 - 追悼特番・ありがとう今いくよさん（朝日放送）

#### 6月放送
- 9日 - ニッポンのプリンセス物語（フジテレビ）
- 13日 
  - 内村光良の新・お笑いライブ! そこそこチャップリン（テレビ東京）
  - ノリタケ・フミヤ・ヒロミが行く!キャンピングカー合宿〜出会い・ふれあい・幸せ旅〜（フジテレビ）
- 14日 
  - 世界72億人まとめTV（フジテレビ）
  - アカデミックに食べまくれ!!全国選抜大学グルメ（山陽放送）
- 16日 - 坂上忍のホンネJAPANが行く!!香港&マカオ（フジテレビ）
- 21日 - 保存版!!甦る歌謡曲輝ける黄金時代よ再び“昭和40年代&50年代売り上げランキングSP”（テレビ朝日）
- 22日 - 美空ひばり27回忌追悼 夢と希望の熱唱全記録（TBS）

#### 7月放送
- 7日 - うぷ村（TBS）
- 9日 - 今、お独りですか?（TBS）
- 11日 - 地方創生がニッポンを変える〜子どもたちへの贈りもの〜（テレビせとうち）
- 14日 - コレっていくら?〜なかなか聞けないアノ値段聞いてみた〜（テレビ東京）
- 15日 - ニッポンのナゼを大解決! バッ地理ゼミナ〜る（テレビ東京）
- 18日 - 1時間でわかる和食（毎日放送）
- 19日 - 世界衝撃映像の祭典!!好珍プレーSP（テレビ朝日）
- 20日 - 哀川翔と品川祐のフランスでガツンとおとこ旅!!（テレビ大阪）
- 24日 - 奥さま1万人総選挙（フジテレビ）
- 25日
  - キズナワーク親子で働こう（福島中央テレビ）
  - 北の大地でHIGH&LOW 北海道を横断せよ!!「ガチンコ」クイズバトル（札幌テレビ）

#### 8月放送
- 1日
  - 博多華丸・大吉の愛されるヒミツ!老舗の神ワザ（福岡放送）
  - 戦後70年特別番組 いしぶみ〜忘れない。あなたたちのことを〜（広島テレビ）
- 4日 - 戦後70年特別番組 櫻井翔&池上彰 教科書で学べない戦争（日本テレビ）
- 7日 - ジャニーズバーサス! Youたちクイズしちゃいなよ!!（テレビ朝日）
- 8日 - 小さなレストランの挑戦〜米倉涼子を魅了した三ツ星の味〜（北海道放送）
- 12日 - 8.12日航ジャンボ機墜落事故 30年の真相（TBS）
- 14日
  - アマゾネスアイランド 崖っぷち人間が無人島でサバイバル（フジテレビ）
  - 追悼特別番組 ありがとう花紀京さん（毎日放送）
- 15日 - 終戦70年ドキュメンタリー 私たちに戦争を教えてください（フジテレビ）
- 30日
  - 鉄道生バラエティ あさテツ（テレビ朝日）
  - あのニュースどうなってんの!?テリー&華丸大吉のほじくりニッポン!!（関西テレビ）

#### 9月放送
- 6日 
  - ナイナイの超一流アスリートの作り方 えっ!?そんな事してたんですかスペシャル（テレビ朝日）
  - キャイ〜ン×よゐこの そうだ魚屋さんへ、行こう!（静岡放送）
- 12日 - クイズ昔は当たり前!?（毎日放送）
- 13日 - 言葉のチカラ -人生に奇跡を起こした珠玉のコトバたち-（テレビ西日本）
- 18日 - 綾小路きみまろのキミに逢いたい!（テレビ東京）
- 21日
  - 玉置浩二 33年目の新境地〜フルオーケストラと夢の競演〜（テレビ大阪）
  - カラダスッキリ!伝説の湯めぐりツアー〜神秘と不思議の温泉力〜（RKB毎日放送）
- 22日 - 芸能人辞めたらココで働きます!（テレビ東京）
- 23日 - 世界誘拐ファイル カメラが見た!犯行&救出の決定的瞬間 3時間スペシャル（フジテレビ）
- 24日 - 世界ゼツミョー!宣言（読売テレビ）
- 25日 - 芸能界PTA〜わけあり芸能人の親大集合スペシャル〜（フジテレビ）[227]
- 26日 
  - 次に来るネタ発掘演舞会 ツギクルもん（フジテレビ）
  - 積水ハウスPresents ニッポンの暮らしを支えるチカラ with you（テレビ大阪）
- 27日 
  - 世界のイイね映像!秋の祭典スポーツ顔力王〜有名人の意外な顔も見られちゃうSP〜（フジテレビ）
  - THE プッシュマン（フジテレビ）
- 29日 - 芸能界煩悩CUP（関西テレビ）

#### 10月放送
- 5日 - 不思議映像No.1決定戦 オーマイガー（テレビ朝日）
- 6日 - 明日行きたくなる!買い物バラエティ 買っトク!!（テレビ東京）
- 9日
  - ヒロミのファン総会（テレビ朝日）
  - 最強重機王決定戦!トップオブガテンアスリート（テレビ東京）
- 10日 - セレブとビンボー（フジテレビ）
- 11日 - 緊急生放送!愛と怒りの1億3千万人大捜査 今、捜したい20人!!（テレビ東京）
- 12日 - TBSもさんまも60歳 伝説のドラマ&バラエティー全部見せます!夢共演も大連発SP（TBS）
- 13日 - クイズなりきりアニマルパーク（フジテレビ）
- 16日 
  - キテレツ人生!なんでこうなった!?（フジテレビ）
  - はじめまして日本の芸能人です!まさかのキャラかぶってましたSP（朝日放送）
- 21日 - 有吉弘行のドッ喜利王（TBS）
- 28日 - 教科書に載せきれないニッポンのナゼ?〜カリスマ先生が教える"衣食住"のフシギ〜（テレビ東京）

#### 11月放送
- 3日 - スポーツ近未来白書〜スポーツ界の未来を考える（テレビ東京）
- 4日 - 時代変われば!〜昔のニッポンは衝撃の習慣だらけ〜（テレビ東京）
- 14日 - 福岡人志、（福岡放送）
- 22日 - 史上最大のさんま早押しトーク（日本テレビ）
- 28日 - ネプ&ローラの爆笑まとめ!2015（TBS）
- 30日 - ヒャッキン!〜世界でお試し100円グッズ〜（テレビ東京）

#### 12月放送
- 5日 - 極上!旅のススメ（テレビ朝日）※パイロット版
- 7日（6日深夜） - 俺のGOAL 岡崎慎司という生き方（テレビ静岡）
- 8日 - 鉄道バラエティ 乗ってけ天国!（テレビ東京）
- 10日 - これ明日スーパーから消えるかも? 健康寿命のばす食材SP（テレビ東京）
- 13日 - 又吉直樹 神の島をゆく〜宗像大社と出光佐三〜（RKB毎日放送）
- 20日 - さよなら北の湖〜栄光の足跡〜（NHK総合）
- 24日
  - 札幌夜散歩（23日深夜、北海道文化放送）[注 57]
  - 独占秘話!女優・川島なお美物語（フジテレビ）

### 2回以上放送のシリーズ番組
※レギュラー化前の特番、打ち切り後の復活特番も扱っています。

#### 1月放送
- 1日
  - 日本で一番早いお笑いバトル!フットンダ王決定戦2015（中京テレビ）
  - 森田さんのニッポン初日の出（TBS）
  - 新春皇室特番〜両陛下愛と絆の道のり〜（テレビ東京）
  - 爆笑ヒットパレード2015（フジテレビ）
  - 志村&所の戦うお正月2015（テレビ朝日・朝日放送）
  - 田舎に泊まろう!2015年元日スペシャル（テレビ東京）
  - さんタク（フジテレビ）
  - ウィーン・フィル・ニューイヤーコンサート2015（NHK Eテレ）
  - ドリーム東西ネタ合戦（TBS）
  - たけし&所ゴルフ道場破り 新春!ガチンコ9番勝負!2015（BSジャパン）
  - 新春!よしもと大爆笑2015（サンテレビ）
- 2日
  - 伊勢神宮舞楽（東海テレビ）
  - 爆笑! 2015こうなる宣言（関西テレビ）
  - 新春!よしもと初笑い4時間スペシャル（朝日放送）
  - お正月だよ!爆笑寄席2015〜吉本上方漫才〜（テレビ東京）
  - 新春!お笑い名人寄席（テレビ東京）
  - 東北縦断どんぶりトラベラー ぜったい食べたい!!噂の極み丼（岩手朝日テレビ・青森朝日放送・東日本放送・秋田朝日放送・山形テレビ・福島放送）
  - ご当地グルメ探偵団5〜豪華絢爛! 怪人ゴリ面相の宴〜（北陸朝日放送・新潟テレビ21・長野朝日放送・静岡朝日テレビ・メ〜テレ）
  - 新春お好み将棋対局（NHK Eテレ）
  - 1億3000万人が出題者!林先生が驚く初耳学!（毎日放送）
  - ドッキリアワード2015（TBS）
  - こいつぁは春から〜初芝居生中継〜（NHK Eテレ）
  - 志村&鶴瓶のあぶない交遊録2015（テレビ朝日）
  - 共感百景〜痛いほど気持ちがわかるあるある〜（テレビ東京）
  - 堂本剛の正月やからね（毎日放送）
- 3日
  - 名古屋西川流初舞（東海テレビ）
  - 新春クラシックスペシャル2015（朝日放送）
  - 真実の料理人2015（毎日放送）
  - 初笑い東西寄席（NHK総合）
  - 雨上がり決死隊のそこまでするか!男前伝説（CBCテレビ）
  - 池上彰のどーなる?ジャーナル（毎日放送）
  - 新春お好み囲碁対局（NHK Eテレ）
  - 新春トップアスリート頂上決戦!SHOW GUTSスポーツ2015（テレビ東京）
  - 大正製薬新春スペシャル 演歌の花道2015（テレビ東京）
  - 第58回NHKニューイヤーオペラコンサート（NHK Eテレ）
  - 財宝伝説は本当だったバミューダ海域に沈む400億円財宝船のお宝ついに大発見!（TBS）
  - KAT-TUNの世界一タメになる旅!（TBS）
  - 新春テレビ放談2015（NHK総合）
- 4日
  - 中居のかけ算（フジテレビ）
  - 扇町寄席新春すぺしゃるぅ（関西テレビ）
  - 春一番!笑売繁盛（毎日放送）
  - ダイワハウススペシャル プロ野球No.1決定戦!バトルスタジアム（読売テレビ）
  - 仲間由紀恵の蒼い地球9〜世界遺産を目指せ!環境の守り人たち〜（テレビ東京）
  - 池上彰の2015年を見に行く〜世界の出来事は日本につながっている〜（テレビ東京）
  - 戦闘中〜忍の卵を守りぬけ〜（フジテレビ）
  - 堂本兄弟2015新春かえってきましたSP（フジテレビ）
- 5日
  - 2015関西財界フォーラム（朝日放送）
  - ウンナン極限ネタバトル! ザ・イロモネア 笑わせたら100万円SP（TBS）
- 6日 - 超問クイズ! 真実か?ウソか?（日本テレビ）
- 7日 - 古代文明ミステリー たけしの新・世界七不思議大百科第2巻（テレビ東京）
- 8日 
  - 超人気有名人のありえない商品 売れる!?売れない!?第8弾（日本テレビ）
  - 予約殺到!スゴ腕の専門外来SP5（毎日放送）
- 9日 
  - ザ・ドキドキどっきり（フジテレビ）
  - 世界への挑戦状!! 行け!ジャパンプライド3（朝日放送）
- 11日
  - さんま・玉緒のお年玉あんたの夢をかなえたろかスペシャル（TBS）
  - エニシバナシ〜芸人縁旅〜（フジテレビ）
  - 神がかりハプニング!プラチナ映像アワード（TBS）
- 12日 
  - 第42回JALホノルルマラソン（TBS）
  - 欽ちゃん&香取慎吾の第92回全日本仮装大賞（日本テレビ）
- 16日 - 1億3千万人が選ぶアニメ・特撮&ドラマ心に残る名シーンベスト20（フジテレビ）
- 18日
  - 美川憲一&はるな愛のぶらり旅（フジテレビ）
  - あっぱれ!ニッポン国民遺産（九州朝日放送）
  - ABCお笑いグランプリ（朝日放送）
- 25日 - これが東北魂だ 海と川と大地の恵み 幻の味を探せ!（東北放送）
- 31日 - ヤンマースペシャル 奇跡の星 地球からの贈りもの（毎日放送）

#### 2月放送
- 5日 - 医療の今昔物語（BS日テレ）
- 8日 - マグロに賭けた男たち2015（テレビ朝日）
- 10日 - R-1ぐらんぷり2015（関西テレビ）
- 11日
  - 第29回民教協スペシャル 英雄の妻 敦子〜激動の日中関係を生きた女の人生〜（メ〜テレ / 民間放送教育協会[注 58]）
  - 第25回JNN共同制作番組 地球の鼓動 火山（宮崎放送 / JNN）
  - 池上彰の長野-金沢 なるほど北陸新幹線2015（長野朝日放送・北陸朝日放送）
  - 東京一人暮らし2015（新潟テレビ21・福島放送・長野朝日放送・北陸朝日放送・静岡朝日テレビ）
- 16日 - 成功の遺伝史〜日本が世界に誇る30人〜（日本テレビ）
- 24日 - タカアンドトシのおねだり牛肉宅配便（中京テレビ）
- 27日 - 第38回日本アカデミー賞授賞式（日本テレビ）

#### 3月放送
- 1日 - 感動地球スペシャル 中川翔子ボルネオ紀行（テレビ静岡）
- 8日 - 伝説飯5（テレビ西日本）
- 8日・15日 - 北野演芸館〜たけしが本気で選んだ芸人大集結SP〜（毎日放送）
- 15日
  - 志村けんの激ウマ列島（テレビ朝日）
  - 世界オモシロCM全部見せます!スペシャル（テレビ朝日）
- 19日 - 生死を分けたその瞬間 体感!奇跡のリアルタイム（読売テレビ）
- 22日
  - ビートたけしのスポーツ大将2015（テレビ朝日）
  - 日本まるごとHOWマッチ（毎日放送）
  - GO!GO!WEST!冒険したってええじゃないか!〜ご当地ビックリ対決 in 北海道〜（関西テレビ）[注 59]
- 25日
  - 国民総参加クイズSHOW! QB47 2015年春の陣（NHK総合）
  - 世界の果ての日本人!〜ここが私の理想郷〜（TBS）
- 26日 - 全国警察追跡24時（日本テレビ）
- 28日 - クイズ!?正解は出さないで（日本テレビ）
- 29日 - 人生一度は体感したい 超絶景!行った気トラベラー（毎日放送）
- 31日
  - さまぁ〜ずのちょっとだけ変えてみよう!（日本テレビ）
  - どっきり!夫婦キズナ大賞（テレビ東京）

#### 4月放送
- 5日 - 坂上忍のホントにすごい雑学2（フジテレビ）
- 7日 
  - 全世界極限サバイバル（TBS）
  - 人気お天気キャスター大集合 異常気象の真実（フジテレビ）
- 8日 - 爆問!最強ドッキリ祭（TBS）
- 17日 - 有吉のバカだけど…ニュースはじめました（テレビ東京）
- 26日 - 明石家さんまの芸能人かえうた王決定戦SP（TBS）
- 29日 - 7男2女11人の大家族石田さんチ!（日本テレビ）※最終章

#### 5月放送
- 2日 - 第44回広告大賞（フジテレビ）
- 3日 - 明石家さんまの転職DE天職4（日本テレビ）
- 8日 - ゼロイチ!（日本テレビ）
- 9日 - 坂上忍の成長マン!!（テレビ朝日）
- 17日 - 世界の子供がSOS!THE★仕事人バンク マチャアキJAPAN（朝日放送）
- 20日 - 壮絶人生ドキュメント プロ野球選手の妻たち（TBS）

#### 6月放送
- 5日 - 池上彰緊急スペシャル（フジテレビ）
- 6日 
  - AKB48選抜総選挙（フジテレビ/BSスカパー!）
  - 驚き! ニッポンの底力 鉄道王国物語2（NHK BSプレミアム）
- 7日
  - 異文化交流バラエティー ウェルカムJAPAN（仙台放送）
  - 三村&有吉特番（テレビ朝日）
- 11日（10日深夜） - いただきハイジャンプ（フジテレビ）※パイロット版
- 17日 - 性格ミエル研究所（フジテレビ）
- 21日 - おしろツアーズ6（東海テレビ）
- 24日 - テレ東音楽祭（テレビ東京）
- 27日 - 音楽の日（TBS）
- 28日 - 旨いもん刑事2（中京テレビ）[注 60]
- 30日
  - ヘンな生き物2015（フジテレビ）
  - クイズ芸能人にまかせなさい（関西テレビ）[注 61]

#### 7月放送
- 1日 - SASUKE2015（TBS）
- 4日 - THE MUSIC DAY 音楽は太陽だ。（日本テレビ）
- 8日 - おぜんだて〜人気芸能人に夢の大舞台をお膳立て!〜（TBS）
- 9日 - 探訪!京都巡礼団（BS日テレ）
- 10日 - うれしたのし大好き2015〜ドリカムへの挑戦状〜（フジテレビ）
- 12日 - タカアンドトシの北海道知床横断 今夜、宿ナシ二人旅（北海道文化放送）
- 15日
  - ふくやスペシャル 2015博多祇園山笠「走れ!山笠」（九州朝日放送）
  - 勇壮!博多祇園山笠!2015（RKB毎日放送）
- 17日 - 今夜復活!歌がうまい王座決定戦スペシャル（フジテレビ）
- 19日 - 感動!レジェンド動物園2（RKB毎日放送）
- 20日 - 知られざる奇跡の海!ブラジル大紀行（中京テレビ）
- 22日 - 世界の超!絶景ハウス4（テレビ東京）
- 25日
  - 独占生放送!第38回隅田川花火大会（テレビ東京）
  - 天神祭生中継2015（テレビ大阪）
- 25日・26日 - FNS27時間テレビ（フジテレビ / フジネットワーク）
- 26日 - 池上彰の戦争を考えるSP（テレビ東京）
- 29日
  - 最恐映像ノンストップ3（テレビ東京）
  - FNSうたの夏まつり（フジテレビ）

#### 8月放送
- 8日 - 第47回思い出のメロディー（NHK総合）
- 15日 - 世界ウルルン滞在記2015夏の特別編 ドイツ平和村再会スペシャル（毎日放送）
- 21日 - 超リアル宝さがしTV! KAIDOKU王（フジテレビ）
- 22日・23日 - 24時間テレビ 「愛は地球を救う」（日本テレビ）
- 23日 - いくぞ!ニッポンこども経済TV2（テレビ東京）
- 25日 - グッときた名場面 ベスト77（日本テレビ）

#### 9月放送
- 2日 - Iwataniスペシャル鳥人間コンテスト2015（読売テレビ）
- 5日 - 祝!世界遺産登録 日本全国あぁ懐かし ご当地レトロ食堂の旅2〜食の産業遺産めぐり（BSジャパン）
- 9日 - 歌ネタ王決定戦2015（毎日放送）
- 11日 - ライオンスペシャル全国高等学校クイズ選手権（日本テレビ）
- 16日 - AKB48じゃんけん大会（BSスカパー!）
- 18日 - アカペラ日本一決定戦ハモネプ全国大会（フジテレビ）
- 19日 - 有吉の夏休み2015密着100時間inハワイFINAL（フジテレビ）
- 21日 - 緊急出動!逃走車を追え 交通警察2015（日本テレビ）
- 22日 - テレ朝SMAPバラエティ部 スマシプ（テレビ朝日）

#### 10月放送
- 6日 - 芸能人が勇気を出して世間のイメージと対決! ズレ↓オチ（関西テレビ）
- 10日 - なるほど!ザ・ワールド2015秋（フジテレビ）
- 11日
  - キングオブコント2015（TBS）
  - 世界法廷ミステリー（フジテレビ）
- 14日
  - リンカーン2015秋の陣〜芸人大運動会SP〜（TBS）
  - いろもん極（日本テレビ）
- 22日 - ドラフト緊急生特番!お母さんありがとう（TBS）
- 31日 - 石ちゃん&美女軍団 グルメごちそうツアー（日本テレビ）

#### 11月放送
- 3日 - 学校へ行こう!2015（TBS）
- 19日 - ベストヒット歌謡祭2015（読売テレビ）
- 24日 - 日テレ系音楽の祭典 ベストアーティスト2015（日本テレビ）
- 27日 - 最強の頭脳 日本一決定戦! 頭脳王2015（日本テレビ）
- 28日 - 所でナンじゃこりゃ!?（テレビ東京）

#### 12月放送
- 3日 - 第48回日本作詩大賞（テレビ東京）
- 6日 - M-1グランプリ2015（朝日放送）
- 7日 - 全日本歌唱力選手権 歌唱王2015（日本テレビ）
- 10日 - 思わず2度見する!想像を絶するテレビ（読売テレビ）
- 11日 - ものまね王座決定戦（フジテレビ）
- 13日 - ヤンヤン歌うスタジオ 復活コンサート（BSジャパン）
- 14日 - 第48回日本有線大賞（TBS）
- 15日 - わが心の大阪メロディー（NHK総合/大阪）
- 19日 - 中居正広の6番勝負（日本テレビ）
- 20日 - THE MANZAI2015（フジテレビ）
- 22日 - さんま&SMAP!美女と野獣のクリスマススペシャル2015（日本テレビ）
- 23日
  - 1万人の第九〜サワコ・又吉のクラシックなんて怖くない♪〜（毎日放送）
  - 最強スポーツ男子頂上決戦（TBS）
- 24日 
  - クリスマスの約束2015（TBS）
  - プロ野球遺産認定会議2015（テレビ東京）
- 25日
  - 明石家サンタの史上最大のクリスマスプレゼントショー2015（24日深夜、フジテレビ）
  - 爆笑問題の検索ちゃん芸人ちゃんネタ祭り2015（テレビ朝日）
- 28日（27日深夜） - 年忘れ!吉本お笑いオーケストラ11（テレビ朝日）
- 29日（28日深夜） - ビートたけし大感謝祭 MOZU&赤めだか…UFOも来るかも!?（TBS）
- 30日
  - 時間がある人しか出れないTV（29日深夜、TBS）
  - オールザッツ漫才2015（29日深夜、毎日放送）
  - 中居正広のプロ野球魂（29日深夜、テレビ朝日）
  - 報道の日2015（TBS）
  - 所さんの楽しいゴルフ（テレビ東京）
  - よしもとランキング2015（関西テレビ）
  - 第57回 輝く!日本レコード大賞（TBS）
  - 洋上の激闘!!巨大マグロ戦争2015（テレビ東京）
  - プロ野球戦力外通告・クビを宣告された男達（TBS）
  - 日本くぎづけ大学（フジテレビ）
  - 八方・今田のよしもと楽屋ニュース2015（朝日放送）
  - クイズ☆正解は一年後（TBS）

#### 1年間で複数回放送された特番
- 1月1日、2日 - 北川景子 垂直タイムトラベル（NHK BSプレミアム）
- 1月1日、4月6日 - おしかけスピリチュアル（テレビ東京）
- 1月1日 - 大食い世界一決定戦（テレビ東京）
  - 3月28日・29日、9月26日・27日 - 元祖!大食い王決定戦（テレビ東京）
  - 6月27日 - 元祖!大食い王決定戦〜大食い新人女王発掘戦〜（テレビ東京）
  - 12月27日 - 元祖!大食い王決定戦 炎の番外編（テレビ東京）
- 芸能人格付けチェック（朝日放送）
  - 1月1日 - 芸能人格付けチェック2015 お正月スペシャル
  - 3月31日 - 芸能人格付けチェック 大物芸能人に常識はあるのか!?スペシャル!
  - 10月13日 - 芸能人格付けチェック 一流芸能人に常識はあるのか!?スペシャル!
- 1月2日（新春5HSP）、2月1日（10）、3月1日（11） - 路線バスで寄り道の旅（テレビ朝日）
- 1月2日 - 世にも不思議なランキングSHOW「なんでランクインしたんですか?」（TBS）
  - 3月8日 - 世にも不思議なランキング なんで?なんで?なんで?（TBS）※パイロット版
- 1月2日、7月5日 -  夢対決!とんねるずのスポーツ王は俺だ!スペシャル（テレビ朝日）
- 1月3日（8）、5月30日（9） - 木梨目線! 憲sunのHAWAII（BSフジ）
- 1月3日（2）、3月26日（3）、6月25日（4）、9月17日（5） - THE 博学（テレビ朝日）
- 1月3日 - 独占密着2200日!市川海老蔵にござりまする〜疾風怒濤の"KABUKI"者〜（日本テレビ）
  - 10月17日 - 「市川海老蔵に、ござりまする」外伝〜役者魂を追った3000日（BS日テレ）
- 1月3日、7月5日 - 芸能人マネーダービー 1位とビリ（テレビ朝日）
- 1月4日、4月5日、6月21日、9月6日 - 石ちゃん&振分親方のご当地グルメとりわけ旅（テレビ朝日）
- 1月4日、12月27日 - もうかるジャーナルミヤネ式（フジテレビ）
- 1月4日、7月12日 - まろまろ一笑懸命（テレビ朝日）
- 1月4日、10月30日 - 芸能界特技王決定戦 TEPPEN（フジテレビ）
- 1月5日（4日深夜）、3月28日 - 〜おバカな大人マジリスペクト!〜人生のパイセンTV（フジテレビ）※パイロット版
- 1月5日、7月18日 - はじめてのおつかい（日本テレビ）
- 1月5日、19日、2月16日、3月16日、7月9日、8月13日、9月24日（3H）、12月20日（2.5H）、12月24日（4H） - トリハダ（秘）スクープ映像100科ジテンSP（テレビ朝日）
- 1月5日、2月16日、6月19日、7月3日 - 家、ついて行ってイイですか?（テレビ東京）
- 1月6日（5日深夜）、12日（11日深夜）、5月25日（24日深夜）、9月14日（13日深夜） - リア10〜最新トレンド乱キング〜（TBS）
- 1月6日 - 好きか嫌いか言う時間（TBS）
  - 10月1日 - ケンカ上等!大激論!好きか嫌いか言う時間 日本イライラ解消SP（TBS）
- 1月7日、3月25日、7月13日、10月8日 - 列島警察捜査網 THE追跡（テレビ朝日）
- 1月9日、3月7日、5月9日、7月11日、9月12日、11月7日 - 語る!大相撲名勝負列伝（BSジャパン）
- 1月10日、3月14日、7月11日 - 人志松本のすべらない話（フジテレビ）[注 62]
- 1月11日、4月5日、6月28日、8月23日 - 激録・警察密着24時!!（テレビ東京）[注 63]
  - 2月1日、5月24日 - 緊急車両24時（テレビ東京）[注 63]
- 1月12日、4月4日、10月12日 - 完成!ドリームハウス（テレビ東京）
- 1月13日、4月1日、10月20日 - 志村けんのバカ殿様（フジテレビ）
- 1月14日、3月19日、8月7日、9月21日、12月18日 - のんびりゆったり 路線バスの旅SP（NHK総合）
- 1月16日、18日、2月8日、4月12日、5月10日、6月14日、7月12日、8月16日、9月20日、10月18日、11月8日 - 皇室の窓スペシャル（BSジャパン）
- 1月17日・24日 - ぐるっと地中海4000キロ（NHK BSプレミアム）
- 1月17日、2月22日、5月23日、7月5日、10月18日 - 心の都へスペシャル（日本テレビ）
- 1月17日、5月2日 - 修造学園（テレビ朝日）
- 1月18日、5月24日、6月21日、9月27日 -  世界がザワついた（秘）映像 ビートたけしの知らないニュース（テレビ朝日）
- 1月18日 - 今昔!古地図東京巡り 上野編（BS-TBS）
  - 6月7日 - 今昔!古地図東京巡り 外堀・牛込・神楽坂編（BS-TBS）
- 1月21日、2月18日、5月13日、6月24日、9月2日、11月18日 - ナイナイのお見合い大作戦!（TBS）
- 1月21日、4月2日 - 調べてみたらイイとこだった!住むならどっち県!?（テレビ東京）
- 1月25日、7月19日 - 1位じゃなくっていいじゃない（テレビ東京）
- 1月27日、6月16日、11月1日 - 映っちゃった映像グランプリ（フジテレビ）
  - 8月21日 - やっちまった映像GP（フジテレビ）
- 1月28日、10月21日 - ニッポンお騒がせ人物伝（テレビ東京）
- 2月7日、14日 - ロマノフ秘宝伝説 栄華を支えた女たち（NHK BSプレミアム）
- 2月7日（2）、8月8日（3） - ミエと良子のおしゃべり泥棒 RETURNS（BSジャパン）
- 2月8日 - 大和田兄弟 ぐるり鉄道旅! マレーシア知られざる絶景と世界遺産（BS朝日）
  - 5月10日 - 大和田兄弟 ぐるり鉄道旅! 魅惑の台湾…美味と感動、絶景百景（BS朝日）
  - 11月8日 - 大和田兄弟 ぐるり鉄道旅! 香港〜マカオ絶景百景! 世界遺産30制覇の珍道中（BS朝日）
- 2月11日、3月20日、4月29日、7月20日、8月15日（14日深夜）、9月21日、10月12日、11月23日、12月26日 - 解説スタジアム（NHK総合）
- 2月11日、25日、4月1日、5月4日、11月23日 - テレビ未来遺産（TBS）
- 2月11日、5月6日、9月21日 - 歌いーな!（テレビ東京）
- 2月11日 - ローカル単線でめぐる旬旅〜北海道・釧網本線（BSフジ）
  - 4月12日 - ローカル単線でめぐる旬旅〜御殿場線・大井川鉄道（BSフジ）
  - 5月2日 - ローカル単線でめぐる旬旅〜わたらせ渓谷鐵道（BSフジ）
  - 8月16日 - ローカル単線でめぐる旬旅〜九州横断編（BSフジ）
  - 10月11日 - ローカル単線でめぐる旬旅〜北海道・石北本線（BSフジ）
  - 11月15日 - ローカル単線でめぐる旬旅〜信州・大糸線（BSフジ）
- 2月14日、11月7日、11日 - ダイエットヴィレッチ（日本テレビ）
- 2月14日、6月8日 - 大人も知らない大人の事情（テレビ東京）
- 2月15日（14日深夜）、8月2日（1日深夜）、12月29日 - おやすみ日本 眠いいね!（NHK総合）
- 3月1日（2月28日深夜）、3月8日（7日深夜）、6月6日 - 決め方TV（テレビ朝日）※パイロット版
- 3月3日（2日深夜）、6月2日（1日深夜）、9月8日（7日深夜）、12月29日（28日深夜） - 芸人報道1時間スペシャル（日本テレビ）
- 3月3日、7月5日 - 世界の何だコレ!?ミステリーSP（フジテレビ）※パイロット版
- 3月3日、12月28日 - 好きになった人SP（日本テレビ）
- 3月8日、6月14日、10月4日、11月22日 - ゴン中山&ザキヤマのキリトルTV（テレビ朝日）
- 3月8日 - 旅するハイビジョン 全国百線鉄道の旅 2時間スペシャル 京都気ままに途中下車（BSフジ）
  - 4月4日 - 旅するハイビジョン 全国百線鉄道の旅 甦れ!東北の鉄路2015（BSフジ）
  - 7月19日 - 旅するハイビジョン 全国百線鉄道の旅 2時間スペシャル 世界遺産エクスプレス（BSフジ）
  - 10月4日 - 旅するハイビジョン 全国百線鉄道の旅 2時間スペシャル 九州縦断世界遺産の旅（BSフジ）
- 3月9日、8月15日 - 戦後70年 千の証言スペシャル 私の街も戦場だった（TBS）
- 3月10日、10月7日 - ハンゲキ（フジテレビ）
- 3月11日、9月30日 - のどじまん ザ!ワールド（日本テレビ）
- 3月11日、7月3日 - ナゾ解き!マイネーム 新説★おなまエンターテイメント（TBS）
- 3月13日・14日、7月31日・8月1日 - 朝まで生鉄（鉄道チャンネル）
- 3月14日、10月2日 - 雑'sジャパン（日本テレビ）
- 3月15日、7月19日 - Run for money 逃走中（フジテレビ）
- 3月16日（第23回）、7月6日（第24回） - 草彅剛のがんばった大賞（フジテレビ）
- 3月18日、7月29日、10月4日 - 世界の衝撃ストーリー（テレビ東京）
- 3月19日、8月20日、12月16日 - 耳が痛いテレビ（日本テレビ）
- 3月20日、10月9日 - 沸騰ワード10（日本テレビ）※パイロット版
- 3月21日（20日深夜）、7月18日（17日深夜）、10月24日（23日深夜）、12月28日 - 千原ジュニアのヘベレケ（東海テレビ）
- 3月21日、7月19日、9月19日、12月26日 - エンタの神様 大爆笑の最強ネタ!大連発スペシャル（日本テレビ）
- 3月21日、5月2日、6月7日、7月31日、8月16日 - ジャンクSPORTS（フジテレビ）
- 3月21日、7月11日、10月10日、12月26日 - たけしの“これがホントのニッポン芸能史”（NHK BSプレミアム）
- 3月22日（21日深夜）、8月12日 - 14日（13日深夜）、12月19日 - 21日（20日深夜） - つっこむクイズ ワンダース（NHK総合）
- 3月23日 - 26日、28日 - ものづくり日本の奇跡（TBS）
- 3月24日、9月29日 - クイズドレミファドン!（フジテレビ）
- 3月25日、4月17日、9月29日、10月16日 - かわいい赤ちゃん大集合!どうぶつBANG!!（テレビ東京）
- 3月26日、10月10日（9日深夜） - コサキン・天海の超発掘!ものまねバラエティー マネもの（フジテレビ）
- 3月27日、6月17日、8月22日、9月25日 - 仰天パニックシアター（テレビ東京）
- 3月27日、6月12日、9月19日 - 見逃せない瞬間（フジテレビ）
- 3月27日、9月18日 - 明石家さんまのコンプレッくすっ杯（朝日放送）
- 3月28日、4月22日 - 東北ローカル鉄道をゆく（NHK BSプレミアム）
- 3月28日・29日 - 心の絆!旅立ちスペシャル（BS日テレ）
  - 9月19日・20日 - 心の絆!三世代家族スペシャル2015（BS日テレ）
- 3月29日 - あなたが主役 50ボイス 連続テレビ小説“まれ”ボイス（NHK総合）
  - 6月27日 - あなたが主役 50ボイス 仙石線 復興ボイス（NHK総合）
  - 9月6日 - あなたが主役 50ボイス 三陸・海の幸復興ボイス（NHK総合）
- 3月29日、8月23日 - 世紀の瞬間&未解決事件スペシャル（テレビ朝日）
- 3月30日、9月28日 - あなたが聴きたい歌の4時間スペシャル（TBS）
- 3月31日 - 超ド級!ありえない!世界の映像列伝第14弾（フジテレビ）
  - 10月6日 - 超ド級!世界のありえない映像烈伝15（フジテレビ）
- オールスター感謝祭'15（TBS）
  - 4月4日 - TBSテレビ60周年特別企画 オールスター大感謝祭'15春 60年分の貴重映像をクイズ出題!豪華女優&俳優も全速力SP
  - 10月3日 - オールスター感謝祭'15秋 チーム対抗サバイバル!クイズ王座決定戦!!
- 4月6日、10月5日 - 芸能人ですよ旅（日本テレビ）
- 4月6日 - HEY!HEY!HEY! MUSIC CHAMP2015春の大ぶっちゃけトークSP（フジテレビ）
  - 9月25日 - HEY!HEY!NEO!（フジテレビ）
- 4月7日、8月3日、12月28日 - 有吉の壁（日本テレビ）
- 4月8日、8月21日 - 謎解きバトルTORE!（日本テレビ）
- 4月10日、10月11日 - バイキング家族（テレビ東京）
- 4月10日 - 僕らの音楽〜羽ばたく君へ〜（フジテレビ）
  - 10月9日 - 僕らの音楽2015秋のスペシャル"ぼくらのビートルズ"（フジテレビ）
- 4月11日、5月9日、6月20日、11月21日、12月19日 - 井浦新 アジアハイウェイを行く（NHK BSプレミアム）
- 4月12日（のと鉄道）、8月23日（山形鉄道）、12月5日（留萌本線） - 六角精児の呑（の）み鉄本線・日本旅（NHK BSプレミアム）
- 4月12日、6月28日、9月27日 - ヨロシクご検討ください（日本テレビ）
- 4月12日、9月9日 - 池上彰のJAPANプロジェクト（テレビ東京）
- 4月13日（12日深夜）、9月29日（28日深夜） - とんぱちオードリー（フジテレビ）
- 4月13日（12日深夜）、8月3日（2日深夜）、11月9日（8日深夜） - World Baseballエンタテイメント たまッチ!（フジテレビ）
  - 12月5日 - 中居正広のプロ野球珍プレー・好プレー大賞2015（フジテレビ）
  - 12月31日 - たまッチ!2時間SP これが中居くんの野球愛（フジテレビ）
- 4月18日、10月10日 - 豊さんと憲武ちゃん!旅する相棒（テレビ朝日）
- 4月19日、9月22日 - 世界でバカウケJAPAN（関西テレビ）
- 4月25日、9月23日 - 1周回って知らない話（日本テレビ）
- 4月26日、12月29日（28日深夜） - 速報!有吉のお笑い大統領選挙（テレビ朝日）
- 4月29日、7月21日、9月30日、11月25日 - 志村けんのだいじょうぶだぁ（フジテレビ）
- 4月29日、9月16日、11月11日 - アイ・アム・冒険少年（TBS）
- 5月3日、7月4日 - 地球アゴラSP（NHK BS1）
- 5月3日、10月4日、11月15日 - 世界ベスト・オブ・映像ショー（フジテレビ）
- 5月5日、11月3日 - 歌謡チャリティーコンサート（NHK総合）
- 5月8日、10月23日 - 爆笑そっくりものまね紅白歌合戦スペシャル（フジテレビ）
- 5月10日、9月20日 - 平成教育委員会（フジテレビ）
- 5月13日、10月7日、12月31日 - くりぃむVS林修!クイズサバイバー（テレビ朝日）
- 5月16日、11月7日（最終予選） - IPPONスカウト（フジテレビ）
  - 5月23日、11月14日 - IPPON グランプリ（フジテレビ）
- 5月19日、9月22日、12月15日 - ものまねグランプリ（日本テレビ）
- 5月27日、7月26日、9月30日、12月27日 - 世界衝撃映像100連発（TBS）
- 5月30日、7月12日、9月26日 - ENGEIグランドスラム（フジテレビ）
- 5月31日、7月5日、9月27日、11月8日 - 日曜夕方の池上ワールド（テレビ東京）
- 6月7日、12月13日 - ウチのガヤがすみません（日本テレビ）
- 6月13日、20日 - 天海祐希 魔法と妃（きさき）と女たち（NHK BSプレミアム）
- 6月17日、10月2日 - 最強文化系コロシアム 天下一文道会（TBS）
- 6月20日、12月2日 - 棚からボタ餅TV（TBS）
- 6月22日、10月18日 - 中居正広のこうして私はやっちゃいました! 神センス☆塩センス!（フジテレビ）
- 6月23日、12月29日 - ぶっこみジャパニーズ（TBS）
- 6月25日、12月24日 - 懐かしの昭和メロディ（テレビ東京）
- 6月26日、9月23日 - やりすぎ都市伝説（テレビ東京）
- 7月3日、8月9日 - ビートたけしのいかがなもの会（テレビ朝日）
- 7月4日（3日深夜）、10月3日（2日深夜） - NEWSな2人（TBS）
- 7月4日、25日、8月22日 - 池上彰の世界を変えた本（BSジャパン）
- 7月10日、10月2日 - MY BEST SHOW（テレビ東京）
- 7月12日、9月21日 - ニッポン心の原風景 空から見た絶景遺産（BS朝日）
- 7月18日、25日 - 鈴木亮平"世界ミステリー遺産"に挑む!『アドリア海縦断・7日間の大冒険』（NHK BSプレミアム）
- 7月20日、11月9日 - くりぃむしちゅーのTHE★レジェンド2015（日本テレビ）
- 7月27日、12月27日 - うわっ!ダマされた大賞（日本テレビ）
- 7月28日（27日深夜）、12月25日 - イケてる男と聞きたい女（フジテレビ）
- 8月1日、10月1日 - 昭和・平成を彩る名曲全部みせます!〜貴重映像リクエストSP〜（テレビ東京）
- 8月1日、9月12日、10月10日、11月14日、12月26日 - グレート トラバース2〜日本二百名山一筆書き走破〜（NHK BSプレミアム）
- 8月13日・14日、12月24日・25日 - フルタ家の不思議なテレビ（NHK総合）
- 8月17日、12月25日 - となりのシムラ（NHK総合）
- 8月19日、12月22日
  - こんにちは!動物の赤ちゃん2015（NHK総合）
  - 指原（さし）ペディア（NHK総合）
- 8月27日、12月26日 - 所さんの世界のビックリ村!〜こんなトコロになぜ?〜（テレビ東京）
- 8月29日 - 関口知宏のヨーロッパ鉄道の旅 オランダ（NHK BSプレミアム）
  - 9月5日 - 関口知宏のヨーロッパ鉄道の旅 ベルギー（NHK BSプレミアム）
- 9月1日 - 3日 - 鶴瓶のスジナシ!（TBS）
- 9月19日、26日 - 鶴田真由のキューバふしぎ体感紀行（NHK BSプレミアム）
- 9月20日 - 林修の「世界をひらく僕らの一歩」（テレビ東京）
- 9月25日、12月18日 - 関ジャニ∞のTheモーツァルト 音楽王No.1決定戦（テレビ朝日）
- 10月4日、11日 - ウタフクヤマ（フジテレビ）
- 12月2日 - 2015 FNS歌謡祭（フジテレビ）
  - 12月16日 - 2015 FNS歌謡祭 THE LIVE（フジテレビ）
- 12月3日、10日、17日 - 美と若さの新常識〜カラダのヒミツ〜（NHK BSプレミアム）

### レギュラー番組のスペシャル版

#### NHK総合・NHK Eテレ
- 1月1日
  - いないいないばあっ! 全員集合のお正月SP（NHK Eテレ）
  - 新春バラエティー生活笑百科 ま〜るくおさめて30年（NHK総合/NHK大阪）
  - 妄想ニホン料理SP（NHK総合）
  - タイムスクープハンターSP（NHK総合）
- 1月1日 - みいつけた!正月SP（NHK Eテレ）
  - 11月23日 - みいつけた!ステージでショー（NHK Eテレ）
- 1月1日 - おかあさんといっしょ お正月スペシャル（NHK Eテレ）
  - 5月17日 - おかあさんといっしょファミリーコンサート じゃがいも星人にあいたいな（NHK Eテレ）
  - 9月23日 - おかあさんといっしょスペシャルステージ2015 みんないっしょに!歌って遊んで 夢の大ぼうけん!（NHK Eテレ）
  - 11月15日 - おかあさんといっしょファミリーコンサート わくわく!ゆめのおしごとらんど（NHK Eテレ）
- 1月1日 - グレーテルのかまどスピンオフ ウィーンの甘い秘密〜カフェめぐりの旅〜（NHK Eテレ）
  - 8月21日 - グレーテルのかまどスペシャル（NHK Eテレ）
- 1月1日、5日 - 鶴瓶の家族に乾杯〜新春スペシャル〜（NHK総合）
  - 8月17日 - 鶴瓶の家族に乾杯〜松下奈緒のフィンランドぶっつけ本番旅SP（NHK総合）
- 1月1日 - ケータイ大喜利お正月SP（NHK総合）
  - 7月18日 - ケータイ大喜利10周年記念SP（NHK総合）
  - 11月24日（23日深夜） - ケータイ大喜利SP（NHK総合）
- 1月2日
  - にほんごであそぼ元気コンサートin宮城（NHK Eテレ）
  - 100分de日本人論（NHK Eテレ）
- 1月2日、4月29日 - 探検バクモンSP（NHK総合）
- 1月3日 - 2355・0655 今年もよろシープお願いしますスペシャル（NHK Eテレ）
  - 8月6日 - 2355・0655 夏のこれなんだ?スペシャル（NHK Eテレ）
  - 12月31日 - 2355・0655 年越しをご一緒にスペシャル（NHK Eテレ）
- 1月3日 - 70周年です!のど自慢 全部見せます歌いますSP（NHK総合）
  - 2月28日 - NHKのど自慢チャンピオン大会2015（NHK総合）
  - 8月30日 - NHKのど自慢拡大版「神奈川県・秦野市」（NHK総合）
  - 9月26日 - SMAPプレゼンツ のど自慢in山田町（NHK総合）
  - 12月6日 - NHKのど自慢 番組70年記念拡大版!「千葉県柏市」（NHK総合）
- 1月6日 - ブラタモリ「京都」SP（NHK総合）※3月27日に完全版として放送された。
  - 7月20日 - ブラタモリ「東京駅」SP（NHK総合）
  - 8月12日 - ブラタモリ「鎌倉の観光」拡大版SP（NHK総合）※完全版
- 1月10日 - ダーウィンが来た!SP（NHK総合）
- 3月21日 - いじめをノックアウトスペシャル第5弾!!（NHK Eテレ）
  - 10月10日 - いじめをノックアウトスペシャル第6弾（NHK Eテレ）
- 3月22日 - 日曜討論スペシャル（NHK総合）
- 3月23日 - Rの法則爆笑SP!（NHK Eテレ）
  - 11月23日 - Rの法則 韓国JK大調査（NHK Eテレ）
- 3月27日、12月26日 - キッチンが走る!SP（NHK総合/関東甲信越圏）
- 3月28日 - 今夜も生でさだまさしスペシャル 日本一周達成大感謝祭（NHK総合）
- 5月1日 - 総合診療医ドクターGスペシャル（NHK総合）
- 5月6日 - 土曜スタジオパークスペシャル IN石川（NHK総合）
  - 12月31日 - スタジオパーク大みそかスペシャル（NHK総合）
- 6月14日 - SONGSスペシャル「Superfly」（NHK総合）
  - 6月15日 - SONGSスペシャル「Mr.Children」（NHK総合）
  - 9月25日 - SONGSスペシャル「矢沢永吉」（NHK総合）
  - 10月30日 - SONGSスペシャル「松本隆」（NHK総合）
  - 12月19日 - SONGSスペシャル「松任谷由実」（NHK総合）
  - 12月22日 - SONGSスペシャル「井上陽水」（NHK総合）
  - 12月27日 - SONGSスペシャル「レベッカ」（NHK総合）
- 8月17日 - 投稿DO画 夏のスペシャル 動画でDO!（NHK総合）
  - 12月23日 - 投稿DO画 年末スペシャル!ベストヒット2015（NHK総合）
- 10月11日 - MUSIC JAPAN SPECIAL（NHK総合）
  - 10月12日（11日深夜） - MJ Presents Perfume 10th Anniversary（NHK総合）
- 10月26日、11月2日 - プロフェッショナル 仕事の流儀 10周年SP（NHK総合）
- 10月30日 - 小さな旅・東京特集（NHK総合）
- 11月23日 - 朝からサラメシ勤労感謝の日SP（NHK総合）
- 12月23日 - ためしてガッテン みなさんの願い かなえたいSP（NHK総合）
- 12月26日 - きょうの料理スペシャル 私の忘れられない味（NHK Eテレ）
- 12月27日 - NHKとっておきサンデー増刊号〜2015年末スペシャル〜（NHK総合）
- 12月28日 - スタジオパークからこんにちは 年末年始番組大集合!（NHK総合）
- 12月29日（28日深夜） - 朝までドキュメント72時間（NHK総合）

#### 日本テレビ・NNN・NNS系列
- 1月1日 
  - 新春ZIP!4時間生バトル〜豪華お年玉をゲットせよ!〜（日本テレビ）
  - 笑点 お正月だよ!大喜利祭り!（日本テレビ）
- 1月1日 - 新春しゃべくり007景気よし縁起よし見たメェ〜よしの福男福女集まれ6時間半SP（日本テレビ）
  - 3月16日、7月6日、9月14日、10月5日（2H）、12月21日（1.5H） - しゃべくり007 SP（日本テレビ）
- 1月3日 - ダウンタウンのガキの使いやあらへんで!! 絶対に笑ってはいけない大脱獄24時!未公開シーン一挙大公開SP（日本テレビ）
  - 12月31日 - ダウンタウンのガキの使いやあらへんで!! 絶対に笑ってはいけない名探偵24時!（日本テレビ）
- 1月4日
  - シューイチ2015新春スペシャル（日本テレビ）
  - 新春ビックラコイタ箱3世代ひつじ年男様…テレビ局宛に（秘）荷物送っておきましたSP（中京テレビ）
- 1月4日（2H）、4月19日、9月27日（3H） - 行列のできる法律相談所 さんまVS世間を騒がす!怒れる美女軍団SP（日本テレビ）
- 1月4日 - 世界の果てまでイッテQ!新春2時間スペシャル（日本テレビ）
  - 3月29日 - 世界の果てまでイッテQ!春のシャッフルSP（日本テレビ）
  - 7月26日 - 世界の果てまでイッテQ!登山部マッキンリーSP（日本テレビ）
  - 10月25日 - 世界の果てまでイッテQ! 秋の2時間拡大スペシャルイモトがヒグマと2S写真!?（日本テレビ）
- 1月6日、2月17日、3月24日、4月21日、5月12日、6月9日、7月21日、8月11日、9月29日、10月20日、12月8日 - 解決!ナイナイアンサーSP（日本テレビ）
- 1月8日 - ダウンタウンDXDXワケありスター集結!叶姉妹の秘密&泥酔の安藤美姫（読売テレビ）
  - 3月26日 - ダウンタウンDX 沖縄SP!8.6秒&哀川&寺島進&壇蜜ほか集結（読売テレビ）
  - 4月9日 - ダウンタウンDXDX叶姉妹14億私服&命がけ岩城滉一&ニセ本田登場!（読売テレビ）
  - 7月16日、10月1日、15日、11月19日 - ダウンタウンDXDXSP（読売テレビ）
- 1月9日 - ネプ&イモトの世界番付真冬の2時間SP（日本テレビ）
  - 4月3日 - ネプ&イモトの世界番付世界中から大クレーム日本人のココがダメ&UFO信じますかSP（日本テレビ）
  - 6月19日、7月24日、9月11日、25日、10月16日、23日、11月20日、12月25日 - ネプ&イモトの世界番付SP（日本テレビ）
- 1月13日 - 幸せ!ボンビーガール新リポーター2人登場!ボンビーゲストも2人登場!2時間SP（日本テレビ）
  - 2月24日、3月17日、4月7日、5月26日、6月30日、7月28日、8月18日、9月15日、10月13日、12月1日 - 幸せ!ボンビーガールSP（日本テレビ）
- 1月14日 - 1億人の大質問!?笑ってコラえて!新春2時間スペシャル!!（日本テレビ）
  - 2月25日 - 1億人の大質問!?笑ってコラえて!2時間スペシャル!!（日本テレビ）
  - 3月18日 - 1億人の大質問!?笑ってコラえて!頑張る美女祭り3時間スペシャル（日本テレビ）
  - 4月15日 - 1億人の大質問!?笑ってコラえて!春真っ盛り!内容はテンコ盛り!ネバってネバって春の2時間スペシャル!!（日本テレビ）
  - 5月6日 - 1億人の大質問!?笑ってコラえて!水祭り2時間スペシャル（日本テレビ）
  - 7月8日 - 1億人の大質問!?笑ってコラえて!2時間スペシャル!!（日本テレビ）
  - 7月29日 - 1億人の大質問!?笑ってコラえて!20年目突入記念3時間スペシャル（日本テレビ）
  - 9月9日 - 1億人の大質問!?笑ってコラえて!2時間スペシャル!!（日本テレビ）
  - 10月7日 - 1億人の大質問!?笑ってコラえて!3時間 こけし祭り!涙涙涙の重大発表スペシャル!!（日本テレビ）
  - 11月18日 - 1億人の大質問!?笑ってコラえて!2時間SP（日本テレビ）
- 1月15日、4月9日、5月14日、8月6日、9月17日、10月1日、11月12日 - あのニュースで得する人損する人SP（日本テレビ）
- 1月15日 - 秘密のケンミンSHOW大激突SP!金沢おでん&富士山熱愛バトルで衝撃事実（読売テレビ）
  - 4月2日 - 秘密のケンミンSHOW 桜も秘密も咲き乱れ!春の大カミングアウト祭り!!（読売テレビ）
  - 7月9日 - 秘密のケンミンSHOWSP 北海道×沖縄最強海鮮バトル&全国おつまみ祭り(他)（読売テレビ）
- 1月19日、3月16日、30日、4月27日、6月8日、7月13日、8月17日、9月14日、10月19日、11月9日、12月21日 - 有吉ゼミ2時間SP（日本テレビ）
  - 4月13日 - 有吉ゼミ春満開3時間SP 坂上の家設計図をついに公開&春の超お得生活祭り（日本テレビ）
- 1月25日 - おしゃれイズム家族SP（日本テレビ）
  - 3月15日 - おしゃれイズム パリSP（日本テレビ）
  - 6月28日 - おしゃれイズム ハワイSP 長谷川潤&みんなでハワイ旅1時間SP!（日本テレビ）
  - 9月20日 - おしゃれイズム 秋の60分スペシャル 舘ひろし&セカオワ レジェンドSP!（日本テレビ）
- 1月26日 - 世界まる見え!テレビ特捜部手に汗握る、スクープだらけの大潜入!2時間SP（日本テレビ）
  - 3月9日 - 世界まる見え!テレビ特捜部 ミステリー2時間SP（日本テレビ）
  - 3月23日 - 世界まる見え!テレビ特捜部 旅立ち2時間SP（日本テレビ）
  - 4月20日 - 世界まる見え!テレビ特捜部 危機一髪2時間SP（日本テレビ）
  - 5月4日 - 世界まる見え!テレビ特捜部 ウソかマコトか2時間SP（日本テレビ）
  - 6月15日 - 世界まる見え!テレビ特捜部 大迷惑2時間SP ヒロミ大興奮!ドローン最新技術&万引きGメン（日本テレビ）
  - 7月20日 - 世界まる見え!テレビ特捜部 大失敗2時間SP 滝沢秀明も松岡茉優も興奮!ディズニーの豪華客船（日本テレビ）
  - 8月24日、11月23日 - 世界まる見え!テレビ特捜部 ミステリークイズSP（日本テレビ）
  - 9月28日 - 世界まる見え!テレビ特捜部 秋の夜長の危機一髪2時間SP（日本テレビ）
  - 10月12日 - 世界まる見え!テレビ特捜部 ウソかマコトかSP 松井玲奈もビックリ!怪しい映像が大集合!（日本テレビ）
  - 12月14日 - 世界まる見え!テレビ特捜部 2時間SP クリスマスに珍事件です!土屋太鳳&山崎賢人も大絶叫!（日本テレビ）
- 1月27日 - 火曜サプライズ冬の2時間SP（日本テレビ）
  - 3月17日 - 火曜サプライズ もうすぐ春グルメ2時間SP（日本テレビ）
  - 4月7日 - 火曜サプライズ 春の2時間SP（日本テレビ）
  - 5月5日、12月22日 - 火曜サプライズ2時間SP（日本テレビ）
  - 6月16日 - 火曜サプライズ 超豪華芸能人大集合3HSP! アポなしグルメ旅&豪邸訪問も大連発（日本テレビ）
  - 9月29日、10月13日 - 火曜サプライズ特大版（日本テレビ）
- 2月14日 - 天才!志村どうぶつ園特別編 奇跡のどうぶつ物語（日本テレビ）
  - 4月4日 - 天才!志村どうぶつ園SP マツコデラックスVS志村園長!きゃりー日本犬の里へ…!（日本テレビ）
  - 5月9日 - 天才!志村どうぶつ園 志村&鶴瓶ちび散歩!2時間SP（日本テレビ）
  - 6月27日 - 天才!志村どうぶつ園2時間SP DAIGOいずも最終回&ハイジワールドツアー（日本テレビ）
  - 8月1日 - 天才!志村どうぶつ園 動物と話ができる女性ハイジ夏の2時間SP（日本テレビ）
  - 10月3日（3H）、12月12日（2H） - 天才!志村どうぶつ園SP（日本テレビ）
- 2月28日 - 親の知らない子供の本音 家族の絆を深めます!SP（日本テレビ）
- 3月21日、4月11日、5月9日、6月27日、7月18日、8月29日、9月19日、10月10日 - ツイセキGoing!（日本テレビ）
  - 9月6日、11月14日 - Going!特別版（日本テレビ）
- 3月22日 - ぶらり途中下車の旅特別編 千代田線&ルーヴル美術館展の旅（日本テレビ）
  - 12月19日 - ぶらり途中下車の旅 年の瀬京都2時間SP（日本テレビ）
- 3月23日 - 人生が変わる1分間の深イイ話 噂の売れっ子は本当に幸せなのか密着SP（日本テレビ）
  - 4月20日 - 人生が変わる1分間の深イイ話 花形修行は幸せかSP（日本テレビ）
  - 7月13日、9月21日、12月14日 - 人生が変わる1分間の深イイ話SP（日本テレビ）
- 3月30日、6月27日 - 月曜から夜ふかしSP（日本テレビ）
- 4月4日、9月26日、12月26日 - 有吉反省会2時間SP（日本テレビ）
- 4月4日 - スッキリ!!特別版 アニーをピンナップ!〜父と娘のオーディション密着SP（日本テレビ）
  - 6月20日 - ディズニー・オン・アイス日本公演30周年アナ雪の世界スッキリ!!体験SP（日本テレビ）
  - 10月10日 - スッキリ!! モネ展SP（日本テレビ）
  - 12月28日 - スッキリ!!年末総決算1時間30分拡大SP（日本テレビ）
- 4月8日、9月30日 - ナカイの窓SP（日本テレビ）
- 4月14日 - 踊る!踊る!踊る!さんま御殿!!強烈やさぐれ女の逆襲 あったかいんだから祭（日本テレビ）
  - 7月7日 - 踊る!さんま御殿!!3時間SP 女子アナ軍団の逆襲!最強2世&ピョン吉祭（日本テレビ）
  - 9月15日 - 踊る!さんま御殿!! 2時間SP 話題の人気女優大集合&見る目のない女涙祭（日本テレビ）
  - 10月6日 - 踊る!さんま御殿!! 3時間SP 最強2世&おブス軍団 天海祐希も初参戦SP（日本テレビ）
- 5月18日 - かんさい情報ネット特番 速報!大阪の決断“都構想”住民投票の行方（読売テレビ）
  - 6月14日 - かんさい情報ネットten.特別編 お宝発見!街かど★トレジャー 大阪環状線SP（読売テレビ）
  - 10月18日 - お宝発見!街かど★トレジャー〜ちっちゃいおっさん3人旅ダーツの旅 京都市東山区編〜（読売テレビ）
  - 11月22日 - ten.特番 最新情報!大阪ダブル選挙（読売テレビ）
- 7月4日 - NEWS ZERO特別版（日本テレビ）
  - 7月11日 - NEWS ZEROスピンオフ（日本テレビ）
- 7月5日、10月3日 - ドラマだPON!（日本テレビ）
- 7月15日 - ヨルナンデス!（日本テレビ）
- 8月26日、12月23日 - トリックハンター2時間SP（日本テレビ）
- 9月11日 - どさんこナイト秋祭り今夜は“スパイシー”（札幌テレビ）[228]
  - 10月2日 - 今夜はドキドキどさんこ25年目感謝祭（札幌テレビ）
- 10月8日 - にけつッ!!緊急SP（読売テレビ）
- 10月30日（レギュラー初回）、12月4日、18日 - 沸騰ワード10SP（日本テレビ）
- 12月26日 - メレンゲの気持ち2015年末スペシャル（日本テレビ）
- 12月27日 - 真相報道 バンキシャ!ニッポン人は頑張ったスペシャル（日本テレビ）[注 64]

#### テレビ朝日・ANN系列
- 1月3日 - マツコ&有吉の怒り新党お正月スペシャル（テレビ朝日）
- 1月4日 - Qさま!!特別編（テレビ朝日）
  - 2月2日、3月2日、23日、6月22日、8月24日、9月28日、11月23日（3H）、5月4日、18日、6月8日（2H）、12月28日（4.5H） - Qさま!!SP（テレビ朝日）
- 1月5日 - 新春ワールドプロレスリング1・4東京ドーム（テレビ朝日）
- 1月6日、2月17日、3月24日、4月21日、5月19日、7月7日、8月11日、9月15日、11月17日、12月15日（3H）、6月2日、7月28日、9月1日、10月20日、12月1日（2H） - みんなの家庭の医学SP（朝日放送）
- 1月10日、24日、2月14日、28日、3月14日、28日、4月4日、25日、5月9日、23日、6月13日、27日、7月11日、8月8日、15日、9月12日、26日、10月3日、17日、11月21日、12月5日、26日 - 世界が驚いたニッポン! スゴ〜イデスネ!!視察団2時間SP（テレビ朝日）
- 1月11日 - 新婚さんいらっしゃい! 祝45周年 1時間拡大スペシャル（朝日放送）
  - 7月26日 - 新婚さんいらっしゃい! 国際結婚SP（朝日放送）
  - 8月23日 - 新婚さんいらっしゃい! 大相撲&涙…の結婚式SP（朝日放送）
  - 12月20日 - 新婚さんいらっしゃい! 芸能人&国際結婚&ビンボー夫婦SP（朝日放送）
- 1月11日、2月1日、15日、22日､3月8日、15日、4月12日、5月3日、6月7日、28日、7月26日、8月2日、9月13日、20日、10月11日、11月15日、22日 - 大改造!!劇的ビフォーアフターSEASONⅡ2時間SP（朝日放送）
- 1月12日、4月6日、6月1日、7月6日、27日、9月21日、12月7日 - お坊さんバラエティ ぶっちゃけ寺3時間SP（テレビ朝日）
  - 5月9日、30日、10月24日 - お坊さんバラエティ ぶっちゃけ寺傑作選&未公開SP（テレビ朝日）
- 1月14日、2月11日、5月6日、6月17日、7月29日、8月26日、10月28日、12月2日（2H）、2月25日、4月1日、15日、7月8日、9月16日、12月23日（3H） - くりぃむクイズ ミラクル9SP（テレビ朝日）
- 1月16日、6月26日、8月28日（2H）、4月3日（3H） - ミュージックステーションSP（テレビ朝日）
  - 9月23日 - ミュージックステーションウルトラFES（テレビ朝日）
  - 12月25日 - ミュージックステーションスーパーライブ（テレビ朝日）
- 1月17日、3月7日、21日（最終回） - 関ジャニの仕分け∞2時間SP（テレビ朝日）
- 1月20日（2H）、4月7日、5月5日、6月30日、8月25日、9月29日、12月22日（3H） - ロンドンハーツSP（テレビ朝日）
- 1月21日、2月18日、3月11日、4月29日、5月20日、7月15日、8月5日、9月9日、12月9日、16日（2H）、4月8日、9月30日（3H） - ナニコレ珍百景SP（テレビ朝日）
- 1月30日、3月20日、10月9日 - 世界の村で発見!こんなところに日本人2時間SP（朝日放送）
- 2月3日、5月31日、11月3日 - 中居正広のスポーツ!号外スクープ狙います!（テレビ朝日）
  - 6月15日 - 中居正広のミになる図書館 ゴールデン3時間SP（テレビ朝日）
- 2月4日 - 出張!徹子の部屋パート8 夢トークお宝映像SP（テレビ朝日）
  - 5月27日 - 徹子の部屋 祝!10000回1時間拡大SP（テレビ朝日）
  - 8月7日 - 徹子の部屋 夏休み1時間SP（テレビ朝日）
- 2月5日、3月5日、4月23日、6月18日、12月10日、（2H）、3月19日、4月9日、7月2日（3H） - いきなり!黄金伝説。SP（テレビ朝日）
  - 12月17日（2H） - いきなり!黄金伝説。特別編 無人島0円生活（テレビ朝日）
- 2月10日、24日、3月17日、5月26日、7月21日、8月4日、18日、10月27日、11月10日、24日、12月8日（2H）、4月14日、28日、6月23日、9月8日、10月6日（3H） - 林修の今でしょ!講座SP（テレビ朝日）
- 2月15日 - ハナタレナックスEX特別編 大泉洋が!安田顕も!素顔全開!?自由気ままなドライブ旅★ちょいのり!in函館（北海道テレビ放送）
- 2月15日、5月25日、8月3日（2H）、4月20日、6月29日、8月17日、9月14日、10月12日、11月2日、30日、12月21日（3H） - しくじり先生 俺みたいになるな!!SP（テレビ朝日）
  - 6月26日、7月15日、8月12日、19日 - しくじり先生 俺みたいになるな!!特別編（テレビ朝日）
- 2月23日、3月30日 - ここがポイント!!池上彰解説塾・3時間SP（テレビ朝日）
  - 4月11日（初回）（3H）、5月2日、16日、6月6日、20日、7月4日、25日、8月1日、22日、9月5日、19日、10月10日、24日、11月28日、12月19日（2H） - 池上彰のニュースそうだったのか!!SP（テレビ朝日）
- 3月1日 - オドロキ見たいテレビ びっくりぃむ2時間SP（テレビ朝日）※最終回
- 3月9日 - 初めて○○やってみた あの店開店するのにいくらかかるか教えちゃいますSP（テレビ朝日）
- 3月28日、4月11日 - 人生の楽園拡大SP（テレビ朝日）
- 4月2日、7月18日、10月2日、12月30日 - アメトーークSP（テレビ朝日）
  - 12月17日 - アメトーーク 特別編 ホリケンふれあい旅 にんげんっていいな（テレビ朝日）
- 4月5日（初回）、26日、5月10日、7月5日、8月30日、10月4日、18日、25日、11月29日、12月20日（2H）、7月19日（3H） - 日本人の3割しか知らないこと くりぃむしちゅーのハナタカ!優越館SP（テレビ朝日）
- 4月5日 - TVタックル特別編（テレビ朝日）
- 5月30日 - 「まぁまぁマイク」&「なぜ?そこ?」2本立てSP（テレビ朝日）
- 6月21日 - サンデースクランブル嵐の激撮SP（テレビ朝日）
  - 8月2日 - サンデースクランブル夏の激論SP（テレビ朝日）
- 8月14日 - 戦後70年スーパーJチャンネルSP（テレビ朝日）
- 8月30日、10月25日 - 関ジャム 完全燃SHOW拡大SP（テレビ朝日）
- 9月5日 - HTBイチオシ!まつり 秋だ味覚だ!北海道のチカラ大集合だスペシャル（北海道テレビ）[229]
- 10月1日 - 夜の巷を徘徊する3時間特集（テレビ朝日）
- 10月11日（10日深夜） - ガムシャラ!ちがうちがう俺たちアイドルだった 禁断映像スペシャル（テレビ朝日）
- 10月24日、12月6日 - 聞きにくい事を聞くSP（テレビ朝日）
- 12月19日 - じゅん散歩デラックス（テレビ朝日）
- 12月27日
  - 報道ステーションSUNDAY年末スペシャル（テレビ朝日）
  - イチから住SP（テレビ朝日）
- 12月29日 - 上沼恵美子のおしゃべりクッキング20年突破スペシャル〜淡路島で新名物グルメ対決!〜（朝日放送）
- 12月30日 - 探偵!ナイトスクープ年忘れファン感謝祭2015（朝日放送）
- 12月31日 - ワイド!スクランブル年末SP（テレビ朝日）

#### TBS・JNN系列
- 1月1日
  - 皇室アルバム55周年記念新春スペシャル 天皇皇后両陛下ご結婚55年〜秘蔵映像でつづる天皇ご一家の歩み〜（毎日放送）
  - 東海地方の年末年始全力で調べます 花スマSP（CBCテレビ）
  - RKB総力生放送 2015年は○○な年に!!あなたの毎日が変わるTV（RKB毎日放送）
- 1月1日 - ちちんぷいぷい特別号 幸せかもしれない2015大トーク&クイズ祭り（毎日放送）
  - 1月2日 - ちちんぷいぷい 昔の人は偉かった 最南端から最北端 近畿縦断622kmの旅 総集編（毎日放送）
  - 5月27日 - ちちんぷいぷい特別編 池上彰さんに聞く世界のハテナ?10（毎日放送）
  - 5月30日 - ちちんぷいぷい特別編 南極文通ものがたり おとうさん、ぼく…（毎日放送）
- 1月2日
  - 正月ごぶごぶ（毎日放送）
  - 住人十色お正月SP 闘う家2015（毎日放送）
- 1月2日 - 痛快!明石家電視台お正月SP 結婚に迷える子羊さんいらっしゃい!売れっ子独身芸人大集合（毎日放送）
  - 10月10日 - 明石家電視台in京都 京美人がご案内 秋の極上いいねツアー（毎日放送）
- 1月2日・3日・4日 - ロケみつ冬休みスペシャル 桜 稲垣早希のヨーロッパ横断ブログ旅最終章（毎日放送）
- 1月3日
  - 知っとこ!新春スペシャル 元気全開!こどものチカラ（毎日放送）
  - せやねん!新春特大号 名物コーナー&卒業生大集合SP（毎日放送）
  - バース・デイ新春SP（TBS）
- 1月3日（2日深夜） - 夜もアッコにおまかせ!プライベート女子会（TBS）
  - 12月27日 - 祝30周年!アッコにおまかせ!年末拡大版（TBS）
- 1月3日 - よしもと新喜劇お正月スペシャル「西遊喜」（毎日放送）
  - 3月29日 - よしもと新喜劇 春休みSP（毎日放送）
  - 9月19日（18日深夜） - 朝までよしもと生新喜劇 〜2人のちっさいおっさん祭り〜（毎日放送）
  - 10月31日 - よしもと新喜劇 池乃めだか芸能生活50年スペシャル〜めだか寛平サルネコ120分〜（毎日放送）
- 1月4日
  - 時事放談 新春全力SP（TBS）
  - 噂の!東京マガジン新春特大号（TBS）
- 1月4日 - 大がっちりマンデー!!（TBS）
  - 7月8日 - 特大がっちりマンデー（TBS）
- 1月4日 - サンデーモーニング新春SP（TBS）
  - 8月9日 - サンデーモーニング"千の証言スペシャル"〜被爆70年長崎から〜（TBS）
  - 12月27日 - サンデーモーニング年末SP（TBS）
- 1月4日 - 駆け込みドクター!お正月太りのあなたに2015年は身体チェンジ（TBS）
  - 2月1日 - 駆け込みドクター! 謎の痛み 徹底解明SP（TBS）
  - 3月1日 - 駆け込みドクター! 体のゆがみ解消スペシャル（TBS）
  - 3月15日 - 駆け込みドクター! 話題の新常識たっぷり血管年齢が若返るSP（TBS）
  - 3月22日 - 駆け込みドクター! 芸能人の食生活公開 超!春の健康診断SP（TBS）
  - 5月3日 - 駆け込みドクター! 芸能人の睡眠ランキング!赤裸々な寝姿&寝言を撮影SP（TBS）
  - 5月17日 - 駆け込みドクター! 認知症最前線!目からウロコの新常識SP（TBS）
  - 5月31日 - 駆け込みドクター! 健康への早道は…腸内環境を整える事だったSP（TBS）
  - 7月5日 - 駆け込みドクター! 関節のコリと痛み解消SP（TBS）
  - 7月19日 - 駆け込みドクター! ナポレオンの村が集結医者に聞きたい事SP（TBS）
  - 8月2日 - 駆け込みドクター! 顔にまつわる病気SP（TBS）
- 1月5日 - 9日 - はやチャン!SP（TBS）
- 1月5日、4月6日、5月11日、25日、7月6日、8月3日、10月5日 - 私の何がイケないの?SP（TBS）
- 1月6日、2月24日、3月17日、31日、6月30日、9月29日、12月8日 - 世界の日本人妻は見た!SP（毎日放送）
- 1月6日 - マツコの知らない世界 新春マツコ食べまくり!超2時間スペシャル（TBS）
  - 2月17日 - マツコの知らない世界 今夜は8時スタート!拡大2時間SP（TBS）
  - 3月24日 - マツコの知らない世界SP 綾小路きみまろ×マツコ・デラックス初共演!（TBS）
  - 10月6日 - マツコの知らない世界SP 食欲の秋はマツコの秋（TBS）
  - 12月15日 - マツコの知らない世界 歳末大感謝2時間SP（TBS）
- 1月6日、2月7日、3月21日、9月19日、12月5日 - 別冊!王様のブランチ（TBS）
  - 7月18日 - 特別版王様のブランチ（TBS）
- 1月9日、3月27日、4月3日、17日、5月22日、6月19日、7月10日、8月7日、9月18日、10月9日、30日、12月18日 - 中居正広のキンスマスペシャル（TBS）
- 1月9日、2月13日、3月20日、4月3日、24日、5月1日、6月12日、26日、7月17日、8月14日、9月25日、10月16日、12月25日 - ぴったんこカン・カンスペシャル（TBS）
- 1月10日、24日、2月7日、21日、3月7日、4月18日、5月16日、30日、6月13日、7月4日、18日、8月1日、10月10日、11月7日、12月12日（2H）、3月21日、5月2日（3H） - ジョブチューンSP（TBS）
- 1月13日、3月24日、7月7日、21日、10月6日、12月1日 - 所さんのニッポンの出番!SP（TBS）
- 1月15日、29日、2月12日、26日、4月16日、30日、5月14日、6月11日、7月23日、8月6日、20日、9月10日（2H）、6月25日、9月24日、10月8日（3H）、3月26日、7月2日、12月25日（4H） - ニンゲン観察バラエティ モニタリングSP（TBS）
- 1月17日 - VOICE特別編 あの街の記録・未来へ〜阪神淡路大震災20年（毎日放送）
  - 5月18日（17日深夜） - VOICEスペシャル どうなる?大阪の未来・かたち（毎日放送）[注 65]
- 1月22日、2月19日、4月2日、23日、5月7日、6月4日、18日、7月9日、16日、30日、8月13日、9月3日、17日、10月1日（2H）、3月19日、12月10日（3H） - プレバト!!SP（毎日放送）
- 2月7日 - 世界・ふしぎ発見!世界で出会ったステキな日本人79分SP（TBS）
- 2月15日、3月8日（最終回） - 不思議探求バラエティー ザ・世界ワンダーXSP（TBS）
- 3月6日 - 爆報! THE フライデーSP（TBS）
- 3月14日（13日深夜）、6月27日（26日深夜） - 有吉ジャポンSP（TBS）
- 3月31日 - UTAGE!春の祭典!涙と笑いと祈りのSP（TBS）
  - 9月29日 - UTAGE!秋の祭典!汗と涙…感動の歌の宴（TBS）
- 4月12日（初回）、5月10日、24日、6月7日、28日、7月12日、8月9日、10月4日、12月13日 - この差って何ですか?SP（TBS）
- 4月12日（初回）、19日、9月27日、12月27日 - 林先生が驚く初耳学!SP（毎日放送）
- 4月15日 - 水曜日のダウンタウンSP（TBS）
- 4月18日（17日深夜、初回）、25日（24日深夜） - KAT-TUNの世界一タメになる旅!春の猛毒祭りin石垣島（TBS）
  - 10月17日（16日深夜）、24日（23日深夜） - KAT-TUNの世界一タメになる旅!オーストラリアSP（TBS）
  - 12月28日 - KAT-TUNの世界一タメになる旅!SP（TBS）
- 4月20日 - 世紀の歌声!生バトル 日本一の歌王決定戦!（TBS）
- 4月20日（初回）、5月18日、6月1日、22日、7月20日、12月7日（最終回） - 世にも不思議なランキング なんで?なんで?なんで?SP（TBS）
- 6月17日、10月14日、21日（2H）、12月23日（1.5H） - トコトン掘り下げ隊!生き物にサンキュー!!SP（TBS）
- 7月6日（最終回）（75分）、11月7日（1.5H） - バナナマンのせっかくグルメ!!SP（TBS）
- 8月15日 - 報道特集〜千の証言〜終戦の日スペシャル（TBS）
- 12月7日（6日深夜） - 報道の魂〜千の証言〜スペシャル（TBS）
- 12月22日 - ラストキスXマスSP〜最後にキスするデート（TBS）
- 12月30日 - 白熱ライブ ビビット3時間SP（TBS）

#### テレビ東京・TXN系列
- 1月1日 - 天才アスリート世界への階段〜みらいのつくりかた新春SP〜（テレビ東京）
- 1月3日 
  - ポンコツ&さまぁ〜ずスペシャル（テレビ東京）
  - ゴッドタン 第12回芸人マジ歌選手権（テレビ東京）
- 1月8日 - カンブリア宮殿 医療の未来を切り拓く挑戦者たちスペシャル（テレビ東京）
  - 　9月24日 - カンブリア宮殿 今夜は90分スペシャル（テレビ東京）
- 1月9日、2月6日、3月20日、4月3日、6月19日、8月28日、9月25日、11月27日、12月18日 - 所さんの学校では教えてくれないそこんトコロ!2時間スペシャル（テレビ東京）
- 2月8日、6月26日、8月14日 - コレ考えた人、天才じゃね!? 〜今すぐ役立つ生活の知恵、集めました〜SP（テレビ東京）
- 3月7日（2H） - 出没!アド街ック天国 1000回記念!20年の秘蔵&衝撃映像SP（テレビ東京）[196]
  - 12月26日（2H） - 出没!アド街ック天国 東京駅スペシャル（テレビ東京）
- 3月23日、5月4日、6月15日、7月20日、9月7日、21日、11月23日（2H）、12月21日（2.5H） - YOUは何しに日本へ?SP（テレビ東京）
- 3月30日、6月22日、12月7日（1.5H）、7月13日、12月21日（2H） - 未来世紀ジパングスペシャル（テレビ東京）
- 4月5日、10月4日（2.5H） - モヤモヤさまぁ〜ず2スペシャル（テレビ東京）
- 4月6日、10月27日（レギュラー初回）、11月3日、24日、12月15日、22日 - ウソのような本当の瞬間!30秒後に絶対見られるTV（テレビ東京）
- 4月15日（レギュラー初回）、5月6日、20日、6月10日、7月1日、8月12日、19日、9月9日、23日、30日、10月21日、11月11日、18日、12月16日 - ソレダメ!〜あなたの常識は非常識!?〜SP（テレビ東京）
- 5月16日、10月17日 - 全国昼めし旅〜おらが村の昼めしグランプリ!〜（テレビ東京）
  - 12月29日 - 昼めし旅SP（テレビ東京）
- 5月17日 - FOOT×BRAIN 親子で見てほしいSP〜サッカーキッズ&パパママへ〜（テレビ東京）
- 6月20日、11月28日（1H） - 美の巨人たちスペシャル（テレビ東京）
- 6月27日
  - たかじんNOマネー GOLDEN BLACK最後だからいうぞ!大暴露SP（テレビ大阪）※最終回
  - CrossroadSP（テレビ東京）
- 7月11日 - チャージ730!土曜版（テレビ東京）
- 10月12日、11月3日 - インテリア日和SP!（テレビ東京）
- 12月24日 - WBS拡大スペシャル 「ニッポン人の欲望はどこに行った」（テレビ東京）
- 12月27日（26日深夜） - 紺野、日本の絶景で踊るってよ（テレビ東京）
- 12月29日 
  - 開運!なんでも鑑定団スペシャル 史上最強のコレクター大集合!!（テレビ東京）
  - チマタの噺SP〜たけし噺2015〜（テレビ東京）

#### フジテレビ・FNN・FNS系列
- 1月1日
  - ゴリパラ見聞録Happy New Year 生放送SP2015（テレビ西日本）
  - 前略、月の上から。元旦SP（フジテレビ）
  - ワイドナショー 元旦SP（フジテレビ）
  - 快傑えみちゃんねる 笑いのぶっちゃけ福袋!新春大放出SP（関西テレビ）
  - キスマイBUSAIKU!?お正月スペシャル2015（フジテレビ）
- 1月1日 - 久保みねヒャダ明けましてこじらせナイトSP（フジテレビ）
  - 4月4日（3日深夜） - 久保みねヒャダこじらせナイト 春の時空のゆがみ祭り（フジテレビ）
  - 10月11日（10日深夜） - 千葉ヒャダこじらせ男子旅〜久保みねヒャダスピンオフ（フジテレビ）
  - 12月27日（26日深夜） - 久保みねヒャダこじらせナイトSP（フジテレビ）
- 1月2日
  - 皇室ご一家新春スペシャル（フジテレビ）
  - 有吉くんの正直さんぽ 新春2015さんぽ初め〜縁結びの出雲大社〜（フジテレビ）
- 1月2日 - ウラマヨ!お正月2時間!なにわの美味いもん社長さんSP（関西テレビ）
  - 8月8日 - ウラマヨ!夏の2時間!こんな時代に右肩上がりの絶好調社長さんSP!（関西テレビ）
- 1月2日 - 新春大売り出し!さんまのまんま（関西テレビ）
  - 8月23日 - さんまのまんま特売号 最強の相棒SP（関西テレビ）
  - 9月25日 - さんまのまんま30周年秋SP（関西テレビ）
- 1月3日 - たかじん胸いっぱい 新春じんちゃん一周忌2時間半SP!!（関西テレビ）
  - 8月15日 - 胸いっぱいサミット!お盆でたかじん降臨!?上半期ニュース住民投票SP!!（関西テレビ）
  - 12月31日 - 胸いっぱいサミット!大晦日2時間SP（関西テレビ）
- 1月3日 - 村上マヨネーズのツッコませて頂きます!全国ネットだよ!新春SP（関西テレビ）
  - 10月2日 - 村上マヨネーズのツッコませて頂きます!秋の夜長に女のグチぜんぶ解決します!SP（関西テレビ）
  - 12月29日 - 村上マヨネーズのツッコませて頂きます!今年のグチは今年のうちに!キッチリ解決しますSP（関西テレビ）
- 1月3日 - VS嵐2015賀正新春豪華2本立てスペシャル（フジテレビ）
  - 7月2日 - VS嵐SP（フジテレビ）
- 1月3日 - さまぁ〜ずのご自慢列島ジマング 新春SP（フジテレビ）
  - 6月26日 - さまぁ〜ずのご自慢列島ジマングSP（フジテレビ）
- 1月4日
  - バナナハイスクールSPチャイルドな芸能人を催眠術でオトナに養成SP（東海テレビ）
  - はやく起きた朝は… 新春スペシャル（フジテレビ）
  - ボクらの時代 笑って許して!新春SP和田アキ子×ヒロミ×坂上忍（フジテレビ）
- 1月4日 - よ〜いドン!お正月スペシャル（関西テレビ）
  - 12月31日 - よ〜いドン!大晦日SP（関西テレビ）
- 1月4日 - マルコポロリ!2015新春!芸能事務所のウラ側からトンデモ収入までじぇじぇじぇとポロリすんのか〜いSP!!（関西テレビ）
  - 4月26日、5月31日、9月6日、27日、10月25日、11月29日 - お笑いワイドショー マルコポロリ!SP（関西テレビ）
- 1月5日、19日、2月9日、3月9日、30日、4月13日、27日、6月15日、29日、7月13日、27日、8月10日、9月21日、10月5日、12月7日 - ネプリーグSP（フジテレビ）
- 1月7日 - ホンマでっか!?TVマー君も杏も矢口も新年なのにこの先どうしていいかわからない…人生相談4時間半SP!!（フジテレビ）
  - 4月1日、12月23日 - ホンマでっか!?TVSP（フジテレビ）
  - 7月1日 - さんまでっか!?TV（フジテレビ）
  - 9月30日 - ホンマでっか!?TV さぁ、みんなも一緒にやってみよう!超診断3連発SP（フジテレビ）
- 1月8日 - 奇跡体験!アンビリバボー日本を震撼させた衝撃の事件スペシャル（フジテレビ）
  - 4月2日 - 奇跡体験!アンビリバボー衝撃映像&奇跡の生還SP（フジテレビ）
  - 4月9日 - 奇跡体験!アンビリバボー実録国内事件簿2時間SP（フジテレビ）
  - 7月9日 - 奇跡体験!アンビリバボー国内災害2時間SP（フジテレビ）
  - 10月1日 - 奇跡体験!アンビリバボー実録日本の事件簿3時間超SP（フジテレビ）
  - 10月8日 - 奇跡体験!アンビリバボー日本大災害の真実SP（フジテレビ）
- 1月10日 - タカトシ温水路線バスの旅SP（フジテレビ）
- 1月10日 - めちゃ×2イケてるッ!ナイナイ&中居の日本一周 祝・コンビ結成25周年の旅（フジテレビ）
  - 4月4日 - めちゃ×2イケてるッ!春の3時間超SP! 赤恥トップアスリート抜き打ち学力テスト（フジテレビ）
  - 5月9日 - めちゃ×2イケてるッ!SP 復活!持ってけ100万円&オカネ屋で重大発表2HSP（フジテレビ）
  - 7月4日 - めちゃ×2イケてるッ!2時間SP 全国ちびっこ超本気ダンス選手権SP（フジテレビ）
  - 7月18日 - めちゃ×2イケてるッ!あの頃の本気だします45歳の青春スペシャル（フジテレビ）
  - 10月3日、12月5日 - めちゃ×2イケてるッ!SP（フジテレビ）
- 1月12日、3月23日、4月6日、20日、5月4日、6月22日、7月6日、20日、8月17日、9月28日、10月12日 - 痛快TV スカッとジャパンSP（フジテレビ）
- 1月14日、2月11日、4月21日、5月5日、6月23日、7月7日、8月18日、9月22日（2H）、3月25日（3H） - 世界行ってみたらホントはこんなトコだった!?SP（フジテレビ）
- 1月17日 - 超潜入!リアルスコープハイパー新旧乗り物スターが夢の共演!新幹線&SL2時間SP（フジテレビ）
- 1月24日 - もしもツアーズ京都SP（フジテレビ）
  - 4月4日 - もしツアにめちゃイケがやってきたから富士山で日本一のBBQやっちゃうぞSP（フジテレビ）
  - 6月13日 - もしもツアーズ この夏行きたい人気観光地 金沢 軽井沢 地元タウン誌記者が本気（ガチ）ですすめる人気おみやげを探せSP（フジテレビ）
- 2月18日、3月18日、4月8日、5月13日、6月24日、7月15日、8月12日、10月14日、12月23日 - おじゃMAP!!SP（フジテレビ）
- 3月8日、22日、4月12日、5月24日、9月6日、10月11日、12月27日 - Mr.サンデーSP（フジテレビ・関西テレビ）
- 3月13日 - ペケ×ポンSP（フジテレビ）
  - 4月14日、28日、7月14日、8月11日、9月15日、11月10日、12月22日 - ペケ×ポン+SP（フジテレビ）
- 3月20日 - 教訓のススメ春SP（フジテレビ）※最終回
- 3月24日 - 有吉弘行のダレトク!?SP（関西テレビ）
- 3月29日 - とくダネ!緊急夜会〜オンナの素顔〜（フジテレビ）
  - 12月30日 - 7時スタートとくダネ!です。年末拡大スペシャル（フジテレビ）
- 4月2日 - とんねるずのみなさんのおかげでした大爆笑!春の特大2時間半SP（フジテレビ）
  - 7月2日 - とんねるずのみなさんのおかげでした超豪華2時間半スペシャル（フジテレビ）
  - 9月24日 - とんねるずのみなさんのおかげでした秋の爆笑2時間半スペシャル（フジテレビ）
  - 12月24日 - とんねるずのみなさんのおかげでした超豪華クリスマス爆笑2時間半SP（フジテレビ）
- 4月10日 - 世界HOTジャーナルSP（フジテレビ）
- 4月11日、5月2日、6月27日、11月28日、12月19日 - おーい!ひろいき村SP（フジテレビ）
- 4月12日 - クイズ!それマジ!?ニッポンSP（フジテレビ）
  - 10月25日 - 47都道府県対抗!格付けニッポン!今!来てほしい最新スポットNo.1決定戦!（フジテレビ）
- 4月14日、28日、7月21日、8月25日、10月13日 - ちゃちゃ入れマンデー2時間SP（関西テレビ）
- 4月15日（初回）、5月6日、6月17日、7月8日 - 水曜歌謡祭SP（フジテレビ）
- 6月13日 - 正直女子さんぽ20分拡大これを見れば鎌倉通SP!（フジテレビ）
- 6月25日 - アウト×デラックス夏の人事異動スペシャル（フジテレビ）
- 6月28日 - ニッポンを釣りたい!（テレビ新広島）
- 7月3日 - 全力!脱力タイムズSP（フジテレビ）
- 7月17日、8月14日、28日、9月11日、10月9日、11月6日 - ダウンタウンなうSP（フジテレビ）
- 8月1日 - モモコのOH!ソレ!み〜よ!グルメ・絶景・買い物!ゼッタイ得する台湾丸ごと楽しみまくりスペシャル!（関西テレビ）
- 8月22日 - くいしん坊!万才40周年SP（フジテレビ）
- 9月8日 - 知らないアナタは大丈夫!? 発見!ウワサの食卓SP（関西テレビ）
- 10月21日 - 世界の何だコレ!?ミステリーSP（フジテレビ）※初回
- 10月30日、12月18日 - 巷のリアルTV カミングアウト!SP（フジテレビ）
- 11月3日 - 優しい人なら解ける クイズやさしいねSP（フジテレビ）※初回
- 12月5日
  - めざましテレビプレゼンツ ぼくたちの乾電池電車高校生が挑む世界記録青春の5ヶ月感動物語（フジテレビ）
  - めざましテレビプレゼンツ トーテム開幕SP!（フジテレビ）
- 12月20日 - サタすぽスペシャル「THE TALK」（北海道文化放送）[230]
- 12月29日 - 雨上がり食楽部SP 鹿児島食べ尽くし!!「わっぜか」ツアー!（関西テレビ）
- 12月30日 - いただきSUPERハイジャンプ（フジテレビ）

#### クロスネット局・トリプルクロスネット局・独立局・BS・CS
- 1月1日
  - BSフジ×ウェザーニュース 初日の出SP2015 千回突破で中継も特盛?!（BSフジ）
  - 初春 浅草お茶の間寄席（千葉テレビ放送）
  - NEWSチバ新春報道特番〜2015年千葉の行方は...（千葉テレビ放送）
  - ホテルの窓から〜見る知る歩く世界の街〜〜タヒチスペシャル（BS日テレ）
  - ニッポン絶景街道SP（BS朝日）
- 1月1日 - 東北魂TV2015〜新春コントSP（BSフジ）
  - 2月4日 - 東北魂TVプレミアムゲストコント1時間SP（BSフジ）
  - 4月8日 - 東北魂TV1時間SP（BSフジ）
  - 5月6日 - 東北魂TVオール新作!なんて日だ1時間SP（BSフジ）
  - 6月3日 - 東北魂TVオール新作!超激アツ1時間スペシャル（BSフジ）
  - 7月8日 - 東北魂TV梅雨なんてぶっとばせ!カラッと1時間SP（BSフジ）
  - 8月2日 - 東北魂TV復興支援SP LIVE2015 in お台場（2H）（BSフジ）
  - 9月9日 - 東北魂TV青森・八戸で大満足! 1時間スペシャル（BSフジ）
- 1月2日 - コサキン道中 ぶらっぶらっぶらっ!2015新春SP（BSフジ）
- 1月2日 - ブラマヨ談話室〜2015年のニッポンもどうかしてるぜ!スペシャル（BSフジ）
  - 2月11日 - ブラマヨ談話室〜ニッポン、どうかしてるぜ!〜スペシャル（BSフジ）
  - 4月15日 - ブラブラ談話室〜ニッポン、どうかしてるぜ!〜 春なのに心配しまくり1時間SP（BSフジ）
  - 8月12日 - ブラブラ談話室〜ニッポン、どうかしてるぜ!〜1時間SP（BSフジ）
  - 9月16日 - ブラブラ談話室〜ニッポン、どうかしてるぜ!〜 三重いなべ出張1時間SP（BSフジ）
- 1月3日 - 世界ふれあい街歩きパリ!フランス!路地めぐりスペシャル（NHK BSプレミアム）
- 1月3日 - ぶらぶら美術・博物館冬の京都!2時間SP 世界遺産と穴場! お宝の歴史・アート旅（BS日テレ）
  - 3月6日 - ぶらぶら美術・博物館 京都の国宝極上旅2時間SP（BS日テレ）
  - 4月17日 - ぶらぶら美術・博物館2時間SP（BS日テレ）
  - 7月17日 - ぶらぶら美術・博物館徳川家康巡礼SP（BS日テレ）
  - 9月18日、11月13日 - ぶらぶら美術・博物館2時間SP（BS日テレ）
- 1月4日 - 熱血BO-SO TVプレゼンツ リッキーのローカル鉄道オタク旅 総集編-SEASON10 JR内房線編-（千葉テレビ放送）
  - 12月26日 - 熱血BO-SO TV年末拡大SP（千葉テレビ放送）
- 1月4日 - 部活応援プロジェクト しゃかりき特番 力必達〜希望ヶ丘高校柔道部再興への道〜（テレビ神奈川）
- 1月4日 - 日本名曲アルバム お正月3時間スペシャル 後世に残したい名曲熱唱50撰〜ヒット歌謡から民謡まで〜（BS-TBS）
  - 2月3日 - 日本名曲アルバム 2時間スペシャル 昭和の二大スター!美空ひばり・石原裕次郎特集（BS-TBS）
  - 3月3日 - 日本名曲アルバム 2時間スペシャル 昭和40年代女性歌手ヒット曲集 人生応援歌（BS-TBS）
  - 4月14日 - 日本名曲アルバム 2時間スペシャル ご当地ソング特集&70年代アイドル歌手特集（BS-TBS）
  - 5月5日 - 日本名曲アルバム 2時間スペシャル 青春に聞こえたあの歌&吉田正ヒット曲特集（BS-TBS）
  - 6月2日 - 日本名曲アルバム 2時間スペシャル 元祖三人娘特集&心にしみる歌（BS-TBS）
  - 8月4日 - 日本名曲アルバム 2時間スペシャル 女ごころ・心もよう!名曲25選（BS-TBS）
  - 9月15日 - 日本名曲アルバム 2時間スペシャル〜特選!春夏秋冬の名歌&甦る和製ポップスベスト15（BS-TBS）
  - 10月13日 - 日本名曲アルバム 2時間スペシャル 哀愁のご当地ソング&青春の洋楽カバーベストヒット（BS-TBS）
  - 11月10日 - 日本名曲アルバム 2時間スペシャル 厳選!昭和のフォークヒット曲集&魅惑のムード歌謡（BS-TBS）
  - 12月15日 - 日本名曲アルバム 2時間スペシャル 輝く!レコード大賞受賞曲〜昭和の歌謡史を彩った名曲（BS-TBS）
- 1月5日 - 道の駅ぶらり散歩美人古都京都・奈良SP（BSジャパン）
  - 4月6日 - 道の駅ぶらり散歩美人SP（BSジャパン）
  - 5月11日 - 道の駅ぶらり散歩美人名城巡って仲良し二人旅SP（BSジャパン）
- 1月5日 - 世界一周 魅惑の鉄道紀行スペシャル スイス・フランス・スペイン 今年こそ行きたい!初夢紀行（BS-TBS）
  - 3月2日 - 世界一周 魅惑の鉄道紀行 イタリアまるごと3時間スペシャル（BS-TBS）
  - 5月11日 - 世界一周 魅惑の鉄道紀行 祈りの聖地モン・サン・ミッチェル（BS-TBS）
  - 6月8日、12月7日 - 世界一周 魅惑の鉄道紀行スペシャル（BS-TBS）
- 1月5日 - 歌謡プレミアム特別版 坂本冬美2時間SP（BS日テレ）
  - 2月2日 - 歌謡プレミアム特別版 布施明2時間SP（BS日テレ）
  - 3月2日 - 歌謡プレミアム特別版 古賀政男2時間SP（BS日テレ）
  - 4月13日 - 歌謡プレミアム特別版 八神純子2時間SP（BS日テレ）
  - 5月4日 - 歌謡プレミアム特別編 名曲セレクションSP（BS日テレ）
  - 6月8日 - 歌謡プレミアム特別版 秋川雅史2時間SP（BS日テレ）
  - 7月13日 - 歌謡プレミアム特別版 天童よしみ2時間SP（BS日テレ）
  - 8月3日 - 歌謡プレミアム特別版 美空ひばり2時間SP（BS日テレ）
  - 9月7日 - 歌謡プレミアム特別版 熱唱遠藤実名曲SP（BS日テレ）
  - 10月12日 - 歌謡プレミアム特別版 美川憲一2時間SP（BS日テレ）
  - 11月9日 - 歌謡プレミアム特別版 水森かおり2時間SP（BS日テレ）
  - 12月14日 - 歌謡プレミアム特別版 紅白名曲合戦SP（BS日テレ）
- 1月6日 - わんニャン倶楽部・家内安全!新春SP（BS日テレ）
  - 12月15日 - わんニャン倶楽部2時間SP（BS日テレ）
- 1月6日、4月7日（3H）、5月12日、6月9日、10月6日、25日、11月3日、12月8日（2H） - 日本の旬を行く!路線バスの旅SP（BS-TBS）
- 1月7日 - 武田鉄矢の昭和は輝いていたSP 漫才コンビ・やすきよ（BSジャパン）
  - 4月8日 - 武田鉄矢の昭和は輝いていたSP 作曲家・船村徹（BSジャパン）
  - 5月6日 - 武田鉄矢の昭和は輝いていたSP ムード歌謡（BSジャパン）
  - 7月8日 - 武田鉄矢の昭和は輝いていたSP 懐かしのデュエット曲全26選（BSジャパン）
  - 10月7日 - 武田鉄矢の昭和は輝いていたSP ちあきなおみ（BSジャパン）
  - 12月9日 - 武田鉄矢の昭和は輝いていたSP フォーク黄金時代&ニューミュージック（BSジャパン）
- 1月7日、4月15日（2H）、3月4日（3H）- 世界水紀行スペシャル（BS日テレ）
- 1月7日 - 日本の名曲 人生、歌がある 新春4時間スペシャル! 圧倒の超豪華コラボ&ヒット全37曲（BS朝日）
  - 2月11日 - 日本の名曲 人生、歌がある 3時間SP! セレクションⅢ昭和・平成歌謡32曲（BS朝日）
  - 3月4日 - 日本の名曲 人生、歌がある 3時間SP! 由紀さおり特集 歌姫たちが（BS朝日）
  - 4月8日 - 日本の名曲 人生、歌がある 4時間SP（BS朝日）
  - 6月3日 - 日本の名曲 人生、歌がある 3時間SP 往年の昭和ポップス&異色の豪華カバー特集（BS朝日）
  - 9月16日 - 日本の名曲 人生、歌がある 3時間SP 川中・伍代・坂本・はるみ・由紀…圧巻の豪華24組33曲!（BS朝日）
  - 10月14日 - 日本の名曲 人生、歌がある 4時間SP 五木選!歌謡史に残る珠玉43曲（BS朝日）
  - 11月4日 - 日本の名曲 人生、歌がある 3時間SP もう一度聴きたい珠玉のコラボ&カバー選!豪華24組!31曲（BS朝日）
  - 12月9日 - 日本の名曲 人生、歌がある 5時間SP 大演歌祭…47人66曲（BS朝日）
  - 12月16日（3H） - 日本の名曲 人生、歌がある 都はるみSP 独占放送!活動休止前最後の出演…18人33曲（BS朝日）
- 1月7日（3H）、1月14日、2月11日、3月18日、4月8日、15日、6月3日、7月8日、8月5日、9月9日、11月11日、12月9日（2H）- 美しい日本に出会う旅スペシャル（BS-TBS）
- 1月8日、4月9日 - 路面電車で行く 世界各街停車の旅SP（BSフジ）
- 1月9日、4月17日 - 人生を変える7日旅2時間SP（BS朝日）
- 1月9日 - あなたの歌謡リクエスト 歌い初め2時間SP!（BSフジ）
  - 2月6日 - あなたの歌謡リクエスト 生放送SP（BSフジ）
  - 3月6日 - あなたの歌謡リクエスト 3月も2時間SP（BSフジ）
  - 4月10日、17日 - あなたの歌謡リクエスト 春の2週連続2時間SP（BSフジ）
  - 5月8日 - あなたの歌謡リクエスト テレサ・テン没後20年SP（BSフジ）
  - 5月15日 - あなたの歌謡リクエスト 名曲五月晴れ!2時間SP（BSフジ）
  - 5月29日 - あなたの歌謡リクエスト 美空ひばり誕生記念日特別編（BSフジ）
  - 6月12日 - あなたの歌謡リクエスト 梅雨のうた晴れ!2時間SP（BSフジ）
- 1月10日 - TOKYO モダン商店新春初売りスペシャル（BS日テレ）
- 1月10日 - らくらくゴーゴー!市馬・一之輔の二人会（日テレプラス）※5月30日に完全版として放送。
  - らくらくゴーゴー!喬太郎・彦いちの二人会（日テレプラス）※完全版
  - 5月30日 - らくらくゴーゴー!白鳥・文左衛門の二人会（日テレプラス）※完全版
- 1月10日 - あの年この歌 日本の50年を刻んだ名曲たちスペシャル（BSジャパン）
  - 4月18日 - あの年この歌 日本50年の名曲50選!SP（BSジャパン）
  - 5月9日、8月15日 - あの年この歌2時間SP（BSジャパン）
- 1月11日 - まるわかり!日曜 ニュース深掘りスペシャル（BS-TBS）
- 1月13日 - BBC地球伝説 3時間スペシャル「今よみがえる氷河期の動物たち」（BS朝日）
  - 2月10日 - BBC地球伝説 3時間SP「野生のホッキョクグマに密着!-母と子の1年を追え-」（BS朝日）
- 1月13日 - にほん風景物語 司馬遼太郎「街道をゆく」SP（BS朝日）
  - 2月3日 - にほん風景物語2時間SP（BS朝日）
    - 4月14日 - 新・にほん風景遺産 日本の春2時間スペシャル（BS朝日）※初回
    - 5月12日 - 新・にほん風景遺産2時間SP（BS朝日）
    - 6月2日 - 新・にほん風景遺産2時間スペシャル「瀬戸内 小豆島と三陸 気仙沼」（BS朝日）
    - 7月7日、8月4日、9月15日、10月13日、11月10日、12月15日（2H）、12月1日（4H） - 新・にほん風景遺産スペシャル（BS朝日）
- 1月14日 - 昭和偉人伝スペシャル「渡辺晋」（BS朝日）
  - 2月4日 - 昭和偉人伝スペシャル「淡路恵子・夏目雅子」（BS朝日）
  - 2月11日 - 昭和偉人伝スペシャル「吉田茂・池田勇人」（BS朝日）
  - 3月4日 - 昭和偉人伝スペシャル「渥美清」（BS朝日）
  - 3月11日 - 昭和偉人伝スペシャル「川上哲治・辻静雄」（BS朝日）
  - 4月1日 - 昭和偉人伝スペシャル「尾崎豊」（BS朝日）
  - 9月23日 - 昭和偉人伝スペシャル「池田勇人・佐藤栄作・田中角栄」（BS朝日）
  - 10月7日 - 昭和偉人伝スペシャル「三船敏郎」（BS朝日）
- 1月15日 - ボクらの地球3時間!新年富士山スペシャル（BS朝日）
  - 2月12日 - ボクらの地球3時間スペシャル「カメラが見つめて3年… 春夏秋冬 絶景百景 世界遺産知床のすべて〜流氷が育んだ奇跡の楽園〜」（BS朝日）
- 1月17日 - Live Nippon3時間スペシャル（BS朝日）
- 1月18日
  - いま世界は3時間スペシャル（BS朝日）
  - テレビ日経おとなのOFFスペシャル（BSジャパン）
- 1月30日 - すばらしきアメリカ旅スペシャル（BSフジ）
- 2月2日 - 吉田類の酒場放浪記2時間SP（BS-TBS）
  - 6月1日 - 吉田類の酒場放浪記2時間SP!!〜開創1200年!四国お遍路歩き旅（BS-TBS）
  - 7月6日 - 吉田類の酒場放浪記暑気払い2時間スペシャル（BS-TBS）
  - 12月31日 - 年またぎ酒場放浪記〜4時間SP（BS-TBS）
- 2月2日 - 聞きこみ!ローカル線 気まぐれ下車の旅3時間SP 松浦鉄道（BSジャパン）
  - 4月13日 - 聞きこみ!ローカル線 気まぐれ下車の旅3時間SP（BSジャパン）
  - 8月10日 - 聞きこみ!ローカル線 気まぐれ下車の旅3時間SP 久大本線（BSジャパン）
  - 9月14日 - 聞きこみ!ローカル線 気まぐれ下車の旅3時間SP 長良川鉄道（BSジャパン）
  - 12月7日 - 聞き込み!ローカル線 気まぐれ下車の旅3時間SP 豊肥本線（BSジャパン）
- 2月2日、4月6日、5月4日、6月1日、9月14日 - 素晴らしき日本 鉄道の旅2時間SP（BS-TBS）
- 2月3日 - 空から日本を見てみよう+2時間SP「静岡県 沼津〜静岡〜焼津」（BSジャパン）
  - 8月4日 - 空から日本を見てみよう+2時間SP「能登半島ぐるっと一周」（BSジャパン）
  - 10月6日 - 空から日本を見てみよう+2時間SP「飛騨高山」（BSジャパン）
- 2月3日、3月29日、6月6日 - 絶景温泉プレミアム（BSフジ）
- 2月4日 - 徳光和夫の名曲にっぽん ご当地ソング&テレサ・テン没後20年 4時間スペシャル（BSジャパン）
  - 11月4日 - 徳光和夫の名曲にっぽん テレサ・テンSP（2H）（BSジャパン）
  - 11月11日 - 徳光和夫の名曲にっぽん「歌の時間旅行」4時間スペシャル（BSジャパン）
- 2月4日、4月15日、6月10日、7月15日 - 極上のクルーズ紀行2時間SP（BS-TBS）
- 2月10日 - 悠久の旅 とっておきの京都2時間SP「魯山人と京の彩り」（BS朝日）
  - 5月5日、6月9日、7月14日、8月11日、9月8日、10月6日、11月3日、12月8日 - 悠久の旅 とっておきの京都SP（BS朝日）
- 2月22日 - 新・みんなの鉄道SP 寝台特急北斗星（フジテレビONE）
  - 10月14日 - 新・みんなの鉄道SP 寝台特急カシオペア（フジテレビONE）
- 3月8日 - 鉄道・絶景の旅海外スペシャル（BS朝日）
  - 10月18日 - 鉄道・絶景の旅海外スペシャル（タイ・マレーシア・シンガポール）（BS朝日）
- 3月28日 - ブチまけろ!炎の魂 長淵炎陣SP（BSフジ）※最終回
- 4月8日（初回）、5月6日、7月8日、10月7日、11月3日、12月16日 - 高島礼子・日本の古都〜その絶景に歴史あり2時間スペシャル（BS-TBS）
- 4月9日（初回）、12月17日 - 片岡愛之助の解明!歴史捜査SP（BS日テレ）
- 4月15日（初回）、12月2日 - 黒柳徹子のコドモノクニ〜夢を描いた芸術家たち〜SP（BS朝日）
- 4月17日、6月5日、7月10日、8月14日、10月9日 - THE 歴史列伝〜そして傑作が生まれた〜スペシャル（BS-TBS）
- 4月18日 - 特集・ニッポンぶらり鉄道旅満開!全国さくら紀行（NHK BSプレミアム）
- 4月19日、5月10日、9月20日 - 母の味宅配便総集編スペシャル（BSジャパン）
- 5月4日、6日、9月19日、22日 - 鉄道ニュース546 アフタートーク集（鉄道チャンネル）
- 5月10日 - 百年名家100回SP（BS朝日）
- 5月13日 - 古都浪漫こころ寺巡りSP（BSフジ）
- 5月16日
  - 絶景百名山SP（BSフジ）
  - 皇室日記20年目SP（BS日テレ）
  - 日経プラス10特別編 ななつ星 in 九州（BSジャパン）
- 5月17日 - スーパーマリオ30周年SPステージ ゲームセンターCX in ニコニコ超会議2015（フジテレビONE）         
  - 7月18日 - ゲームセンターCX in VIETNAMU（ベトナム）（BSスカパー!）
  - 10月3日 - ゲームセンターCX スーパーマリオメーカーを遊ぶ編（フジテレビONE）
  - 12月12日 - ゲームセンターCX スーパーマリオメーカーに生挑戦SP（フジテレビONE）
  - 12月31日 - ゲームセンターCX 2015年を15分でふりかえよう（フジテレビONE）
- 5月24日 - こどもの日スペシャルP-kiesLIVE（BSフジ）
  - 8月26日 - beポンキッキーズ 夏休みSP（BSフジ）
  - 12月 - beポンキッキーズ　LIVE（BSフジ）
- 6月20日 - アーシストcafe 緑のコトノハ 1000回記念スペシャル〜地球とつながる未来を求めて〜（BS朝日）
- 7月11日 - 美の壺スペシャル（NHK BSプレミアム）
- 7月16日、9月10日、10月2日 - 円楽の大江戸なんでも番付2時間スペシャル（BS朝日）
- 7月17日 - 地球絶景紀行大アメリカ2時間SP（BS-TBS）
  - 8月21日 - 地球絶景紀行 魅惑のアジア神秘の絶景SP（BS-TBS）
  - 10月16日 - 地球絶景紀行〜華麗なる欧州の名城SP〜（BS-TBS）
  - 12月18日 - 地球絶景紀行特別編〜美しき名峰SP（BS-TBS）
- 7月30日 - 英雄たちの選択スペシャル（NHK BSプレミアム）
- 8月11日、11月3日 - にっぽん百名山SP（NHK BSプレミアム）
- 8月27日 - AKB観光大使香港スペシャル（フジテレビNEXT）[注 66]
- 8月29日 - 華大の知りたい!サタデー拡大スペシャル（BSフジ）
- 9月3日、10日、17日、24日 - ONGAX NARITAアイドルFes2015（千葉テレビ放送）
- 9月11日、12月10日 - イチオシ!2泊3日の旅SP（BS日テレ）
- 9月15日 - 三宅裕司のふるさと探訪〜京都ふれあい2時間スペシャル〜（BS日テレ）
- 9月22日 - 世界入りにくい居酒屋スペシャル（NHK BSプレミアム）
- 9月27日 - ありがとッ!SP（テレビ神奈川）
- 9月28日 - とりよせ亭1時間スペシャル（BSジャパン）
- 10月8日（初回）、12月17日 - 日本の城見聞録SP（BS朝日）
- 10月12日 - 出発!気ままに趣味旅3時間SP（BSジャパン）※初回
- 10月13日 - ポチたま15周年SP!（BSジャパン）
- 10月18日、11月22日 - 大杉漣の漣ぽっSP（BSフジ）
- 10月24日
  - 小山薫堂東京会議特別編（BSフジ）
  - 伊藤政則のロックTV!90分超拡大スペシャル（BSフジ）
- 12月7日 - BS日本・こころの歌 「スペシャルコンサート東京2015」（BS日テレ）
  - 12月31日 - BS日本・こころの歌 年越し新春スペシャル（BS日テレ）
- 12月12日 - 中井精也のてつたびスペシャル（NHK BSプレミアム）
- 12月25日 - 深層NEWS3時間SP（BS日テレ）
- 12月27日 - バラいろダンディ〜テレビの安全保障が今夜大崩壊SP!〜（TOKYO MX1）
- 12月31日
  - 5時に夢中スピンオフ 輝け!おママ対抗歌合戦（TOKYO MX1）
  - あっぱれ!KANAGAWA大行進2015 - 2016年またぎスペシャル（テレビ神奈川）

## 受賞
- テレビ・オブ・ザ・イヤー2014（Quick Japan主催）
  - 大賞：森田一義アワー 笑っていいとも!グランドフィナーレ（フジテレビ）
- 第56回科学技術映像祭
  - 文部科学大臣賞（自然・くらし部門）：NHKスペシャル 巨大災害 メガディザスター 地球大変動の衝撃 第4集 火山大噴火 〜迫りくる地球規模の異変〜（NHK総合）
- 第8回WOWOWシナリオ大賞
  - 大賞：「双葉荘」川崎クニハル（ドラマ化し2016年3月放送）
- 第24回年間ドラマ大賞2014（TV LIFE主催）
  - 作品賞（大賞）：死神くん（テレビ朝日）

## この年の主なキャンペーン
- 未来へつなぐ。From TBS（TBSテレビ） - 開局60周年記念
- LIFE !S LIVE（フジテレビ） - 2015年春
- 超えろ。カンテレ（関西テレビ放送） - 呼称を「カンテレ」に統一したのに伴うもの